# Coupe du monde de football
Cet article traite de la Coupe du monde masculine de football. Pour la Coupe du monde féminine de football, voir Coupe du monde féminine de football.
Vous lisez un « bon article » labellisé en 2010.
La Coupe du monde de football, officiellement Coupe du monde de la FIFA depuis 2002, est le championnat du monde des équipes nationales masculines de football. Décidée le 28 mai 1928 par la Fédération internationale de football association (FIFA) sous l'impulsion de son président Jules Rimet, elle a été ouverte à toutes les équipes des fédérations reconnues par la FIFA, professionnelles y compris, se distinguant en cela du tournoi olympique de football, à l'époque réservé aux amateurs.
Elle a lieu pour la première fois en 1930, en Uruguay (champion olympique 1924 et 1928), et tous les quatre ans depuis (sauf en 1942 et 1946 en raison de la Seconde Guerre mondiale). Depuis la deuxième édition, en 1934, la Coupe du monde comprend une phase de qualification par zones continentales, actuellement organisée par chaque confédération continentale, et une phase finale qui réunit les équipes qualifiées (16 de 1934 à 1978, 24 de 1982 à 1994, 32 de 1998 à 2022, 48 à partir de 2026) dans un ou plusieurs pays pendant un mois environ. Cette phase finale comprendra à partir de 2026 un premier tour par poules qui qualifie trente-deux équipes pour une phase à élimination directe à partir des seizièmes de finale. Les pays organisateurs de la phase finale sont désignés par la FIFA et sont automatiquement qualifiés.
Sur les vingt-deux éditions disputées jusqu'en 2022, seules huit nations ont déjà été titrées au moins une fois et seulement treize nations sont parvenues en finale (vainqueurs compris). Le Brésil, seule équipe à avoir disputé toutes les phases finales de la compétition, détient le record avec cinq titres mondiaux et s'est acquis le droit de conserver la Coupe Jules-Rimet en 1970 après sa 3e victoire finale dans la compétition, avec Pelé, seul joueur triple champion du monde. L'Italie et l'Allemagne comptent quatre trophées et l'Argentine trois. L'Uruguay, vainqueur à domicile de la première édition, et la France ont gagné chacun deux fois la Coupe, l'Angleterre et l'Espagne une fois. La dernière édition s'est déroulée au Qatar en 2022 pour la première fois en automne. Celle de 2026, aux États-Unis, au Canada et au Mexique, sera la première édition à 48 équipes participantes. La coupe du monde 2030 se déroulera en Espagne, au Maroc et au Portugal, dont la candidature commune était seule en lice, selon un communiqué de la FIFA publié en octobre 2023, même si la décision officielle ne sera entérinée que fin 2024, à la suite d'un vote du congrès. Ce dernier confirme la décision le 11 décembre 2024, et annonce que cette édition se déroulera officiellement du 13 juin au 21 juillet 2030, mais que les trois rencontres d'Amérique du Sud, seront programmées le 8 et 9 juin.
La Coupe du monde de football est l'événement sportif le plus regardé à la télévision dans le monde avec les Jeux olympiques. Économiquement, la compétition est une source de revenus importante pour la FIFA et peut avoir des effets positifs sur la croissance de certains secteurs d'activité et sur le développement du pays organisateur. Des infrastructures, notamment les stades, sont construites ou rénovées à cette occasion. Événement mondial, elle est présente dans la culture populaire, sujet de nombreux films et documentaires, et est l'occasion de créer des chansons ou hymnes nationaux. Bien que véhiculant des valeurs de paix et d'universalité, la compétition a un aspect politique. Elle a été à l'occasion le théâtre de violences autour des rencontres, et de nombreux forfaits et boycotts, mais aussi réconciliations, émaillent son histoire.

## Histoire

### Origine de la compétition

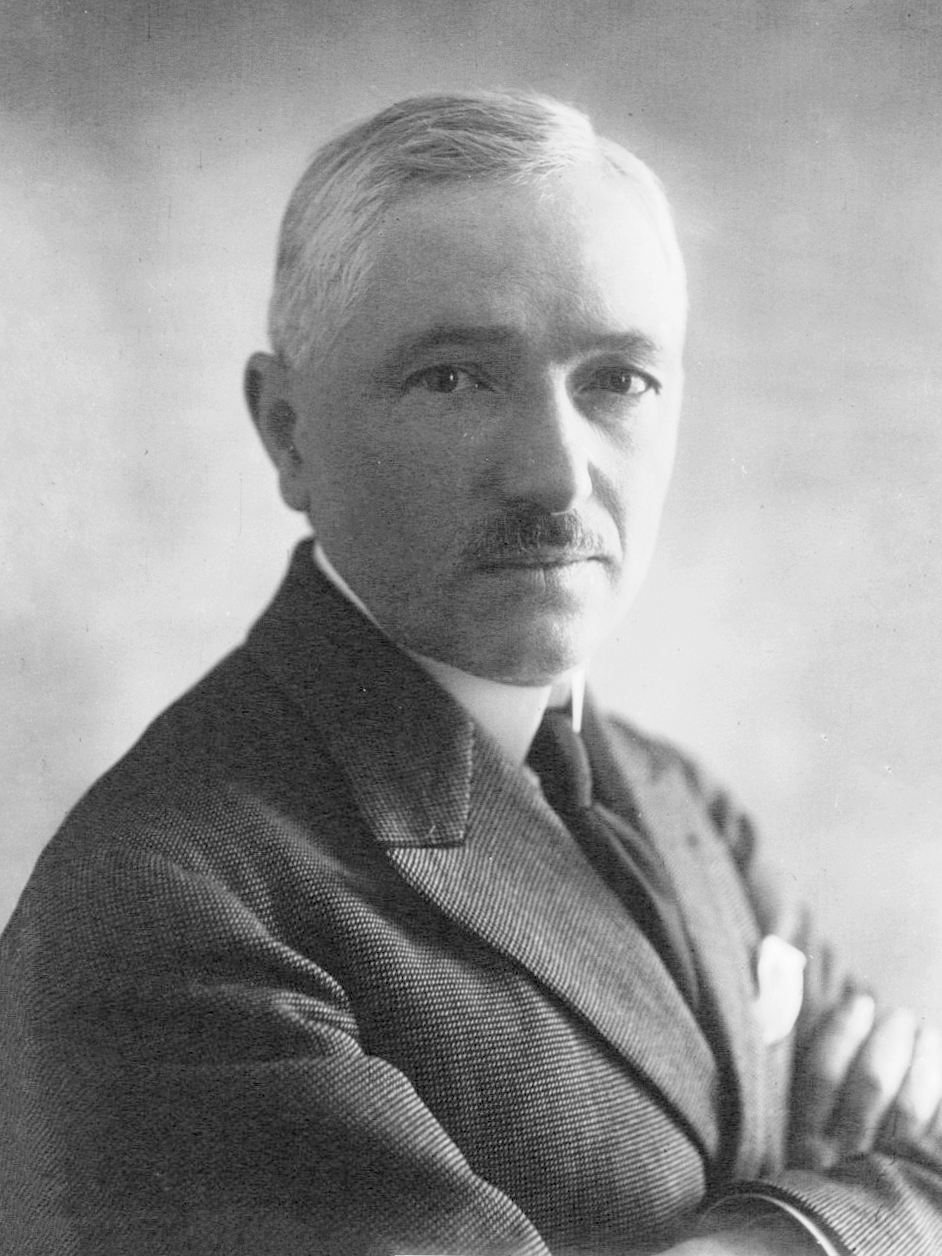
Président de la FIFA, Jules Rimet réussit à convaincre les fédérations nationales de créer la Coupe du monde.

Le projet d'organiser une compétition internationale commence dès la création de la Fédération internationale de football association (FIFA) en 1904. En 1906, la première édition initiée par le dirigeant néerlandais Carl Hirschman est programmée en Suisse et quatre poules de quatre équipes en guise de premier tour sont mises en place. Mais lors de la clôture des confirmations d'inscriptions pour les seize sélections invitées, le 31 août 1905, aucune fédération ne confirme sa participation et le projet est enterré.
Avec la mise en place d'un tournoi olympique de football à partir de 1908, Hirschmann veut procéder à la reconnaissance de ce tournoi olympique comme championnat du monde de football amateur. L'idée est validée lors du congrès de la FIFA en 1914, mais la Première Guerre mondiale bloque cette initiative.
Avec 22 et 17 équipes dont pour la première fois des formations d'Amérique latine et des États-Unis, en plus de celles du Vieux continent et de l'Égypte, les tournois olympiques de 1924 et 1928 constituent les premiers réels championnats du monde de football. Après son élection à la présidence de la FIFA, Jules Rimet met tout en œuvre, avec Henri Delaunay, secrétaire général de la Fédération française de football association, pour mettre en place une nouvelle compétition internationale.
Ce projet est adopté par la FIFA, lors d'un congrès tenu en marge des Jeux olympiques d'Amsterdam le 26 mai 1928, par 25 voix pour et cinq contre et une abstention,. Le congrès de la FIFA tenu à Barcelone le 18 mai 1929 confirme la première édition de la Coupe du monde de football association pour 1930 et en confie l'organisation à l'Uruguay, double champion olympique en titre, qui fête le centenaire de son indépendance cette année-là. Il décide que la Coupe du monde se tiendra tous les quatre ans, les années paires, en alternance avec les Jeux olympiques. À cette époque, presque toutes les équipes ont un statut amateur et présentent les mêmes formations aux deux compétitions. Cependant, les objectifs et valeurs divergent : si le tournoi olympique reste encore en théorie réservé aux amateurs, la FIFA reconnait les équipes qui ont opté pour le professionnalisme et ouvre la Coupe du monde à tous, amateurs comme professionnels.

### Première Coupe du monde (1930)

L'équipe d'Uruguay victorieuse de la Coupe du monde 1930.

Pour la première édition de la Coupe du monde, la compétition se déroule en Uruguay à Montevideo en 1930. La FIFA lance les invitations et table sur l'inscription de seize équipes, mais seulement treize nations répondent favorablement pour participer au tournoi. Seuls quatre pays européens traversent l'océan Atlantique en bateau pour disputer la compétition. La Belgique, la France et la Roumanie prennent un navire nommé « Conte Verde » depuis Villefranche-sur-Mer. La Yougoslavie quant à elle embarque à bord du « MS Florida ». Les autres pays européens déclinent pour des raisons financières et d'intendance. Jules Rimet est même contraint de procéder à un tour de France pour convaincre autorités, joueurs et employeurs afin que la France ne rate pas ce premier rendez-vous mondial. Tous les autres pays sont américains, il y a deux équipes nord-américaines : les États-Unis et le Mexique, les autres sont sud-américaines. Impressionnantes au cours du tournoi, les équipes d'Argentine et d'Uruguay, toutes deux invaincues, se rencontrent en finale à Montevideo. Les deux pays voisins sont rivaux et les supporters argentins se déplacent en nombre pour assister à la finale. Cependant, la Celeste est à domicile ce qui lui donne un avantage important. Le match se joue le 30 juillet 1930 au Stade Centenario. L'Uruguay ouvre le score, mais l'Argentine réagit et inscrit deux buts consécutivement pour mener 2-1 à la mi-temps. La rencontre connait alors un nouveau renversement de situation en seconde période. Poussée par ses supporters, l'équipe uruguayenne inscrit finalement trois autres buts en seconde période et gagne la partie sur le score de 4-2.

### Épreuves européennes d'avant-guerre et victoires italiennes (1934 et 1938)
L'Italie accueille la deuxième Coupe du monde de l'histoire dans un climat de crise économique et de montée du fascisme dans une partie de l'Europe. Le tenant du titre, l'Uruguay, ne participe pas à la compétition qui regroupe pourtant trente-deux nations, beaucoup plus que lors de la première édition. Un tour préliminaire doit être mis en place pour réduire le nombre d'équipes participant à la phase finale à seize. Entraînée par Vittorio Pozzo, l'équipe d'Italie reçoit l'Espagne au stade Giovanni Berta en quart de finale. Après une première rencontre âpre, les deux équipes sont à égalité et doivent rejouer le lendemain. Le violent Luis Monti oblige un joueur espagnol à sortir sur blessure dès le début du match. L'Italie se qualifie grâce à un but de Giuseppe Meazza et rejoint l'Autriche en demi-finale. Meazza offre à nouveau la victoire aux siens. Dans la seconde demi-finale, la Tchécoslovaquie élimine l'Allemagne trois buts à un. En finale, la Tchécoslovaquie ouvre le score par Antonin Puc devant Benito Mussolini et les nombreux militaires présents dans le stade de Rome,. L'Italie arrache la prolongation à cinq minutes de la fin sur un but de Raimundo Orsi et s'impose finalement après prolongation sur un but d'Angelo Schiavio.

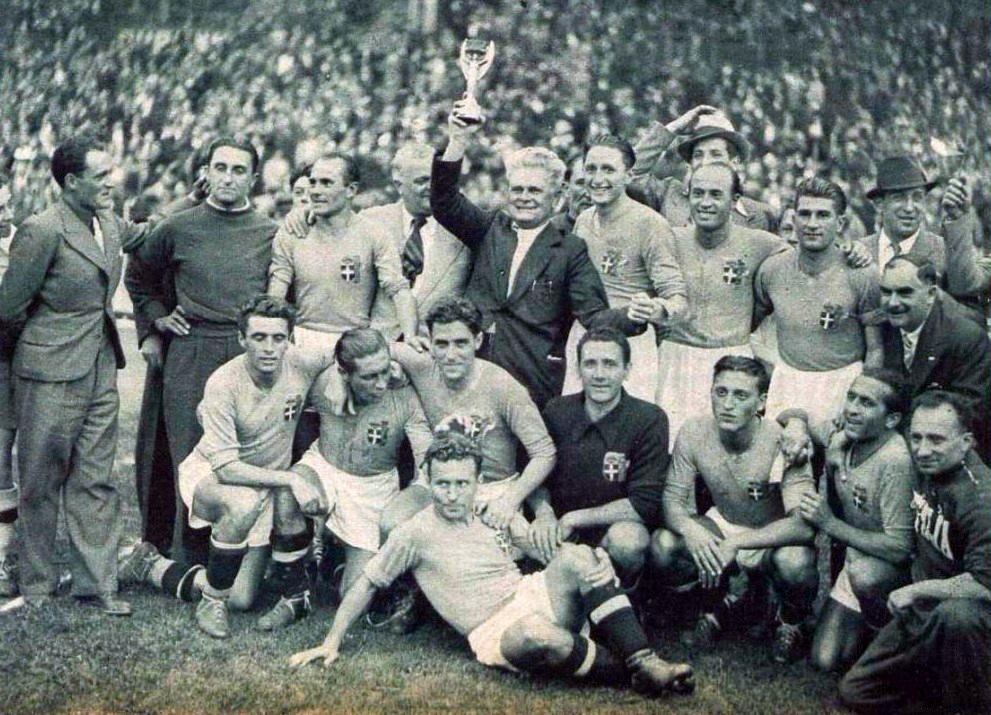
Vainqueur de la Coupe du monde 1938 à Colombes, le sélectionneur Vittorio Pozzo brandit la « Victoire ailée ».

L'organisation de la Coupe du monde de la FIFA de 1938 est confiée à la France. Trente-six pays sont engagés dans les éliminatoires auxquels ne participent pas l'Angleterre, l'Uruguay et l'Espagne, cette dernière nation étant ravagée par la guerre civile. La phase finale ne réunit finalement que quinze équipes, à la suite du forfait de l'Autriche qui venait d'être annexée par l'Allemagne. En huitièmes de finale, le Brésil et la Pologne offrent un excellent match à Strasbourg au cours duquel les Brésiliens triomphent 6-5 après prolongation grâce notamment à trois buts de Leônidas. Lors du quart de finale opposant le Brésil à la Tchécoslovaquie, la rencontre se transforme en bataille générale qui se solde par trois expulsions et cinq blessés. Qualifié, le Brésil défie en demi-finale l'Italie en laissant au repos des joueurs cadres comme Leônidas qui a permis à la sélection brésilienne de battre les Tchèques deux jours plus tôt. Les Italiens se qualifient pour la finale grâce à un succès 2-1. Dans l'autre demi-finale, la Hongrie se qualifie en battant la Suède sur le large score de 5-1. La finale est de nouveau remportée par l'équipe d'Italie, tenante du titre, qui bat les Hongrois en finale sur le score de 4-2 grâce à des doublés de Silvio Piola et Gino Colaussi,. L'équipe de Vittorio Pozzo est la première sélection nationale à remporter la compétition deux fois consécutivement.

### Interruption et retour de la compétition (1942 et 1950)
En 1939, les fédérations d'Allemagne et du Brésil sont candidates à l'organisation de la Coupe du monde de football 1942. Le président de la FIFA Jules Rimet se rend en Amérique du Sud pour évaluer le projet brésilien. Pendant son séjour à Rio de Janeiro, les troupes allemandes attaquent la Pologne le 1er septembre 1939 et la Seconde Guerre mondiale débute. Les préparatifs pour la Coupe du monde 1942 sont interrompus avant même le choix du pays organisateur.

Match d'ouverture du stade Maracanã, avant la coupe du monde de 1950.

Le congrès de Luxembourg du 26 juillet 1946 signe le grand retour aux affaires de la FIFA après le conflit mondial. En hommage à l'activité du président de la FIFA, le congrès décide que la Coupe du monde sera désormais intitulée « Coupe Jules-Rimet »,.
Le congrès est marqué par le choix des pays hôtes des deux prochaines éditions et la décision de changer la périodicité de la Coupe du monde. Le trophée sera désormais remis en jeu tous les deux ans (au lieu de tous les quatre ans). Afin d'éviter la concurrence des Jeux olympiques une fois sur deux, la FIFA planifie son tournoi mondial les années impaires. Le Brésil et la Suisse (les deux seuls pays candidats) héritent respectivement de l'organisation des Coupes du monde de 1949 et de 1951. Deux ans plus tard, en juillet 1948 la FIFA fait cependant marche arrière en optant finalement pour le maintien de la traditionnelle organisation quadriennale les années paires non-olympiques. La Coupe du monde au Brésil est alors retardée d'un an (1950), celle devant se disputer en Suisse est reportée à 1954.
La quatrième Coupe du monde se déroule donc au Brésil en 1950. Pour la première fois de l'histoire de la compétition, l'Angleterre qui avait maintes fois décliné les invitations de la FIFA dans les années 1930 accepte enfin de s'affilier à la FIFA et participe aux éliminatoires, où trente-trois pays sont engagés. À l'inverse, de nombreuses équipes nationales sont absentes de cette première édition d'après guerre, l'Autriche et la Belgique ne s'inscrivent pas aux éliminatoires, l'Argentine, le Pérou et l'Équateur déclarent forfait. Dans le Maracanã, stade construit pour l'occasion, 150 000 spectateurs se sont réunis pour regarder un match décisif du premier tour entre le Brésil et la Yougoslavie. Grâce à une victoire 2-0, le Brésil se qualifie pour la poule finale. Les Anglais sont battus par les États-Unis sur un but de Joe Gaetjens, puis à nouveau par l'Espagne quelques jours plus tard. La Suède remporte un match décisif contre l'Italie à São Paulo et se qualifie, elle aussi, pour le tour final. Le quatrième et dernier groupe est composé de deux équipes, l'Uruguay bat largement la Bolivie sur le score de 8-0. Conformément au souhait du pays organisateur la formule du championnat est reconduite au second tour sous la forme d'une poule finale à quatre équipes. C'est la seule fois dans l'histoire de la compétition où il n'y a aucun match à élimination directe. Les Brésiliens sont impressionnants et réalisent un festival offensif contre la Suède puis l'Espagne pour des victoires 7-1 et 6-1 respectivement,. Le buteur brésilien Ademir inscrit neuf buts dans la compétition dont il est le meilleur buteur. Leur principal rival, l'Uruguay, est moins flamboyant, mais ne cède qu'un point lors des deux premiers matchs. À l'aube de la dernière journée le Brésil et l'Uruguay sont les deux seules équipes encore en course pour le titre. Elles s'affrontent lors du match final décisif au Maracanã le 16 juillet 1950 devant près de 200 000 personnes, considéré comme une véritable finale, à la nuance près que le Brésil peut se contenter d'un match nul pour remporter celle qu'on appelle désormais la Coupe Jules-Rimet. La défense uruguayenne contient les offensives brésiliennes et le score est de 0-0 à la mi-temps. Dès le début de la seconde période, le Brésil marque par Friaça. À la 65e minute, Juan Alberto Schiaffino égalise pour les Uruguayens avant qu'Alcides Ghiggia n'inscrive le but décisif pour l'Uruguay. Le Brésil perd la Coupe du monde sur ses terres à la plus grande déception des supporters brésiliens. L'équipe uruguayenne est sacrée championne du monde pour la deuxième fois de l'histoire.

### «Le Miracle de Berne» (1954)

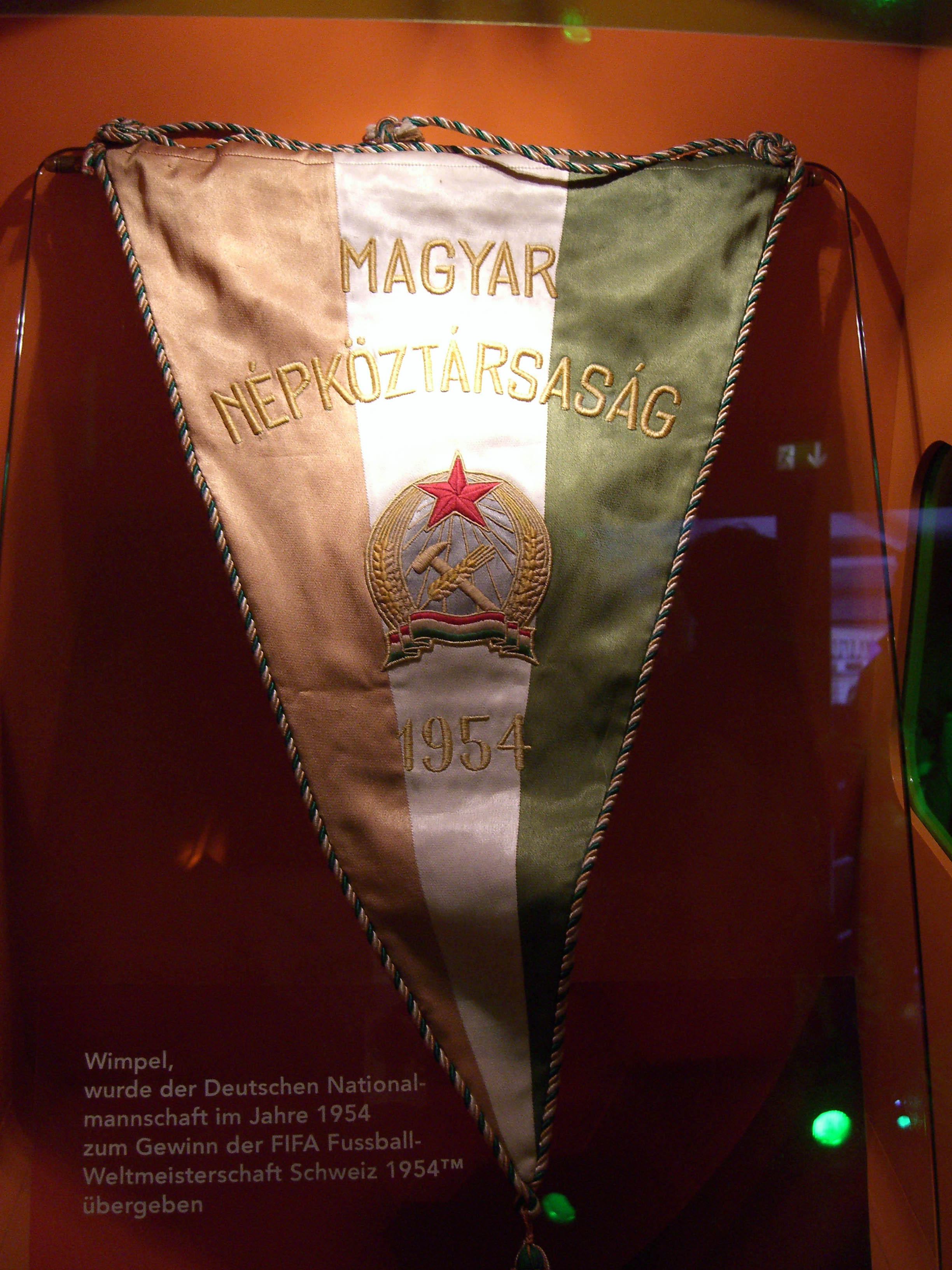
Fanion de l'équipe de Hongrie de la finale de la Coupe du monde 1954.

L'édition 1954 de la Coupe du monde de football, compétition alors appelée Championnat du monde de football - Coupe Jules-Rimet, se dispute en Suisse. Favorite du tournoi, l'équipe hongroise, aussi appelée le onze d'or hongrois, qui domine le football mondial, confirme son statut lors des premiers matchs de la compétition en étrillant la Corée du Sud 9 buts à 0 et une RFA jouant battue d'avance 8 buts à 3, l'entraîneur allemand ayant décidé de mettre au repos une partie de ses joueurs en vue du match d'appui contre la Turquie. Lors de ce dernier, les joueurs allemands l'emportent 7-2 et se qualifient pour les quarts de finale. L'Italie est battue en match d'appui par la Suisse qui se qualifie avec l'Angleterre.
En quart de finale, le match le plus spectaculaire (le plus prolifique en buts à ce jour dans l'histoire de la Coupe du monde) se dispute entre la Suisse, pays hôte, et l'Autriche, son voisin : les Autrichiens s'imposent en effet sur le score de 7 buts à 5 après avoir été menés 3 à 0. Les deux grosses affiches de ces quarts de finale opposent l'Uruguay (tenant du titre) à l'ambitieuse Angleterre, et la Hongrie au Brésil (vice-champion sortant). Tenante du titre, la Céleste est trop forte pour l'Angleterre qui se montre pourtant à la hauteur de l'évènement. La Hongrie bat logiquement, mais dans la douleur (plus au sens propre qu'au figuré) un Brésil plus rugueux qu'inspiré. En effet, alors que la rencontre est à 3-2, Hongrois et Brésiliens commencent à se battre et cela dure jusqu'à l'entrée aux vestiaires des joueurs après trois expulsions,. L'Allemagne écarte sans difficulté la Yougoslavie.
En demi-finale, l'Allemagne fait preuve d'efficacité en surclassant l'Autriche 6 à 1. Dans la « finale avant la lettre » opposant les deux équipes les plus impressionnantes du tournoi jusque là, la Hongrie doit puiser dans ses réserves pour venir à bout de l'Uruguay en fin de prolongation et se qualifier pour la finale (4-2) au cours d'un match d'une qualité exceptionnelle, rentré dans la légende comme l'un des plus grands de l'histoire,. La finale se déroule le 4 juillet 1954 à Berne. La Hongrie mène rapidement 2-0, mais se fait surprendre dans la foulée avec deux buts allemands. À la stupeur générale, Helmut Rahn inscrit le but décisif pour la RFA qui conclut un match surnommé le « miracle de Berne ». La compétition est un succès, au total 943 000 spectateurs ont assisté à la compétition dans les tribunes. Sportivement, le bilan est bon et marqué par un festival offensif avec une moyenne de 5,4 buts par match.

### Le Brésil de Pelé et Garrincha victorieux (1958, 1962 et 1970)

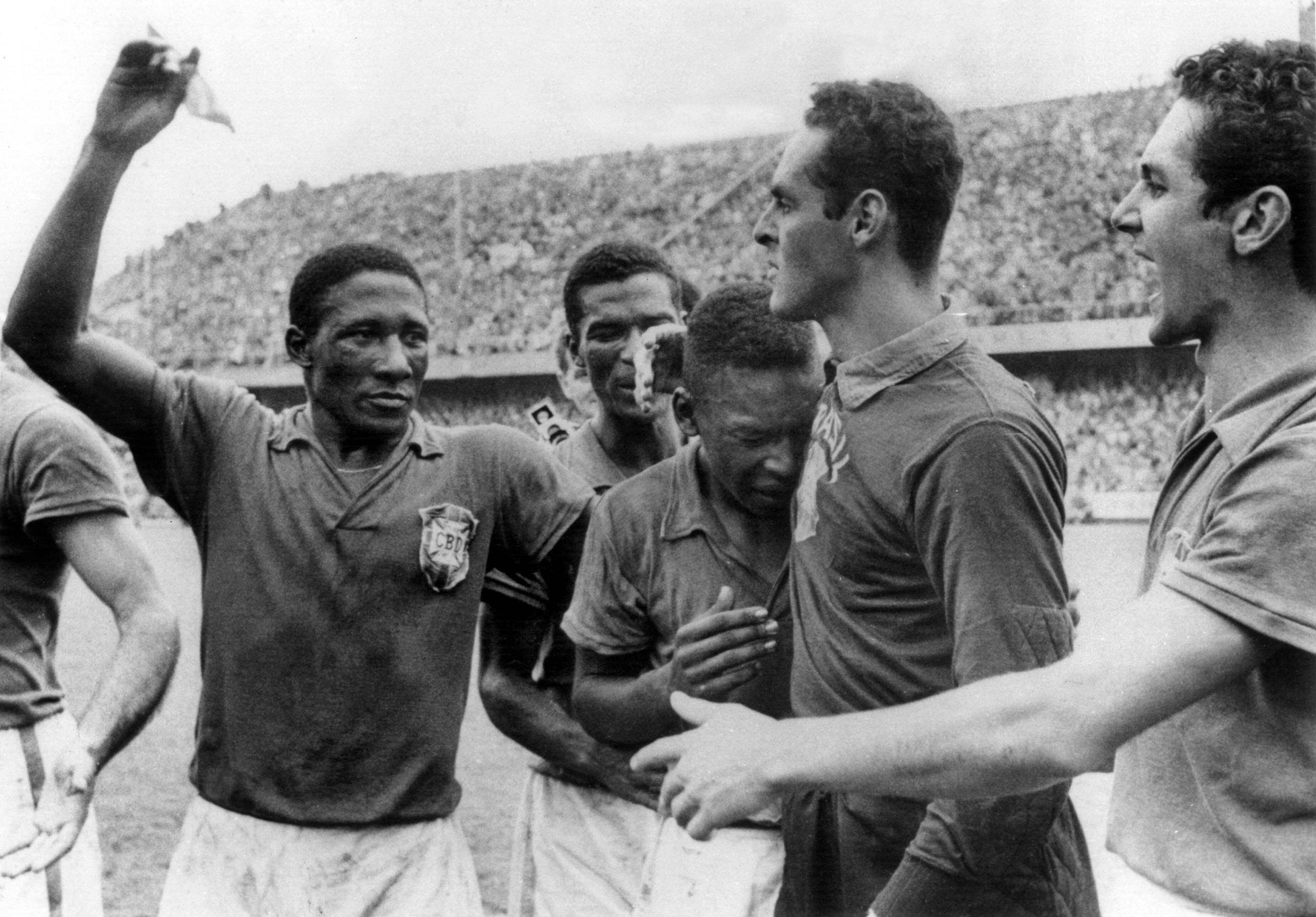
Djalma Santos, Pelé et Gilmar après leur victoire finale contre la Suède en 1958.

La sixième édition de la Coupe du monde, en 1958, se déroule en Suède. L'équipe d'URSS fait son apparition dans la compétition. L'édition est marquée par l'échec de l'Italie à se qualifier pour la phase finale de la compétition. Inattendue, l'équipe de France étonne par son jeu offensif. La progression des joueurs français est arrêtée en demi-finale par le Brésil sur le score de 5-2 grâce à un triplé du jeune Pelé. Dans l'autre demi-finale, la Suède, à domicile, se qualifie pour la finale en battant la RFA. En finale de la compétition, le Brésil l'emporte logiquement 5-2 avec deux nouveaux buts de Pelé et deux autres de Vavá. Avec 13 buts, Just Fontaine est sans conteste le meilleur buteur de la compétition bien aidé par sa complicité avec le meneur de jeu français Raymond Kopa ; ils permettent à la France de se hisser pour la première fois sur le podium en remportant la 3e place face à la RFA, champion du monde sortant.
Quatre années plus tard, la Coupe du monde retourne en Amérique du Sud et s'installe au Chili. Cinquante-six pays participent aux éliminatoires, la France, demi-finaliste de l'édition précédente, ne parvient pas à se qualifier. On note rapidement une évolution du jeu vers un style plus défensif. Le pays organisateur, le Chili, se hisse jusqu'en demi-finale après avoir éliminé l'Union soviétique en quart de finale. Il est dominé à ce stade par le Brésil de Vavá et Garrincha qui inscrivent deux buts chacun. Dans l'autre demi-finale, la Tchécoslovaquie de Masopust, Ballon d'or en fin d'année, écarte la Yougoslavie 3-1. En finale, les Brésiliens réalisent le doublé en battant les Tchécoslovaques 3-1. Le Yougoslave Jerkovic finit meilleur buteur de l'épreuve avec cinq buts et Garrincha, le dribbleur fou, meilleur joueur en l'absence de Pelé.
Après la victoire de l'Angleterre à domicile en 1966, la neuvième Coupe du monde de la FIFA a lieu au Mexique en 1970. Un nombre record de pays s'alignent au coup d'envoi des éliminatoires avec 75 sélections nationales différentes. Le Portugal, la Hongrie, la France, l'Espagne et même l'Argentine échouent à se qualifier pour la phase finale de l'édition. À l'inverse, Israël et le Maroc s'invitent pour la première fois dans les équipes qualifiées. La RFA et l'Angleterre s'affrontent en quart de finale : menés 2-0 à vingt minutes de la fin, les Allemands reviennent à égalité puis s'imposent 3-2 après prolongation. En demi-finale, l'équipe allemande affronte l'Italie dans le Stade Azteca, construit pour l'occasion. Après prolongation, l'Italie gagne la partie 4-3 sur un but de Gianni Rivera alors que Franz Beckenbauer reste presque une heure sur le terrain avec le bras en écharpe à cause d'une clavicule cassée. En finale, les joueurs italiens s'inclinent 4-1 face au Brésil et son attaque prolifique. Avec 10 buts, l'attaquant allemand Gerd Müller est meilleur buteur de la compétition. Devant le métronome Gerson, Pelé montre une nouvelle fois son talent avec une tentative de lob de 50 mètres sur Ivo Viktor, un grand pont sur le gardien Ladislao Mazurkiewicz et quatre nouveaux buts dans la compétition. Il remporte sa troisième Coupe du monde, la troisième du Brésil qui obtient ainsi le droit de garder la Coupe Jules-Rimet, douze ans seulement après son premier sacre.

### Victoires des pays hôtes (1966, 1974 et 1978)

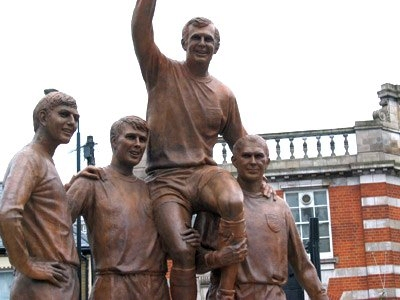
Statue représentant les champions du monde anglais de 1966 Geoff Hurst, Martin Peters et Ray Wilson soulevant le capitaine Bobby Moore.

La Corée du Nord est la surprise de la Coupe du monde 1966 se déroulant en Angleterre. Lors de la dernière journée du groupe 4, la sélection asiatique bat et élimine l'Italie, franchissant ainsi le premier tour. En quart de finale, elle prend rapidement un large avantage contre le Portugal 3-0 avant de perdre pied et d'encaisser cinq buts dont quatre d'Eusébio. À domicile, l'Angleterre est avantagée, d'abord parce qu'elle joue tous ses matchs dans le même stade de Wembley et de plus parce que l'arbitrage lui est favorable. En quart de finale, le capitaine de l'Argentine Antonio Rattín est exclu à la 35e minute contre l'Angleterre, laissant son équipe à 10 contre 11. Les joueurs anglais s'imposent et se qualifient en finale après un succès 2-1 sur le Portugal grâce à un doublé de Bobby Charlton. En finale, l'Angleterre est opposée à la République fédérale d'Allemagne. Les joueurs anglais encaissent un but rapidement, mais égalisent puis prennent l'avantage. À quelques minutes de la fin, les Allemands égalisent et les deux équipes doivent jouer deux périodes de 15 minutes supplémentaires. À la 100e minute, l'arbitre de la rencontre accorde un but litigieux à Geoffrey Hurst. Hurst marque à nouveau à la dernière minute de la rencontre alors que des supporters sont sur le terrain. L'Angleterre remporte sa première (et jusqu'à présent, seule) coupe du monde.

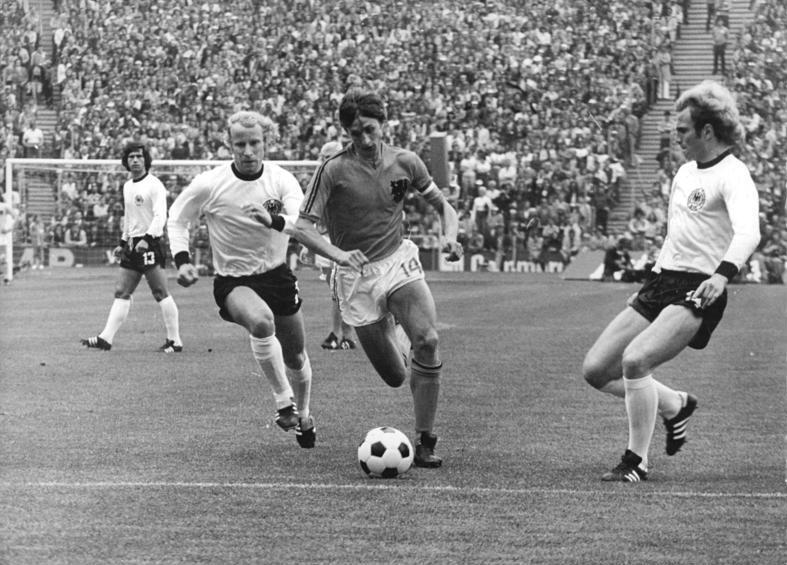
Sur cette action, Johan Cruyff provoquera un penalty dès la première minute mais la RFA finira gagnante.

Après l'édition de 1970 remportée par le Brésil, la compétition a lieu quatre années plus tard en Allemagne de l'Ouest. Haïti crée la surprise en se qualifiant aux dépens du Mexique. L'Australie fait également ses débuts dans la compétition. Lors du premier tour, la RFA joue contre la RDA avec pour enjeu la première place du groupe I. Le 22 juin 1974, la RDA bat le pays organisateur 1-0 d'un but de Jürgen Sparwasser. Non sans difficultés, les Pays-Bas, le Brésil et l'Italie, qui est même menée 1-0 par Haïti, se qualifient également pour le deuxième tour qui se déroule également en groupes. La dernière journée de cette seconde phase propose dans les deux groupes des affiches décisives synonymes de véritables demi-finales entre les quatre équipes encore en lice pour le titre : d'un côté les Pays-Bas dominent le Brésil avec la manière tandis que de l'autre la RFA bat la Pologne sur un terrain inondé pour s'adjuger une place en finale. Les Pays-Bas, emmenés par Johan Cruyff, développent un football total. En finale, la RFA l'emporte 2-1 à domicile contre les Pays-Bas « Et Muller a châtié la Hollande » de Jean-Philippe Rethacker}. Cruyff est désigné meilleur joueur de la compétition.
Les qualifications de la Coupe du monde 1978 s'annoncent difficiles. La RFA et l'Argentine étant qualifiées d'office, il ne reste que 14 places à attribuer entre les 97 équipes jouant les tours préliminaires. Le Brésil, l'Italie et Pays-Bas font également figures de favoris. L'équipe de France se qualifie, contrairement à l'URSS, l'Uruguay, la Yougoslavie et l'Angleterre, une nouvelle fois absente. L'Iran et la Tunisie sont également présents pour la phase finale se déroulant en Argentine. La compétition se déroule à nouveau en deux phases de poules. La RFA et les Pays-Bas se retrouvent notamment au second tour et disputent l'un des meilleurs[réf. souhaitée] matchs du tournoi, le score de parité à la fin faisant plus l'affaire des Néerlandais que des Allemands. Lors de la dernière journée du groupe A l'Italie affronte les Pays-Bas et croit en ses chances de finale lorsqu'elle ouvre la marque. Les Néerlandais parviennent cependant à renverser le score en seconde mi-temps et s'imposer, se qualifiant ainsi pour la finale. Alors qu'elle doit battre le Pérou par quatre buts pour devancer à la différence de buts le Brésil, et ainsi obtenir la première place du groupe B qualificative pour la finale, l'Argentine remporte la rencontre 6-0 et atteint son objectif,. En finale, Mario Kempes ouvre le score peu avant la mi-temps. Dominée par les Pays-Bas, la deuxième mi-temps se conclut par un but de Dick Nanninga pour les joueurs néerlandais à huit minutes de son terme. À égalité à 1-1, les deux équipes se dirigent vers la prolongation. Lors de celle-ci, les joueurs argentins font la différence en marquant à deux reprises, d'abord par Kempes, qui termine meilleur buteur et est désigné meilleur joueur du Mundial, puis par Daniel Bertoni. L'Argentine remporte à domicile son premier titre mondial,.

### Troisième sacre italien (1982)

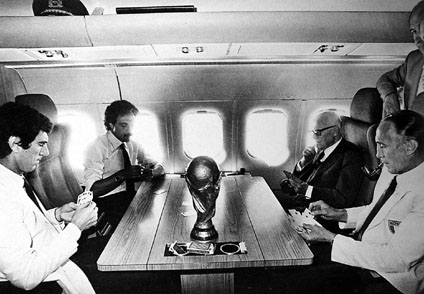
Le président de la République italienne Sandro Pertini avec Dino Zoff, Franco Causio et Enzo Bearzot dans l'avion du retour vers Rome avec le trophée de la compétition.

La 12e  Coupe du monde se déroulant en Espagne voit, pour la première fois, 24 équipes participer à la phase finale. Les Pays-Bas, finaliste de l'édition précédente et devancés en phase de qualification par la Belgique et la France, sont les grands absents du tournoi. Le premier tour est marqué par la victoire historique de la Hongrie sur le Salvador par 10 à 1, la victoire surprise de l'Algérie contre l'Allemagne de l'Ouest et par le non match entre l'Allemagne et l'Autriche qualifiant les deux pays aux dépens de l'Algérie. L'Italie franchit de peu le premier tour après trois matchs nuls en trois rencontres puis se réveille au second tour en battant l'Argentine, champion sortant, et surtout le Brésil, grand favori de la compétition. Les demi-finales opposent quatre équipes européennes. La Pologne, sans son maître à jouer Boniek suspendu, s'incline face à l'Italie sur deux buts de Paolo Rossi.
L'autre demi-finale oppose la France et la RFA à Séville. Le match très intense connait de nombreux rebondissements et voit l'Allemagne se qualifier aux tirs au but,. En finale, l'Italie s'impose 3 à 1 face à des Allemands marqués physiquement par le match précédent. L'attaquant italien Paolo Rossi finit meilleur buteur de la compétition.

### Sacre de l'Argentine de Maradona et revanche allemande (1986 et 1990)

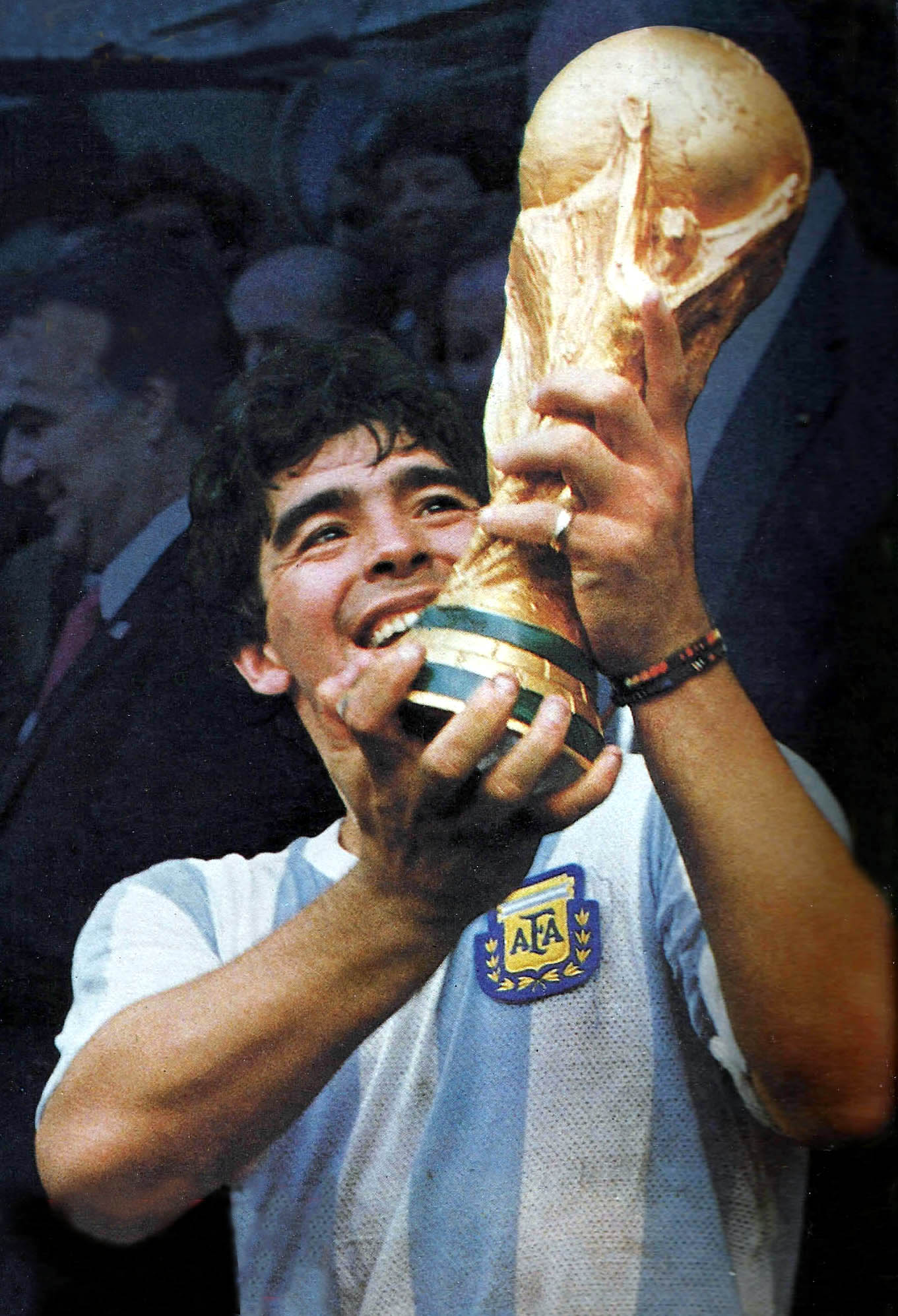
Diego Maradona, champion du monde avec l'Argentine en 1986.

Initialement prévue en Colombie, l'édition 1986 de la Coupe du monde se déroule au Mexique. La France termine troisième du tournoi après avoir éliminé le Brésil au tirs au but en quart de finale à l'issue d'un match historique puis échoué à nouveau en demi-finale contre la RFA, comme quatre ans auparavant. La compétition est marquée par la rencontre entre l'Argentine et l'Angleterre en quart de finale. Capitaine de l'équipe argentine, Diego Maradona inscrit à la 51e minute un but de la main. L'arbitre, qui n'a pas vu le geste illicite, valide ce but qui sera surnommé « la main de Dieu ». Quatre minutes plus tard, Maradona dribble six joueurs anglais et le gardien Peter Shilton pour inscrire un but tout aussi historique et cette fois valable. Auteur d'un nouveau doublé en demi-finale contre la Belgique, Maradona est élu meilleur joueur du tournoi. Son équipe domine en finale la RFA 3-2 et remporte la Coupe du monde. Gary Lineker termine meilleur buteur de la compétition avec six buts devant Maradona, Emilio Butragueño et Careca avec cinq buts chacun.
Tenante du titre, l'Argentine dispute le match d'ouverture du Mondiale 1990 en Italie contre le Cameroun et s'incline contre toute attente. Le Cameroun devient même la première nation africaine à se qualifier pour les quarts de finale d'une Coupe du monde après une victoire sur la Colombie grâce à un doublé de Roger Milla alors âgé de 38 ans. L'équipe camerounaise est éliminée en quart de finale par l'Angleterre après prolongation sur le score de 3-2. Si le Brésil est battu par l'Argentine en huitièmes de finale, d'autres favoris comme l'Allemagne et l'Italie répondent présent. Les deux demi-finales proposent les affiches Italie-Argentine et Angleterre-RFA. La rencontre entre l'Italie et l'Argentine se déroule à Naples, ville du club où évolue Diego Maradona et dont il est une idole. Les joueurs italiens ouvrent le score par Salvatore Schillaci mais encaissent ensuite leur premier but dans la compétition sur une tête de Claudio Caniggia. Les deux équipes vont à la prolongation puis aux tirs au but. Sergio Goycochea, gardien déjà décisif en quart de finale lors de la séance de tirs au but contre la Yougoslavie, arrête les tirs de Roberto Donadoni et Aldo Serena et qualifie l'Argentine pour sa deuxième finale consécutive. L'autre demi-finale se joue également aux tirs au but. Stuart Pearce et Chris Waddle manquent leur tentative et la RFA du sélectionneur Franz Beckenbauer accède à sa troisième finale mondiale consécutive. Deux joueurs argentins sont expulsés durant la finale qui se conclut par un but décisif d'Andreas Brehme sur penalty à cinq minutes de la fin de la partie. Le capitaine allemand Lothar Matthäus soulève le trophée. Après avoir perdu les deux précédentes finales, l'Allemagne remporte son troisième titre mondial au terme d'une finale décevante, mais devient sur la période de seize ans 1974-1990 et les cinq éditions disputées, la seule équipe à avoir joué quatre finales et à en avoir gagné deux.

### Sacres du Brésil et de la France (1994, 1998 et 2002)

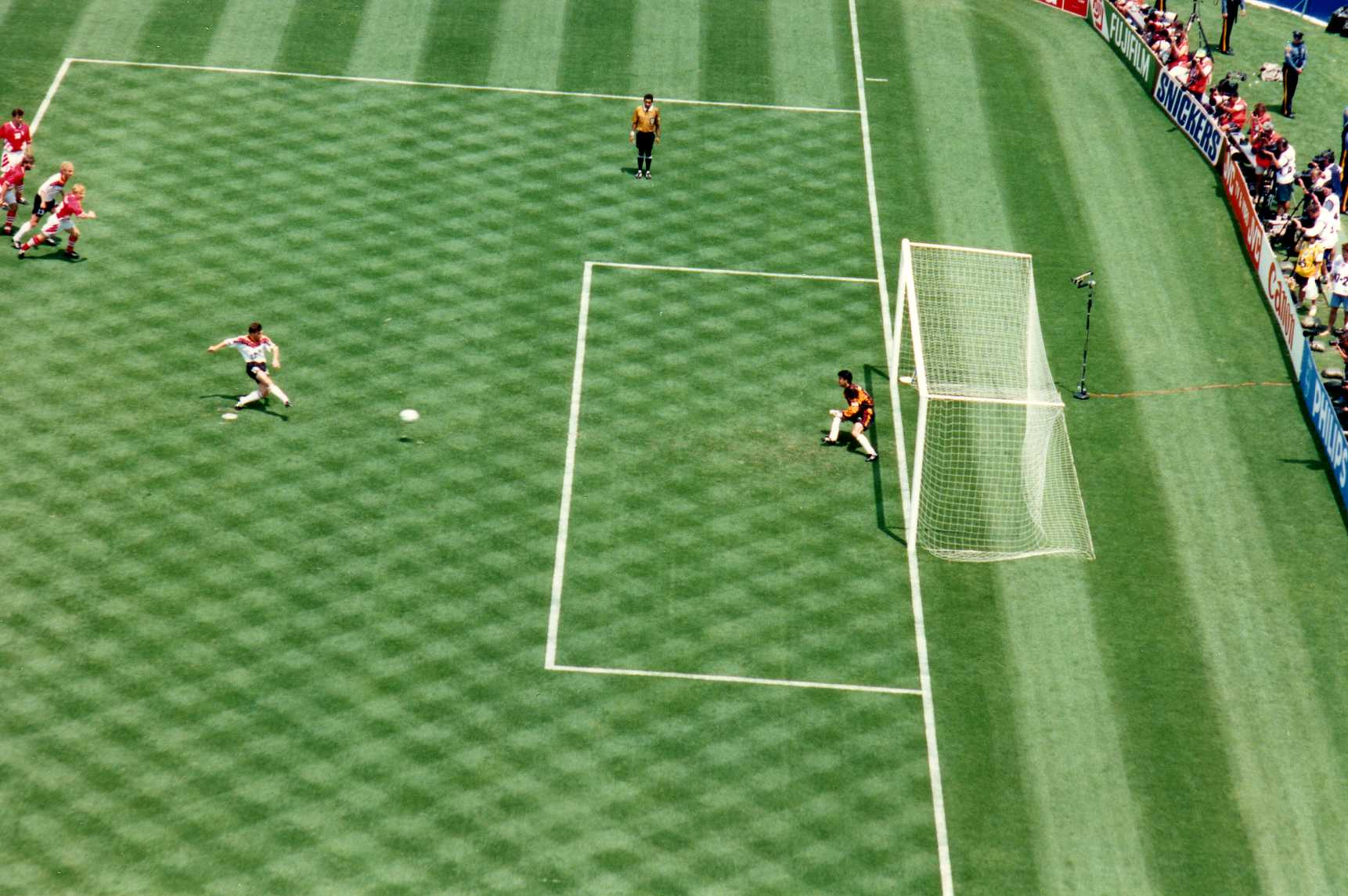
Penalty de l'Allemand Lothar Matthäus contre la Bulgarie en quart de finale en 1994.

À la suite de la performance du Cameroun, la FIFA décide d'offrir une troisième place qualificative pour le continent africain. La compétition se déroule aux États-Unis. 147 pays participent aux éliminatoires qui voient notamment la mise en échec de l'Angleterre, du Portugal, de la France, du Danemark, champion d'Europe en titre, ou encore de l'Uruguay. Le début du mondial est marqué par le contrôle antidopage positif et l'exclusion du tournoi de Diego Maradona. Le pays organisateur est éliminé en huitième de finale par le Brésil. Les Brésiliens poursuivent dans la compétition en battant les Pays-Bas puis la Suède, une des surprises du mondial. Également demi-finaliste de la Coupe du monde de 1994, la Bulgarie est l'autre révélation de l'édition. Qualifiée à la dernière minute aux dépens de la France lors de la phase préliminaire, la Bulgarie épingle à son tableau de chasse en Amérique les deux finalistes de 1990, au premier tour l'Argentine, et en quart de finale l'Allemagne, tenante du titre. L'équipe bulgare et son attaquant auteur de six buts Hristo Stoitchkov sont éliminés en demi-finale par l'Italie dont le parcours a été semé d'embuches. L'Italie a en effet passé de justesse le premier tour en se classant parmi les « meilleurs troisièmes » après notamment une défaite contre l'Irlande lors de son premier match. La finale se dispute entre le Brésil et l'Italie au Rose Bowl. Contrairement au reste de la compétition plutôt offensive avec 2,7 buts par match, la finale est fermée. À la fin du temps réglementaire, le score est toujours 0-0, résultat qui n'évolue pas en prolongation. La rencontre est la première finale à se décider aux tirs au but. Les deux premiers tireurs échouent, mais ce sont les échecs des Italiens Daniele Massaro et Roberto Baggio qui se révèlent décisifs et permettent aux joueurs brésiliens de devenir champions du monde.
La Coupe du monde de 1998 est la deuxième à se disputer en France, soixante ans après celle de 1938. Les éliminatoires enregistrent une participation record avec 174 pays inscrits. Pour la première fois, la phase finale réunit 32 équipes. Tenant du titre, le Brésil surmonte une défaite au premier tour contre la Norvège et atteint une nouvelle fois la finale du Mondial en éliminant les Pays-Bas aux tirs en but en demi-finale. Après trois victoires en trois matchs dans le groupe C, la France franchit les tours dans la difficulté, d'abord en battant en huitième de finale le Paraguay à Lens sur un but en or de Laurent Blanc, puis en éliminant l'Italie aux tirs au but. L'équipe de France s'impose en demi-finale 2-1 contre la surprenante équipe de Croatie grâce à un doublé de Lilian Thuram répondant au but du meilleur buteur de la compétition Davor Šuker. La France effectue sa prestation la plus aboutie en finale en battant nettement le Brésil 3-0 au stade de France grâce à un doublé de Zinédine Zidane et un but d'Emmanuel Petit. C'est la sixième fois que l'épreuve est remportée par le pays hôte. L'attaquant brésilien Ronaldo est élu meilleur joueur de la compétition.
Organisée en Corée du Sud et au Japon, la Coupe du monde de 2002 voit le Brésil disputer sa troisième finale consécutive, comme l'Allemagne l'avait déjà fait lors des années 1980 et 1990. Le Brésil affronte justement l'Allemagne en finale : il s'agit de la première rencontre de l'histoire de la Coupe du monde entre ces deux grandes nations. Les Brésiliens sont sacrés champions du monde pour la cinquième fois, signant ainsi la « Penta », grâce notamment à Ronaldo, déjà décisif en demi-finale contre la Turquie et auteur des deux seuls buts de la finale,. L'attaquant brésilien termine meilleur buteur de la compétition avec huit buts. Pays hôte entraîné par Guus Hiddink, la Corée du Sud est la surprise de cette édition, bien qu'une controverse apparaisse concernant l'arbitrage de ses matchs. Après avoir battu et éliminé le Portugal en phase de poules, la Corée du Sud élimine successivement l'Italie en huitièmes de finale, sur un but en or de Ahn Jung-hwan, et l'Espagne au tour suivant, aux tirs au but, avant de s'incliner sur le plus petit des scores contre l'Allemagne en demi-finale. La France, tenante du titre, est éliminée au premier tour de la compétition sans inscrire le moindre but. Également éliminés au premier tour, l'Argentine et le Cameroun figurent parmi les déceptions du premier mondial asiatique.

### Hégémonie européenne (2006, 2010, 2014 et 2018)

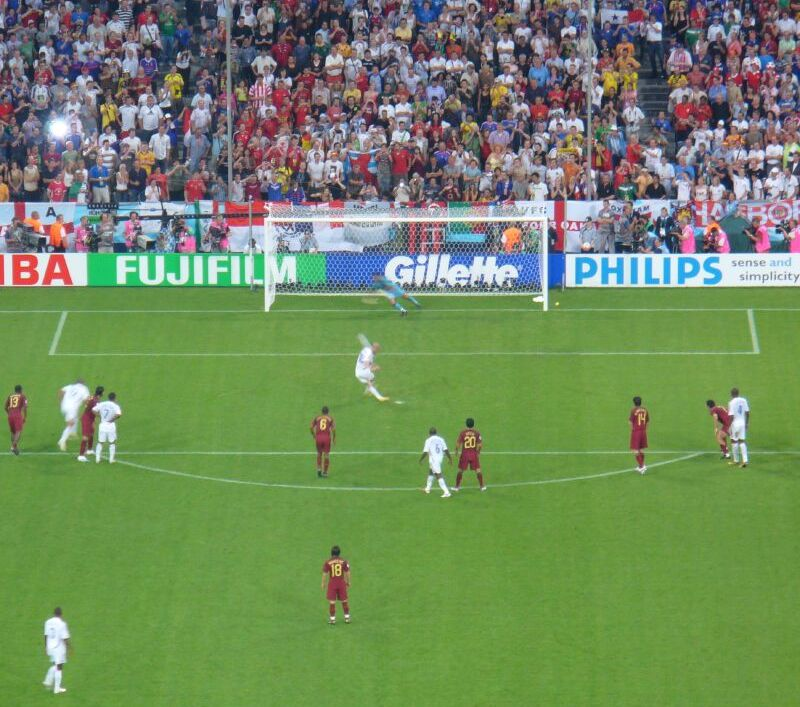
Zinédine Zidane frappant un pénalty lors du match opposant la France au Portugal en 2006.

La Coupe du monde 2006 se déroule pour la seconde fois en Allemagne, trente deux ans après 1974. À domicile, la Nationalmannschaft atteint les demi-finales notamment grâce aux 5 buts de Miroslav Klose qui termine meilleur buteur du tournoi. Elle est battue par l'Italie, future championne. Après un premier tour laborieux, l'équipe de France se réveille et bat l'Espagne puis le Brésil. Elle retrouve en demi-finale le Portugal qui a notamment éliminé les Pays-Bas et l'Angleterre. Grâce à un penalty de Zinédine Zidane, la France se qualifie pour sa deuxième finale de Coupe du monde. Après l'ouverture du score de Zidane d'une panenka, Marco Materazzi égalise pour l'Italie d'un but de la tête sur corner. Les deux équipes se neutralisent, la prolongation est marquée par le mauvais geste de Zinedine Zidane, élu meilleur joueur de la compétition : celui-ci donne un coup de tête à Materazzi et est expulsé. La France et l'Italie se départagent finalement aux tirs au but. Malheureux en finale dans ce même exercice douze ans plus tôt, les Italiens remportent la séance, et donc leur 4e titre mondial, en inscrivant tous leurs tirs, tandis que David Trezeguet rate le sien côté français.

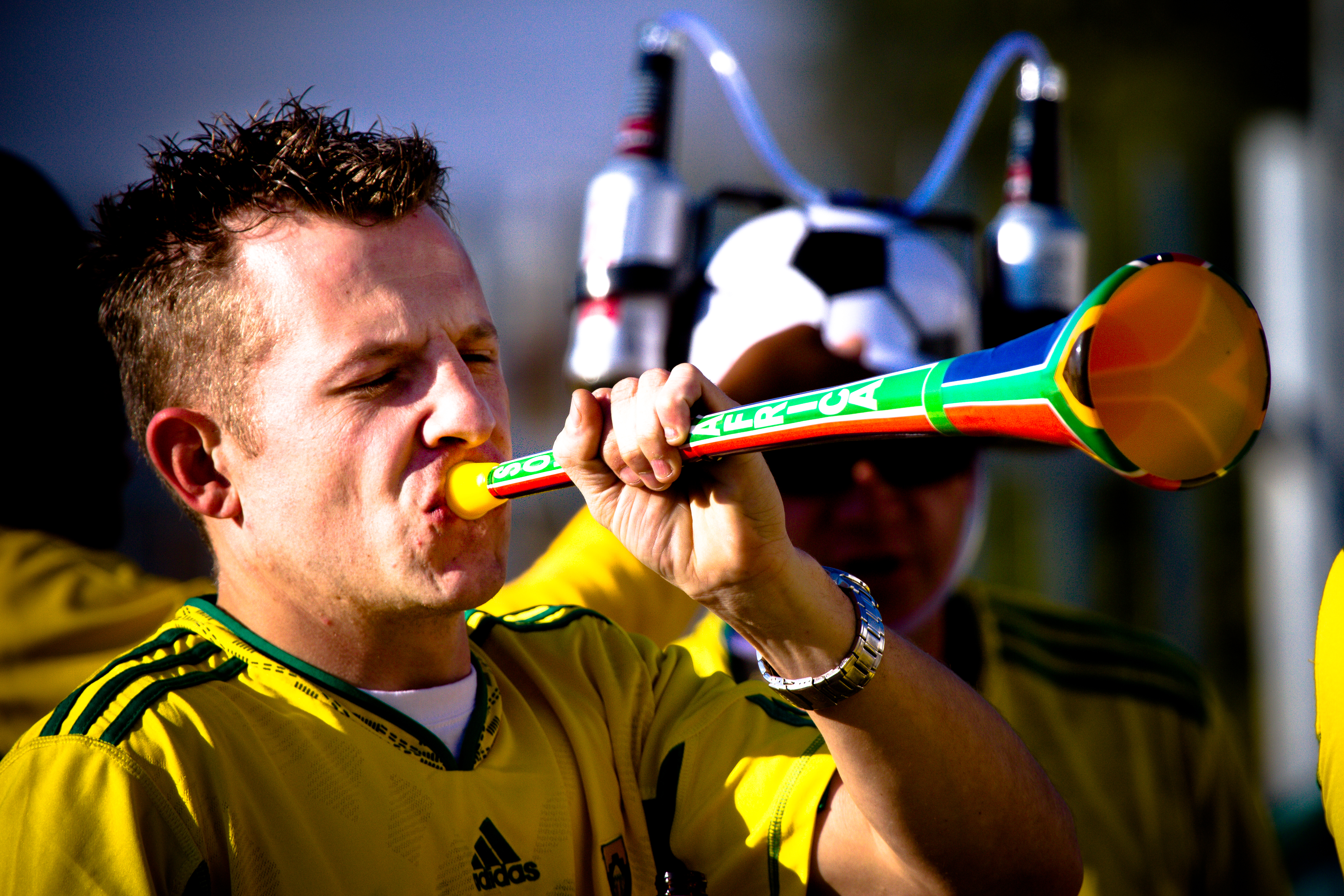
La vuvuzela est omniprésente dans les stades sud-africains lors de la Coupe du monde 2010.

La Coupe du monde 2010 se déroule pour la première fois sur le continent africain, en Afrique du Sud. La phase finale réunit 32 sélections nationales. Tous les précédents vainqueurs de la Coupe du monde sont présents. Championne d'Europe, l'Espagne est l'une des principales favorites alors que la Nouvelle-Zélande, le Honduras ou encore la Corée du Nord sont les équipes les moins redoutées. Le premier tour est marqué par plusieurs surprises, à commencer par l'élimination des deux finalistes de la précédente édition, ce qui est une première. D'autres équipes favorites sont accrochées par des équipes supposées plus faibles, telles l'Allemagne, battue par la Serbie, ou l'Espagne, battue d'entrée par la Suisse. Le pays organisateur, l'Afrique du Sud, est le premier pays hôte à ne pas dépasser le premier tour de la Coupe du monde. Le Brésil et l'Argentine sont éliminés au stade des quarts de finale, tandis que l'Uruguay atteint les demi-finales après avoir éliminé aux tirs au but le Ghana, troisième équipe africaine de l'histoire à atteindre les quarts de finale. Les Pays-Bas dominent la dernière nation sud-américaine en demi-finale et retrouvent la finale, 32 ans après celle disputée en Argentine. Malgré leur défaite en phase de poules, l'Allemagne et l'Espagne atteignent les demi-finales et s'y rencontrent. Les Espagnols, qui figurent dans le dernier carré seulement pour la deuxième fois, l'emportent et s'en vont disputer la finale de la Coupe du monde. Pour la deuxième fois consécutive, la finale oppose deux nations européennes, ce qui signifie une première victoire européenne hors d'Europe. La première apparition en finale est la bonne pour l'Espagne, sacrée championne du monde grâce à un but marqué à la 116e minute par Andrés Iniesta, pendant les prolongations (1-0), tandis que les Néerlandais échouent à ce niveau pour la troisième fois. Cette finale est la plus prolifique en termes d'avertissements, avec 14 cartons jaunes donnés par l'arbitre.
La Coupe du monde 2014 se déroule au Brésil pour la deuxième fois de l'histoire de la Coupe du monde. Le premier tour voit encore des surprises comme l'élimination de l'Espagne, le tenant du titre, et les brillantes prestations du Costa-Rica qui termine en tête du groupe D devant trois anciens champions du monde, l'Uruguay, l'Italie et l'Angleterre, ces deux dernières étant éliminées. L'équipe d'Amérique centrale atteint pour la première fois de son histoire les quarts de finale où elle est seulement éliminée aux tirs au but par les Pays-Bas. Autre sélection à atteindre pour la première fois ce stade, la Colombie est emmenée par James Rodríguez, meilleur buteur du tournoi avec six buts inscrits. Elle est éliminée par le pays organisateur, le Brésil. En demi-finale, les Allemands humilient les Brésiliens sur leur terrain, sept buts à un, un score record à ce stade de la compétition. C'est la plus lourde défaite du Brésil en Coupe du monde. L'autre demi-finale voit les Argentins éliminer les Pays-Bas aux tirs au but quatre tirs à deux après un match nul sans but. Le Brésil connaît une nouvelle désillusion lors de la rencontre pour la troisième place, sèchement battu par les Pays-Bas sur le score de trois buts à zéro. La finale se déroule au Stade Maracanã de Rio de Janeiro entre l'Allemagne et l'Argentine. L'Allemagne s'impose un but à zéro en prolongations grâce à un but de Mario Götze. L'Allemagne décroche ainsi son quatrième titre, vingt-quatre ans après son dernier trophée.
La 21e édition de la Coupe du monde se déroule en Russie du 14 juin au 15 juillet 2018. L'absence de l'Italie et des Pays-Bas, qui ont échoué en phase de qualification, est remarquée. La principale surprise du tournoi est l'élimination de la Mannschaft, tenante du titre, dès le 1er tour, alors que les Allemands avaient à chaque fois atteint au minimum les quarts de finale de 1954 à 2014. L'Espagne, éliminée par la Russie, et le Brésil, sorti en quarts de finale par la Belgique, déçoivent également. Ainsi, pour la deuxième fois, 88 ans après le cas précédent en 1930, on ne retrouve ni le Brésil ni l'Allemagne dans le dernier carré. En outre, pour la cinquième fois dans l'histoire, les demi-finales proposent deux affiches 100 % européennes. La Belgique monte sur le podium final en battant l'Angleterre 2-0 et réalise la meilleure performance de son histoire en Coupe du monde. Quant à la France, elle atteint la finale en battant la Belgique 1 à 0, tandis que la Croatie devient le treizième finaliste de l'histoire en battant l'Angleterre en prolongation 2 à 1 dans l'autre demi-finale. La finale tourne à l'avantage des Français sur les Croates (4-2). La France décroche le second titre mondial de son histoire, vingt ans après celui obtenu aux dépens du Brésil. Le sélectionneur des Bleus Didier Deschamps devient le troisième homme, après le Brésilien Mário Zagallo et l'Allemand Franz Beckenbauer, à remporter le trophée mondial comme joueur puis comme entraîneur. Sur la période de vingt ans 1998-2018 et les six dernières éditions disputées, la France est la seule équipe à avoir joué trois finales et à en avoir gagné deux.

### Troisième sacre de l'Argentine, au Qatar (2022)

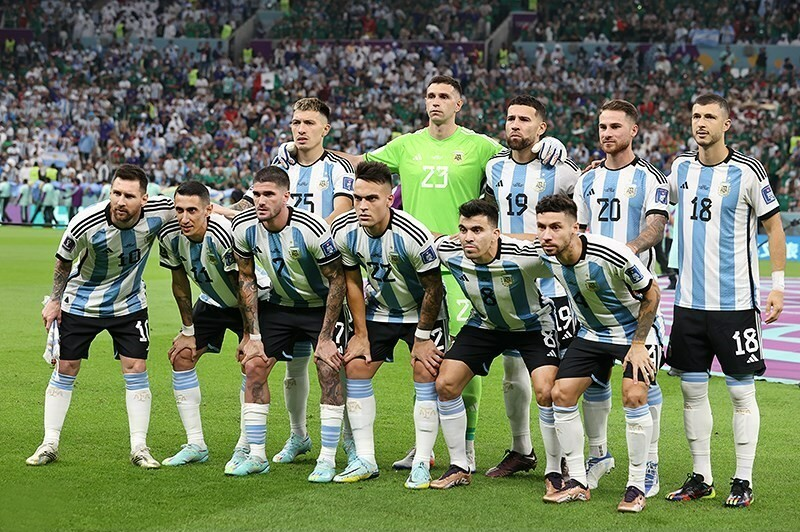
Au terme d'un mondial controversé, l'Argentine de Messi remporte sa troisième étoile à Lusail.

La 22e édition édition de la Coupe du monde se déroule au Qatar, petit mais riche émirat gazier, du 20 novembre au 18 décembre 2022. Prévue initialement en été, elle a été déplacée à l'automne, en raison des conditions climatiques. C'est la première fois qu'un pays arabe, du Moyen-Orient, accueille la compétition.
La Coupe du monde 2022 voit pour commencer le Qatar, pays hôte, se faire éliminer dès les poules après 3 défaites, ce qui est une première. Autre surprise, le futur vainqueur, l'Argentine, se fait surprendre lors de la première journée par l'Arabie saoudite en perdant 2-1. Cette édition voit aussi pour la première fois des pays de quatre continents représentés en huitièmes de finale, notamment deux pays d'Asie, le Japon et la Corée du Sud, qui ne dépassent cependant pas ce stade de la compétition. Pour sa part, le Maroc devient la toute première équipe africaine à atteindre les demi-finales du Mondial mais il est battu par la France (2-0).
Le dimanche 18 décembre au stade de Lusail, l'Argentine remporte sa troisième coupe du monde (après 1978 et 1986) en prenant le meilleur sur la France, championne du monde en titre, s'imposant en finale aux tirs au but 4 à 2 (3-3 a.p.). Cette finale est marquée par un triplé de l'attaquant français Kylian Mbappé et un doublé de Lionel Messi qui offre le titre tant attendu par ce dernier et le peuple argentin, 36 ans après Diego Maradona et les siens, et après la défaite en finale en 2014.

### Le mondial 2026 en Amérique du Nord
La 23e édition de la Coupe du monde se déroulera de juin à juillet 2026 en Amérique du Nord et sera organisée conjointement par les États-Unis, le Canada et le Mexique. Ce sera la première à rassembler 48 équipes nationales au lieu de 32 (12 groupes de 4 au premier tour).

## Palmarès

### Par édition
| Édition | Année          | Vainqueur                | Score       | Finaliste            | Troisième            |
| ------- | -------------- | ------------------------ | ----------- | -------------------- | -------------------- |
| 1re     | 1930           | Uruguay (1)              | 4 - 2       | Argentine            | États-Unis           |
| 2e      | 1934           | Italie (1)               | 2 - 1 (ap)  | Tchécoslovaquie      | Allemagne,           |
| 3e      | 1938           | Italie (2)               | 4 - 2       | Hongrie              | Brésil               |
| 4e      | 1950           | Uruguay (2)              | 2 - 1       | Brésil               | Suède                |
| 5e      | 1954           | Allemagne de l'Ouest (1) | 3 - 2       | Hongrie              | Autriche             |
| 6e      | 1958           | Brésil (1)               | 5 - 2       | Suède                | France               |
| 7e      | 1962           | Brésil (2)               | 3 - 1       | Tchécoslovaquie      | Chili                |
| 8e      | 1966           | Angleterre (1)           | 4 - 2 (ap)  | Allemagne de l'Ouest | Portugal             |
| 9e      | 1970           | Brésil (3)               | 4 - 1       | Italie               | Allemagne de l'Ouest |
| 10e     | 1974           | Allemagne de l'Ouest (2) | 2 - 1       | Pays-Bas             | Pologne              |
| 11e     | 1978           | Argentine (1)            | 3 - 1 (ap)  | Pays-Bas             | Brésil               |
| 12e     | 1982           | Italie (3)               | 3 - 1       | Allemagne de l'Ouest | Pologne              |
| 13e     | 1986           | Argentine (2)            | 3 - 2       | Allemagne de l'Ouest | France               |
| 14e     | 1990           | Allemagne de l'Ouest (3) | 1 - 0       | Argentine            | Italie               |
| 15e     | 1994           | Brésil (4)               | 0 - 0 (3-2) | Italie               | Suède                |
| 16e     | 1998           | France (1)               | 3 - 0       | Brésil               | Croatie              |
| 17e     | 2002           | Brésil (5)               | 2 - 0       | Allemagne            | Turquie              |
| 18e     | 2006           | Italie (4)               | 1 - 1 (5-3) | France               | Allemagne            |
| 19e     | 2010           | Espagne (1)              | 1 - 0 (ap)  | Pays-Bas             | Allemagne            |
| 20e     | 2014           | Allemagne (4)            | 1 - 0 (ap)  | Argentine            | Pays-Bas             |
| 21e     | 2018           | France (2)               | 4 - 2       | Croatie              | Belgique             |
| 22e     | 2022           | Argentine (3)            | 3 - 3 (4-2) | France               | Croatie              |
| 23e     | 2026           |                          |             |                      |                      |
| 24e     | (MO) (PF) 2030 |                          |             |                      |                      |
| 25e     | 2034           |                          |             |                      |                      |

### Distinctions individuelles
À la fin de chaque tournoi de la Coupe du monde, plusieurs trophées sont attribués aux joueurs et aux équipes qui se sont distingués par rapport aux autres dans différents aspects du jeu. En 1938, la FIFA édite une équipe type à la fin de la compétition. L'absence de l'Italien Silvio Piola dans cette équipe type provoque un tel tollé que la FIFA se refuse ensuite de renouveler ce type de désignation. Entre 1982 et 2002, il existe un trophée du but inscrit le plus rapidement récompensé par un chronomètre en or.
Actuellement[Quand ?] cinq trophées officiels sont décernés :
- le Soulier d'or est décerné depuis 1982 au meilleur buteur ;
- le Ballon d'or pour le meilleur joueur de la Coupe du monde (premier trophée en 1982) ;
- le Gant d'or pour le meilleur gardien de but depuis la Coupe du monde 1994 ;

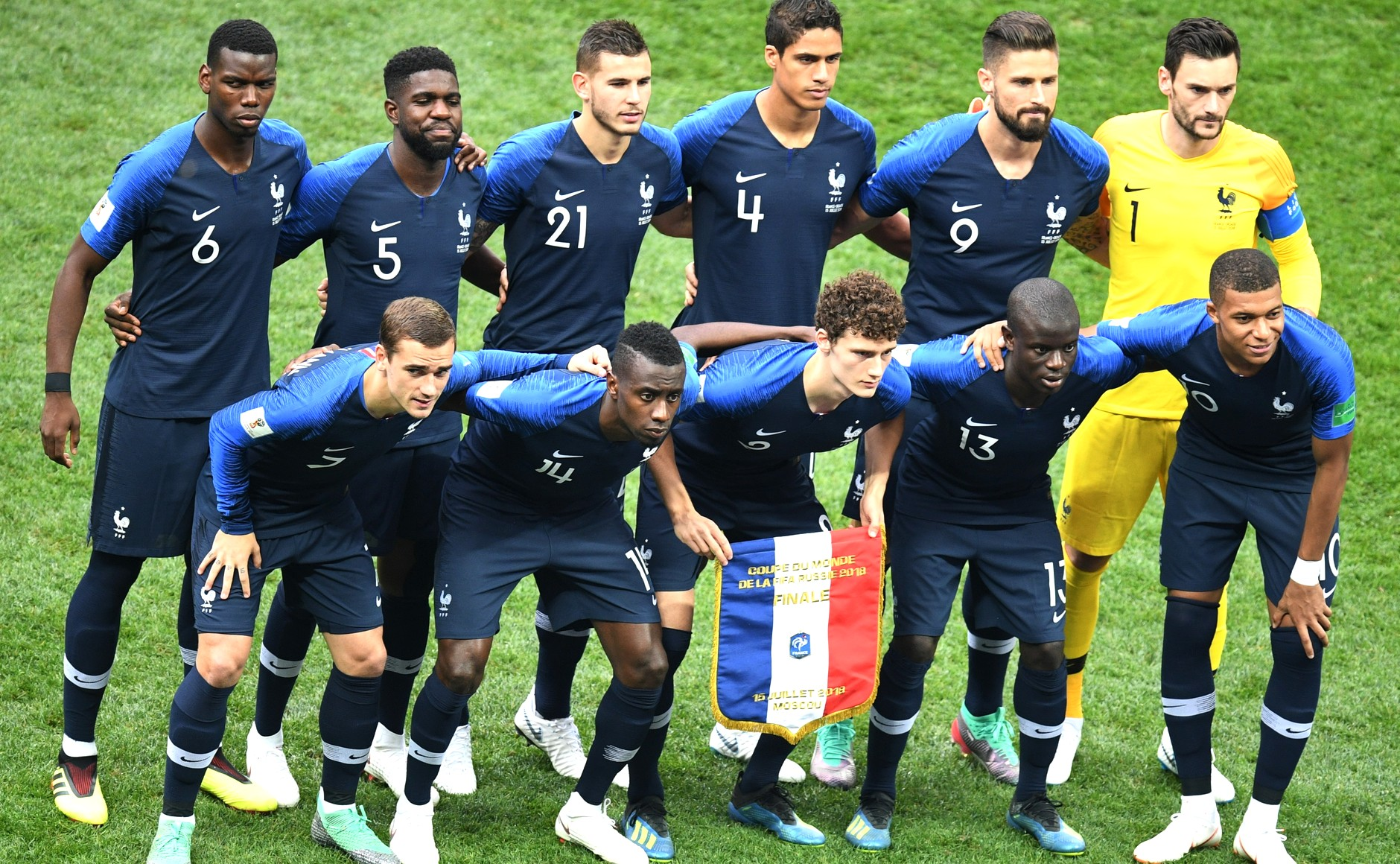
Les 11 titulaires de l'équipe de France lors de la finale en 2018 à Moscou.

- le Meilleur jeune joueur est un prix qui récompense le meilleur joueur ayant moins de 21 ans au début de l'année depuis la Coupe du monde de football 2006 ;
- le Trophée du Fair-Play de la FIFA pour l'équipe qui fait preuve du plus bel esprit sportif et du meilleur comportement, sur le terrain comme en dehors depuis la Coupe du monde de football 1978.

| Édition | Année | Meilleur buteur                                                                  | Meilleur joueur     | Meilleur gardien   | Meilleur jeune joueur |
| ------- | ----- | -------------------------------------------------------------------------------- | ------------------- | ------------------ | --------------------- |
| 1re     | 1930  | Guillermo Stábile (8)                                                            | Non attribué        | Non attribué       | Non attribué          |
| 2e      | 1934  | Oldřich Nejedlý (5)                                                              | Non attribué        | Non attribué       | Non attribué          |
| 3e      | 1938  | Leônidas (7)                                                                     | Non attribué        | Non attribué       | Non attribué          |
| 4e      | 1950  | Ademir (8)                                                                       | Non attribué        | Non attribué       | Non attribué          |
| 5e      | 1954  | Sándor Kocsis (11)                                                               | Non attribué        | Non attribué       | Non attribué          |
| 6e      | 1958  | Just Fontaine (13)                                                               | Non attribué        | Non attribué       | Pelé                  |
| 7e      | 1962  | Flórián Albert Garrincha Valentin Ivanov Dražan Jerković Leonel Sánchez Vavá (4) | Non attribué        | Non attribué       | Flórián Albert        |
| 8e      | 1966  | Eusébio (9)                                                                      | Non attribué        | Non attribué       | Franz Beckenbauer     |
| 9e      | 1970  | Gerd Müller (10)                                                                 | Non attribué        | Non attribué       | Teófilo Cubillas      |
| 10e     | 1974  | Grzegorz Lato (7)                                                                | Non attribué        | Non attribué       | Władysław Żmuda       |
| 11e     | 1978  | Mario Kempes (6)                                                                 | Non attribué        | Non attribué       | Antonio Cabrini       |
| 12e     | 1982  | Paolo Rossi (6)                                                                  | Paolo Rossi         | Non attribué       | Manuel Amoros         |
| 13e     | 1986  | Gary Lineker (6)                                                                 | Diego Maradona      | Non attribué       | Enzo Scifo            |
| 14e     | 1990  | Salvatore Schillaci (6)                                                          | Salvatore Schillaci | Non attribué       | Robert Prosinečki     |
| 15e     | 1994  | Oleg Salenko Hristo Stoitchkov (6)                                               | Romário             | Michel Preud'homme | Marc Overmars         |
| 16e     | 1998  | Davor Šuker (6)                                                                  | Ronaldo             | Fabien Barthez     | Michael Owen          |
| 17e     | 2002  | Ronaldo (8)                                                                      | Oliver Kahn         | Oliver Kahn        | Landon Donovan        |
| 18e     | 2006  | Miroslav Klose (5)                                                               | Zinédine Zidane     | Gianluigi Buffon   | Lukas Podolski        |
| 19e     | 2010  | Thomas Müller (5)                                                                | Diego Forlán        | Iker Casillas      | Thomas Müller         |
| 20e     | 2014  | James Rodríguez (6)                                                              | Lionel Messi        | Manuel Neuer       | Paul Pogba            |
| 21e     | 2018  | Harry Kane (6)                                                                   | Luka Modrić         | Thibaut Courtois   | Kylian Mbappé         |
| 22e     | 2022  | Kylian Mbappé (8)                                                                | Lionel Messi (2)    | Emiliano Martínez  | Enzo Fernández        |
| 23e     | 2026  |                                                                                  |                     |                    |                       |

### Statistiques et records

#### Nations
Deux continents dominent historiquement la Coupe du monde : l'Amérique du Sud et l'Europe. Ils ont remporté toutes les éditions depuis la création en 1930. Les huit vainqueurs différents inscrits au palmarès de la Coupe du monde de la FIFA sont sud-américains ou européens. De plus, entre la victoire du Brésil en 1962 et la victoire de l'Italie en 2006, les équipes européennes et sud-américaines se sont succédé alternativement au palmarès tous les quatre ans. L'organisation de l'épreuve dans d'autres continents, d'abord en Amérique du Nord (1970, 1986 et 1994), ensuite en Asie (2002) et enfin en Afrique (2010), a mondialisé la compétition, qui est aujourd'hui un événement universel.
Au total, 80 pays actuellement membres de la FIFA ont déjà participé au moins une fois à la compétition, sur les 211 fédérations nationales, depuis 1930.

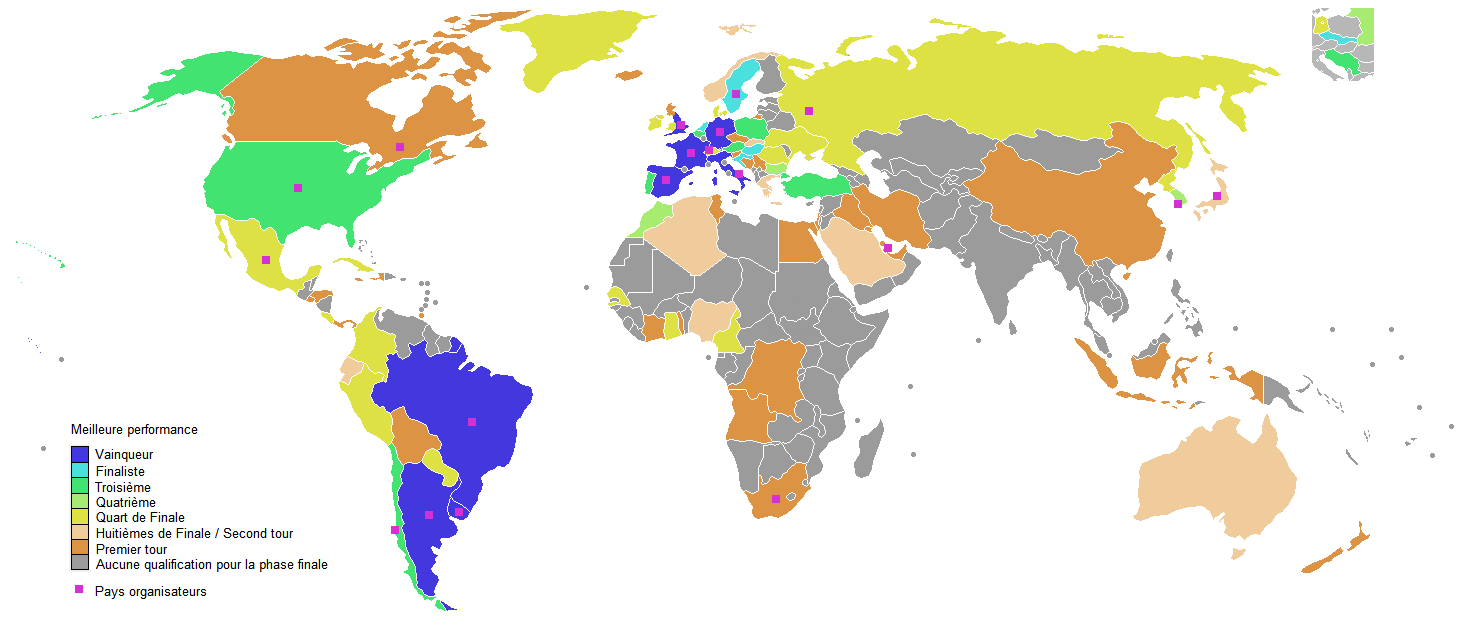
Meilleure performance des équipes nationales.
La carte en encart en haut à droite montre d'anciens pays : URSS, Yougoslavie, Tchécoslovaquie et Allemagne de l'Est.

Les records sont détenus principalement par les nations historiques de la compétition. Seule sélection à avoir participé à toutes les phases finales de la Coupe du monde, le Brésil détient le record de victoires dans la compétition en étant le seul quintuple vainqueur (cinq victoires). Le Brésil est également l'équipe à avoir remporté le plus de matches en phase finale (76 victoires en 114 matches). Le Brésil, l'Allemagne et l'Argentine sont les seules équipes à avoir gagné la Coupe du monde sur leur propre continent et sur un autre continent que le leur. Le Brésil ne s'est pas imposé à domicile.
Le Brésil et l'Allemagne sont les deux seules nations à avoir toujours réussi à se qualifier pour la phase finale de la compétition[réf. nécessaire]. L'Allemagne est l'équipe ayant disputé le plus grand nombre de finales (huit au total) et de demi-finales (douze au total, 13 présences dans le dernier carré). Le Brésil a aussi disputé le plus grand nombre de matches (114 en 22 participations). En ce qui concerne le nombre de buts en phase finale, le chassé-croisé entre les deux nations historiquement les plus performantes se poursuit : à l'issue de la 22e Coupe du monde, le Brésil reprend la tête du classement du plus grand nombre de buts marqués (237) devant l'Allemagne (232).
Cinq nations ont organisé à deux reprises la Coupe du monde : l'Italie, la France, le Mexique, l'Allemagne et le Brésil. À l'exception du Brésil et du Mexique, chacune a remporté une fois la Coupe du monde sur son propre sol. Contrairement au Mexique, deux fois éliminé en quart de finale à domicile, le Brésil a atteint autant de fois le dernier carré sur son propre sol (vice-champion en 1950). Cinq champions sortants ont été éliminés au premier tour (le Brésil en 1966, la France en 2002, l'Italie en 2010, l'Espagne en 2014 et l'Allemagne en 2018).
L'Uruguay en 1930, l'Italie en 1934, l'Angleterre en 1966, l'Allemagne en 1974, l'Argentine en 1978 et la France en 1998 sont devenus champions à domicile (soit six fois sur 21). L'Allemagne est le seul pays à avoir déjà remporté la Coupe du monde avant de triompher à domicile.
À partir de la 13e Coupe du monde en 1986, la règle concernant la finale à rejouer en cas d'égalité après prolongations (ce qui ne s'était jamais produit) est abandonnée par la FIFA. Depuis lors, trois Coupes du monde (sur dix) se sont jouées aux tirs au but après match nul en finale à l’issue des prolongations : celle de 1994 entre le Brésil et l'Italie remportée trois tirs au but à deux par le Brésil, celle de 2006 entre l'Italie et la France que les joueurs italiens remportent cinq tirs au but à trois et celle de 2022 entre l'Argentine et la France remportée quatre tirs au but à deux par l'Argentine.
Lors des qualifications pour une Coupe du monde, l'Espagne est le premier pays à avoir remporté dix matchs sur dix, en 2010. L'équipe d'Allemagne réitère cette performance pendant les éliminatoires de la coupe du monde 2018. En 1970, le Brésil remporte six rencontres sur six. Respectivement en 1982 et 2010, la RFA et les Pays-Bas ont gagné huit matchs sur huit. En phase de qualifications, le succès le plus large revient à l'Australie, avec sa victoire 31-0 sur les Samoa américaines en 2001, 13 des buts sont marqués par Archie Thompson ce qui constitue le record du nombre de buts marqués dans un match international,.
Avec seulement deux buts encaissés, la France en 1998, la sélection italienne en 2006 et l'équipe d'Espagne en 2010 réalisent la meilleure performance défensive. La République fédérale d'Allemagne inscrit 25 buts lors de sa victoire au mondial 1954, ce qui constitue la meilleure performance d'une équipe victorieuse. Lors de cette édition est aussi établi le record de buts marqués lors d'une phase finale : 27, par l'équipe de Hongrie.
La Hongrie est la seule équipe à être parvenue à marquer dix buts dans le même match en phase finale, signant le 15 juin 1982 la plus large victoire (10-1) de l'histoire du tournoi contre le Salvador lors de la première journée du groupe 3. Le remplaçant hongrois László Kiss réalise au cours de cette rencontre le triplé le plus rapide de l'histoire de la Coupe du monde en marquant aux 70e, 73e et 78e minutes ; il s'agit du premier « coup du chapeau » d'un joueur entrant. Deux autres matchs se sont soldés par un score de neuf buts d'écart (9-0), voyant la victoire une nouvelle fois de la Hongrie contre la Corée du Sud le 17 juin 1954 et celle de la Yougoslavie contre le Zaïre le 18 juin 1974.

#### Joueurs

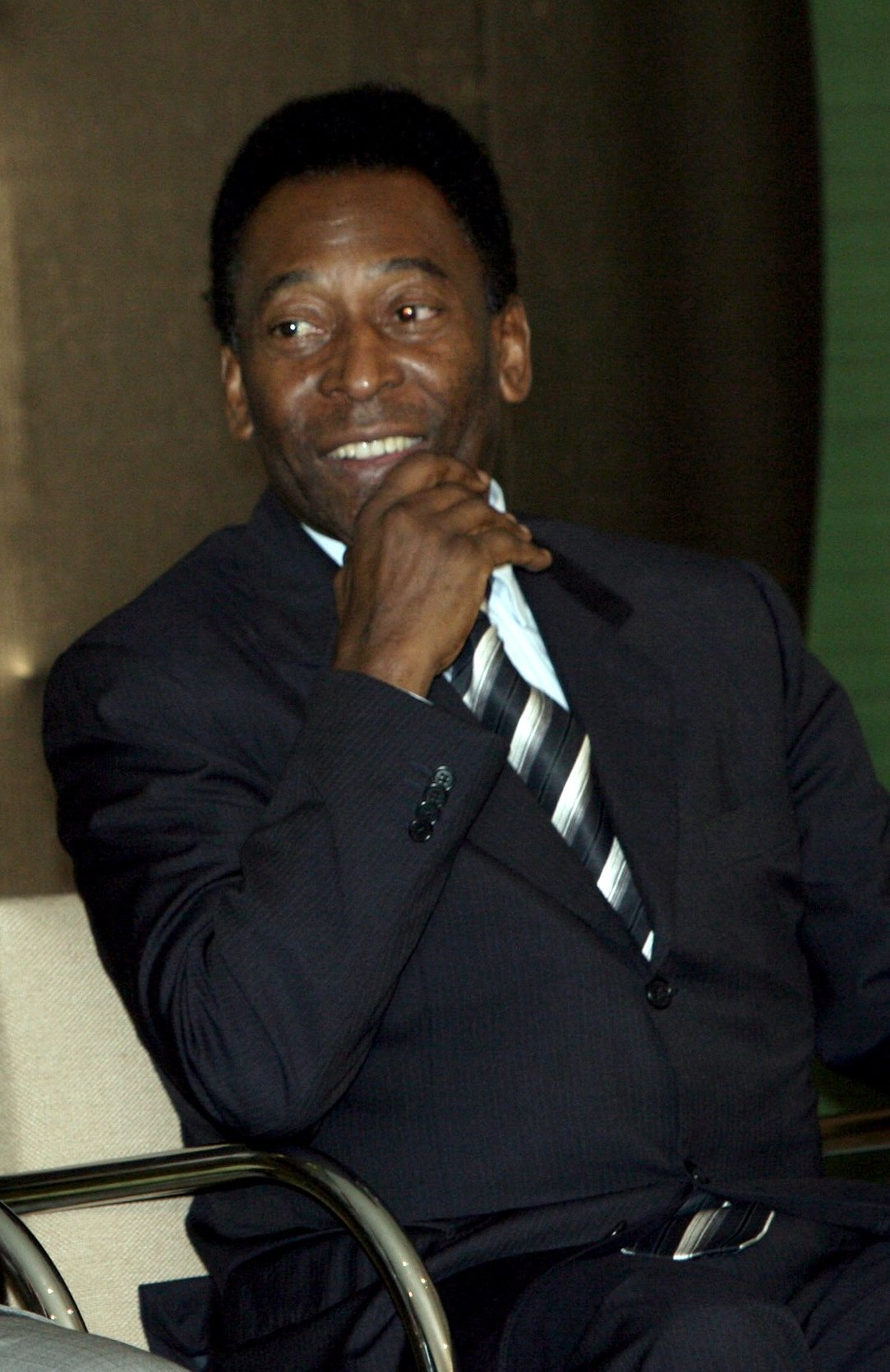
Pelé marque la Coupe du monde en étant le plus jeune buteur et vainqueur de la Coupe du monde.

Le Français Lucien Laurent est le premier buteur de l'histoire de la Coupe du monde en marquant lors du premier match en Uruguay contre le Mexique, sur une passe décisive d'Ernest Libérati,. Le 1000e but de la compétition est inscrit par le Néerlandais Robert Rensenbrink lors d'une défaite des Pays-Bas contre l'Écosse le 11 juin 1978.
L'Allemand Miroslav Klose détient le record de buts marqués en Coupe du monde avec 16 buts, suivi du Brésilien Ronaldo (15 buts) et de l'Allemand Gerd Müller qui en compte 14. Le Français Just Fontaine reste le meilleur buteur sur une seule édition avec 13 buts en 1958. Il n'a pas marqué lors d'une autre édition. Lionel Messi est quatrième ex-aequo avec 13 buts. Pelé et le Français Mbappé sont les sixièmes meilleurs buteurs de l'histoire de la Coupe du monde ex-aequo avec 12 buts. Avec quatre buts en finale, Mbappé (2018, 2022) est le meilleur buteur en finale. Le Français et l'anglais Hurst sont les seuls joueurs de l'histoire à avoir inscrit un triplé en finale. Le Russe Oleg Salenko reste le meilleur buteur en un seul match de Coupe du monde avec cinq buts lors du match Russie-Cameroun gagné par la Russie 6-1 en 1994. Lors de ce match, un autre record a été battu par Roger Milla. Il devient le plus vieux buteur de la compétition à 42 ans et 39 jours,, il est également le joueur de champ le plus âgé lors d'une phase finale. En 2018, le gardien égyptien Essam el-Hadari devient le joueur le plus âgé à participer à une Coupe du monde, à l'âge de 45 ans et 161 jours. Le plus jeune est le Nord-Irlandais Norman Whiteside, âgé de 17 ans et 41 jours lors du premier match disputé contre la Yougoslavie en 1982.
Un seul joueur a remporté trois titres de champion du monde avec son équipe : le Brésilien Pelé, sacré en 1958, 1962 et 1970. Il ne dispute cependant pas la finale en 1962. Pelé détient également des records de précocité, il est le plus jeune buteur et vainqueur de la Coupe du monde. À l'opposé, le gardien de la sélection italienne Dino Zoff est le joueur le plus âgé à avoir remporté la compétition.

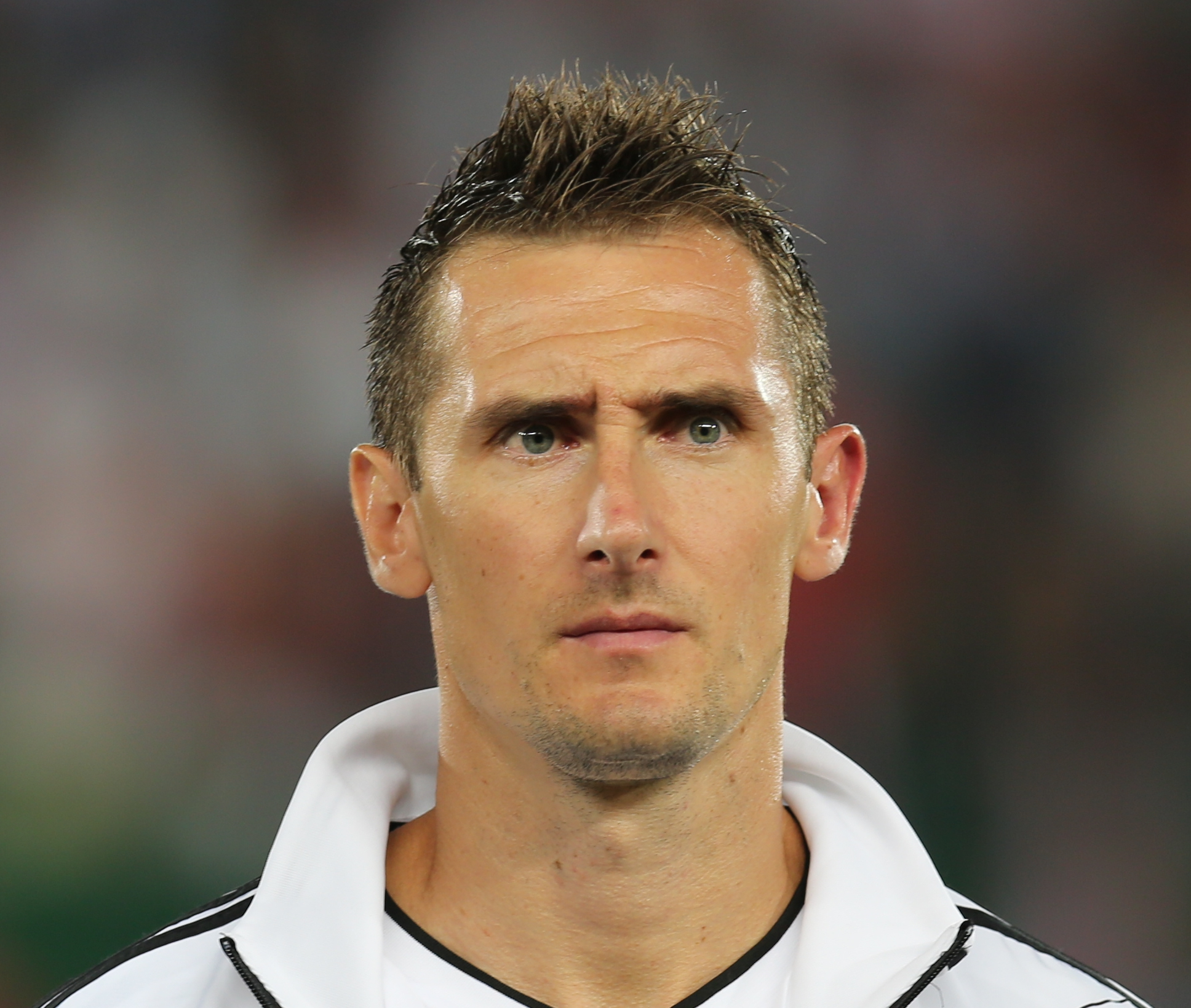
Avec 16 buts, Miroslav Klose est le meilleur buteur de l'histoire de la Coupe du monde.

Antonio Carbajal, Gianluigi Buffon, Lothar Matthäus, Rafael Márquez, Guillermo Ochoa, Andrés Guardado, Lionel Messi et Cristiano Ronaldo sont les seuls joueurs à avoir disputé cinq phases finales de Coupe du monde. Lionel Messi est celui qui a disputé le plus grand nombre de rencontres avec vingt-six matchs entre 2006 et 2022. Le Brésilien Cafu est le seul joueur à avoir disputé trois finales de Coupe de monde : vainqueur en 1994, finaliste en 1998 et vainqueur en 2002, cette dernière en tant que capitaine. Luis Monti a disputé deux finales en représentant deux pays différents. Il perd en 1930 avec l'Argentine et gagne en 1934 avec l'Italie.
Les Allemands Fritz et Ottmar Walter puis les Anglais Bobby et Jack Charlton sont les deux seules fratries à avoir été champions du monde dans la même équipe, respectivement en 1954 et 1966.
L'Uruguayen Alcides Ghiggia (1950, 4 buts), le Français Just Fontaine (1958, 13 buts) et le Brésilien Jairzinho (1970, 7 buts) sont les seuls joueurs à avoir marqué lors de tous les matchs disputés par leur équipe au cours d'une phase finale.
Le record du but le plus rapide marqué en phase finale de Coupe du monde est actuellement détenu par le Turc Hakan Şükür avec une réalisation inscrite 10,8 secondes après le coup d'envoi. Ce but est inscrit au début du match de la troisième place entre la Turquie et la Corée du Sud lors de la Coupe du monde 2002 remporté 3-2 par la Turquie. En phase de qualifications, le but le plus rapide a été inscrit au bout de 7,5 s par l'attaquant belge Christian Benteke dans un match contre Gibraltar lors des éliminatoires de la Coupe du monde 2018,.
En 1986, José Batista est expulsé par l'arbitre français Joël Quiniou lors du match Uruguay-Écosse après seulement 56 secondes pour un tacle par derrière, carton rouge le plus rapide de la Coupe du monde,.

#### Sélectionneurs

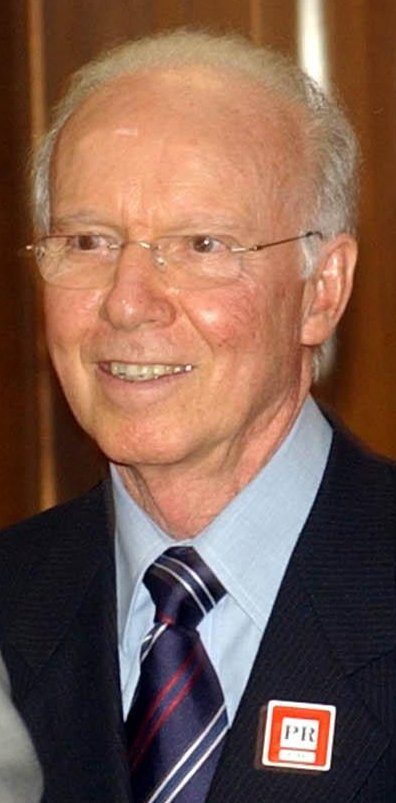
Mário Zagallo a soulevé la Coupe du monde à quatre reprises avec la Seleção.

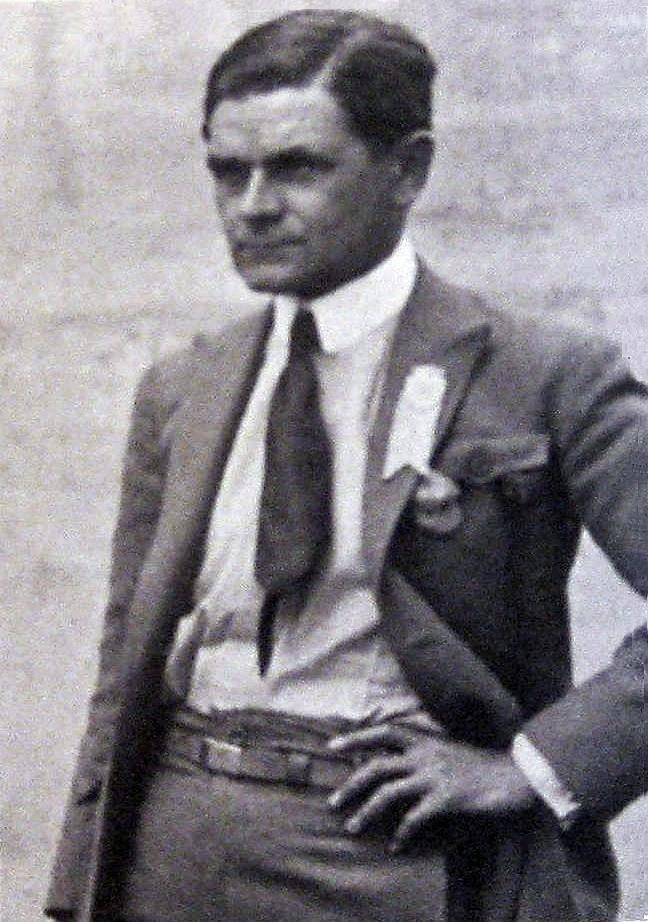
Vittorio Pozzo est le sélectionneur le plus titré avec les victoires de l'Italie en 1934 et 1938.

Le plus titré des sélectionneurs est Vittorio Pozzo avec les victoires de l'Italie lors des Coupes du monde 1934 et 1938. Le Brésilien Mario Zagallo détient le record global de titres en Coupe du monde. Déjà victorieux en tant que joueur en 1958 et 1962, il remporte la compétition au poste de sélectionneur en 1970 puis comme adjoint en 1994. Il est suivi de l'Allemand Franz Beckenbauer, qui réalise ce doublé avec sa victoire en 1974 comme joueur et en 1990 comme sélectionneur, puis du Français Didier Deschamps, vainqueur comme joueur en 1998 et comme sélectionneur en 2018.
Également de nationalité allemande, Helmut Schön est le sélectionneur ayant dirigé le plus de rencontres sur le banc avec vingt-cinq matchs entre 1966 et 1978 pour la RFA. Le brésilien Luiz Felipe Scolari détient lui deux records. Il est invaincu douze rencontres de suite, sept avec le Brésil, avec qui il remporte le titre en 2002, et cinq avec le Portugal en 2006, les onze premières rencontres se concluant par des victoires, c'est la plus longue série de victoires dans le temps réglementaire en Coupe du monde.
Le Brésilien Carlos Alberto Parreira est également un sélectionneur historique de la Coupe du monde. Il conduit le Koweït en 1982, les Émirats arabes unis en 1990, devient champion du monde avec le Brésil en 1994, puis dirige l'Arabie saoudite quatre ans plus tard. Il revient à la tête de la sélection brésilienne en 2006 et atteint les quarts de finale avant de devenir sélectionneur de l'Afrique du Sud en 2010. Bora Milutinović a, lui aussi, participé à cinq Coupes du monde avec cinq sélections différentes. Il a dirigé le Mexique en 1986, le Costa Rica en 1990, les États-Unis en 1994, le Nigeria en 1998 et la Chine en 2002.
Le sélectionneur le plus jeune est l'Argentin Juan José Tramutola en 1930 à 27 ans et 267 jours, alors que le plus âgé est l'Allemand Otto Rehhagel qui dirige l'équipe de Grèce à 71 ans et 317 jours pendant la Coupe du monde 2010.

## Organisation

### Sélection des pays hôtes
- Une fois
- Deux fois
- Trois fois
- Jamais

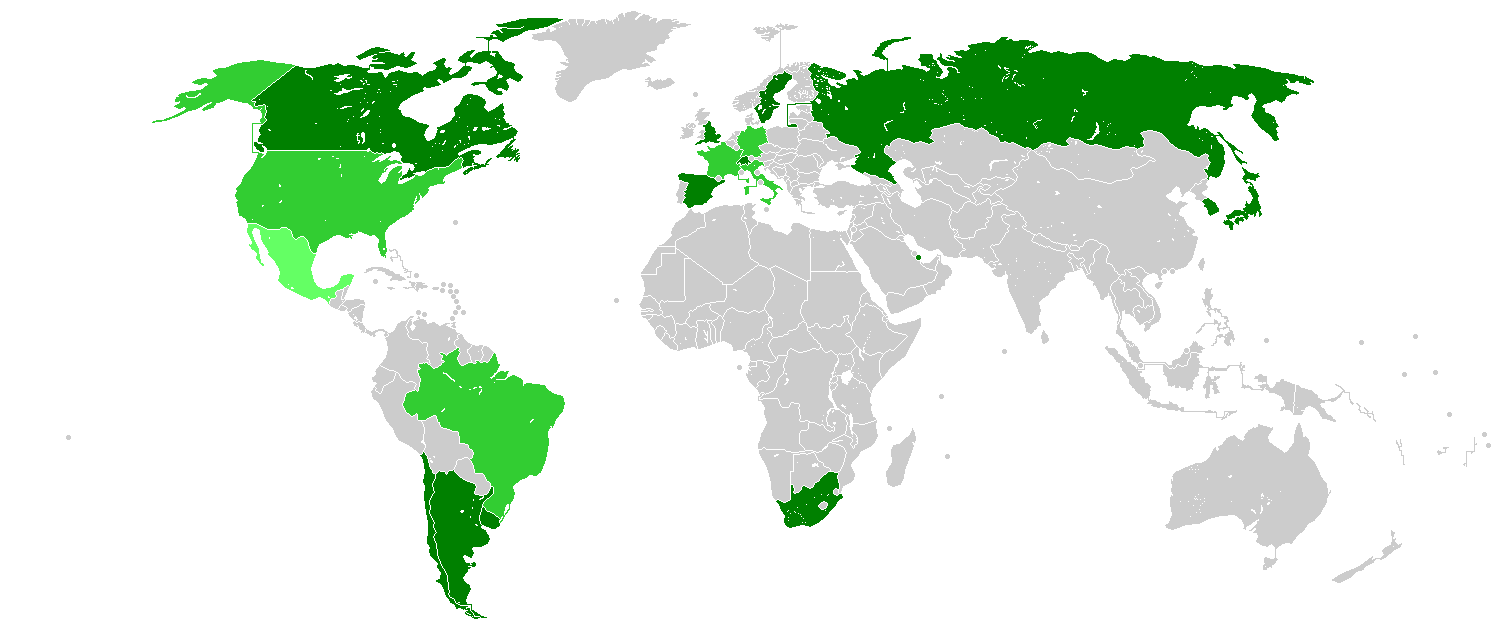
Pays organisateurs de la compétition :

Lors du congrès de la FIFA tenu à Barcelone le 18 mai 1929, l'organisation de la première Coupe du monde est confiée à l'Uruguay pour fêter le centenaire de son indépendance, mais aussi parce que le pays est double champion olympique en titre.
Pour la deuxième édition en 1934, l'Italie s'impose comme le pays hôte après avoir apporté les conditions financières nécessaires. La Suède, bien engagée, se retire devant la candidature italienne. La désignation, prévue d'abord en mai 1932 au congrès de Stockholm, est finalement décalée en décembre à la suite des demandes de reports de la compétition. L'Autriche et d'autres pays européens souhaitent, en effet, repousser la compétition en 1936 à cause du contexte économique marqué par la Grande Dépression.
En 1938, Jules Rimet souhaite que la compétition se déroule dans son pays, la France. L'Argentine et l'Allemagne se présentent également comme candidats à l'organisation. La FIFA se questionne sur la capacité de la France à disposer d'installations suffisantes pour accueillir la compétition. Finalement, la FIFA donne le 15 août 1936 la responsabilité de la compétition à la France par un vote.
Le Brésil et l'Allemagne sont candidats pour accueillir la Coupe du monde 1942, l’organisateur devant être désigné lors d’un congrès en 1938. À la suite de désaccords persistants, la décision est repoussée à un congrès en 1939, mais la guerre éclate avant que le pays hôte ne soit choisi et la compétition est annulée.
Au lendemain de la Seconde Guerre mondiale, le Brésil, déjà candidat à l’organisation pour 1942, et la Suisse sont les deux seuls pays à se porter volontaires. Ils sont tous les deux désignés le 26 juillet 1946 à Luxembourg pour organiser les premières compétitions d'après-guerre, dans l'ordre, pour respecter l'alternance Europe-Amérique du sud, le Brésil en 1949 puis la Suisse en 1951. La décision de changer le calendrier est prise le 27 juillet 1948 : les Coupes du monde initialement prévues en 1949 et 1951 sont décalées en 1950 et 1954 et retrouvent un rythme quadriennal les années paires où ne se tiennent pas les Jeux olympiques (comme c’était le cas avant la guerre avec les Coupes du monde en 1930, 1934 et 1938).
Une nouvelle fois sans vote, l'organisation de l'édition 1958 est confiée à la Suède le 23 juin 1950 à Rio de Janeiro, soit près de huit ans avant le début de l'épreuve.
Pour la compétition de 1962, trois pays sont candidats à l'organisation : l'Argentine, le Chili et la RFA. L'Allemagne de l'Ouest se retire et la FIFA doit procéder à un vote le 10 juin 1956 à Lisbonne pour désigner dans lequel des deux pays sud-américains la Coupe du monde 1962 se dispute. Le Chili est finalement désigné par 32 voix à 11. Un nouveau vote à un tour a lieu à Rome le 22 août 1960 pour l'édition suivante et l'Angleterre obtient la responsabilité d'être l'hôte de la compétition en 1966. Pour 1970, le congrès de la FIFA continue l'alternance entre l'Europe et l'Amérique du Sud. Il se réunit le 8 octobre 1964 à Tokyo et désigne le Mexique dès le premier tour des votes.
Le 6 juillet 1966 à Londres, le Congrès de la FIFA choisit les trois pays hôtes de la compétition suivants. La RFA et l'Espagne sont les seuls candidats pour l'Europe pour les éditions 1974 et 1982, la première revient à la RFA, la seconde à l'Espagne. Battue pour 1962 et 1970, l'Argentine obtient enfin l'organisation de la Coupe du monde en 1978.
Le scrutin change alors, un vote du Comité Exécutif de la FIFA remplace les congrès. Choisi en 1974 à Stockholm, la Colombie fait face à des problèmes financiers et doit renoncer en 1982 à accueillir l'épreuve quatre ans plus tard. La candidature mexicaine pour la Coupe du monde 1986 est alors votée à l'unanimité par les membres du comité exécutif. L'Italie est ensuite préférée à l'URSS pour la Coupe du monde 1990. Pour la désignation de l'organisateur de l'édition 1994, un nouveau vote est organisé à Zurich en 1988. Les États-Unis battent le Maroc de trois voix, rompant l'alternance entre l'Europe et l'Amérique du Sud. Le Maroc est une nouvelle fois battu quatre ans plus tard avec le choix de la France pour la compétition de 1998.
Le 31 mai 1996, une candidature conjointe du Japon et de la Corée du Sud est proposée et votée à main levée par le Comité Exécutif de la FIFA. La première phase finale ayant lieu en Asie se déroule donc dans ces deux pays en 2002.
Après trois tours de vote, l'Allemagne est désignée organisateur de la Coupe du monde 2006 en devançant d'un vote la candidature de l'Afrique du Sud. Cette dernière est désignée pour organiser l'édition suivante aux dépens du Maroc, une nouvelle fois battu. L'Afrique du Sud devient le premier pays africain à accueillir la compétition. Avec le système de rotation de la FIFA, la Coupe du monde 2014 doit être organisé sur le continent sud-américain. Le Brésil est désigné après le retrait des autres candidatures. Le 2 décembre 2010, l'organisation des éditions 2018 et 2022 sont respectivement attribuées à la Russie et au Qatar, ce qui constitue une première pour les deux pays.
Pour 2026, la procédure est retardée d'une année à la suite du Fifagate. Cette édition inaugurera le format à 48 équipes qui requiert plus de stades pour accueillir la compétition. Le format de vote change, les comités réduits disparaissent, chaque fédération nationale vote. Deux candidatures sont déposées : une du Maroc et l'autre conjointement par le Mexique, les États-Unis et le Canada. C'est la candidature nord-américaine conjointe qui est choisie le 13 juin 2018.

### Format de la compétition
Alors que la première édition ne rassemble que 13 équipes (toutes invitées) au lieu des 16 escomptées, la mise en place de tours préliminaires s'impose dès 1934 afin de sélectionner 16 formations parmi les 30 nations inscrites. Ce nombre d'équipes qualifiées en phase finale restera inchangé jusqu'en 1982, où il passera de 16 à 24, puis évoluera encore de 24 à 32, pour l'édition 1998. Pour la seconde édition l'Italie, pays organisateur, doit exceptionnellement disputer la phase éliminatoire tandis que l'Uruguay décide de ne pas défendre son titre. De 1938 et jusqu'en 2002, les pays tenant du titre et organisateur sont tous les deux qualifiés d'office. Cette exception faisait en sorte que le vainqueur, pour défendre son titre, ne disputait que des matchs amicaux, d'où la réforme pour la supprimée, justifiée par Sepp Blatter : « Seule la Coupe du monde offrait ce privilège aux vainqueurs. Aucune autre compétition ne le permet. […] Cette place libérée sera bonne pour le suspense et pour le football. ». Depuis, seul le pays organisateur est garanti d'une participation en phase finale.

#### Tour préliminaire
Depuis la Coupe du monde de 1934, une phase de qualification est organisée avant la phase finale afin de limiter le nombre de participants au tournoi. Le tour préliminaire de qualification est divisé entre les six zones continentales de la FIFA (Afrique, Asie, Amérique du Nord, centrale et Caraïbes, Amérique du Sud, Océanie et Europe), chacune représentée par leur confédération. La FIFA fixe un quota de places en phase finale pour chaque zone continentale. Les qualifications peuvent commencer dès l'année suivant la tenue de la dernière phase finale et s'étaler sur deux ou trois saisons. Les formats de qualification varient selon les confédérations. Il y a également des barrages intercontinentaux.

#### Phase finale
La phase finale de la compétition a presque toujours combiné les deux formules "championnat" (phase de poule) et "coupe" (élimination directe). En 1930 le système de poules, mis en place afin que les équipes européennes ayant fait un long voyage par bateau ne repartent pas après un seul match joué (en cas de défaite), permet ainsi aux premiers de chaque groupe d'accéder aux demi-finales. En 1934 et 1938 la FIFA opte pour le système "coupe" intégral (des huitièmes de finale à la finale). À l'inverse en 1950, c'est le système « championnat » intégral sur deux tours qui est appliqué, les premiers de chacun des quatre groupes du premier tour accédant à la poule finale. De 1954 à 1970, quatre poules de quatre équipes dégagent huit quarts de finalistes, la fin du tournoi se dispute alors par élimination directe. Pour les éditions 1974 et 1978 la formule "championnat" est redoublée, un second tour de poules remplace les quarts de finale et les demi-finales, les seuls matchs-couperet étant les finales. Avec l'augmentation du nombre d'équipes qualifiées en phase finale, passant de 16 à 24 en 1982, la formule de la compétition comprend désormais 6 poules de quatre équipes au premier tour dégageant douze qualifiés pour un second tour de 4 poules de trois équipes ; demi-finales et finale concluent alors l'épreuve. De 1986 à 1994, la formule comporte toujours 6 poules de quatre équipes au premier tour comme en 1982, mais passe en phase à élimination directe dès le second tour : en plus des douze qualifiés directs, quatre équipes ("les meilleurs troisièmes") sont repêchées pour compléter le tableau des huitièmes de finale. Depuis 1998, 32 équipes participent à la phase finale avec huit poules de 4 équipes au premier tour dégageant 16 équipes qualifiées en huitièmes de finale.
En 1990, la répartition des équipes pour le tirage au sort se fait selon un classement prenant en compte les performances des précédentes épreuves ; l'Espagne critique l'imperfection de ce système, plaçant l'Angleterre au niveau des têtes de série. En 1994, les sélections de l'Allemagne, du Brésil, de l'Italie et des États-Unis (pays hôte), négocient avec les organisateurs pour choisir leur ville du premier tour. En 1998, afin que le pays organisateur et le tenant du titre ne puissent se rencontrer avant la finale (s'ils finissent premiers de leur groupe), les organisateurs préarrangent le tirage au sort, comme cela s'est d'ailleurs pratiquement toujours fait depuis 1930. Ce type d'arrangement validé par les instances de la FIFA se reproduit de manière similaire en 2006. Depuis lors, seul le pays organisateur connaît à l'avance le groupe dans lequel il sera placé : le groupe A,.
Le 10 janvier 2017, sous l'impulsion de son nouveau président Gianni Infantino, le conseil mondial de la FIFA réuni à Zurich décide à l'unanimité de faire passer le nombre d'équipes participantes à la phase finale à 48 à partir du Mondial 2026. Selon la nouvelle formule, les quarante-huit équipes seront réparties en seize poules de trois au premier tour, et la phase éliminatoire directe commencera à partir des seizièmes de finale.
|                                    |         | Stade de compétition (*)                                           | Stade de compétition (*)                         | Stade de compétition (*)                                      | Stade de compétition (*)                                      | Stade de compétition (*)                      | Stade de compétition (*)                      | Stade de compétition (*) | Stade de compétition (*) | Stade de compétition (*) |
| Années                             | Équipes |                                                                    | 1 / 16e de finale                                | <-->                                                          | 1 / 8e de finale                                              | 1 / 8e de finale                              | 1 / 4 de finale                               | 1 / 2 finale             | 3e v 4e Place            | Finale                   |
| ---------------------------------- | ------- | ------------------------------------------------------------------ | ------------------------------------------------ | ------------------------------------------------------------- | ------------------------------------------------------------- | --------------------------------------------- | --------------------------------------------- | ------------------------ | ------------------------ | ------------------------ |
| 1930                               | 13      |                                                                    |                                                  |                                                               | 1er tour 4 poules de 3 ou 4 : 1ers qualifiés.                 | 1er tour 4 poules de 3 ou 4 : 1ers qualifiés. | 1er tour 4 poules de 3 ou 4 : 1ers qualifiés. | oui                      | -                        | oui                      |
| 1934 1938                          | 16 15   | oui                                                                | oui                                              | oui                                                           | oui                                                           | oui                                           | oui                                           |                          |                          |                          |
| 1950                               | 13      | 1er tour 4 poules de 4, 3 ou 2 : 1ers qualifiés.                   | 1er tour 4 poules de 4, 3 ou 2 : 1ers qualifiés. | 1er tour 4 poules de 4, 3 ou 2 : 1ers qualifiés.              | 2e tour Poule finale de 4                                     | 2e tour Poule finale de 4                     | 2e tour Poule finale de 4                     |                          |                          |                          |
| 1954 1958 1962 1966 1970           | 16      | 1er tour 4 poules de 4 : 1ers et 2es qualifiés.                    | 1er tour 4 poules de 4 : 1ers et 2es qualifiés.  | oui                                                           | oui                                                           | oui                                           | oui                                           |                          |                          |                          |
| 1974 1978                          | 16      | 1er tour 4 poules de 4 : 1ers et 2es qualifiés.                    | 1er tour 4 poules de 4 : 1ers et 2es qualifiés.  | 2e tour 2 poules de 4 : 1ers en finale, 2es en petite finale. | 2e tour 2 poules de 4 : 1ers en finale, 2es en petite finale. | oui                                           | oui                                           |                          |                          |                          |
| 1982                               | 24      |                                                                    |                                                  | 1er tour 6 poules de 4 : 1ers et 2es qualifiés.               | 1er tour 6 poules de 4 : 1ers et 2es qualifiés.               | 2e tour 4 poules de 3 : 1ers qualifiés.       | 2e tour 4 poules de 3 : 1ers qualifiés.       | oui                      | oui                      | oui                      |
| 1986 1990 1994                     | 24      | 1er tour 6 poules de 4 : 1ers et 2es qualifiés + 4 meilleurs 3es.  | oui                                              | oui                                                           | oui                                                           | oui                                           | oui                                           | oui                      |                          |                          |
| 1998 2002 2006 2010 2014 2018 2022 | 32      |                                                                    | 1er tour 8 poules de 4 : 1ers et 2es qualifiés.  | 1er tour 8 poules de 4 : 1ers et 2es qualifiés.               | oui                                                           | oui                                           | oui                                           | oui                      | oui                      | oui                      |
| 2026                               | 48      | 1er tour 12 poules de 4 : 1ers et 2es qualifiés + 8 meilleurs 3es. | oui                                              | oui                                                           | oui                                                           | oui                                           | oui                                           | oui                      | oui                      | oui                      |

(*) Stade de compétition exprimé en fraction. Modalités indiquées lorsqu'il s'agit d'une phase de poules, case cochée  lorsqu'il s'agit d'un tour à élimination directe.

#### Évolution du règlement
Depuis 1930, le règlement de la compétition évolue. Les joueurs portent des numéros sur leur maillot à partir de la Coupe du monde de 1938 disputée en France. Les remplaçants sont d'abord autorisés seulement à la suite de la blessure d'un joueur. Le premier remplacement a lieu dans les années 1950 lors d'une phase de test et limité dans les 40 premières minutes de la rencontre[réf. nécessaire]. À partir de la Coupe du monde 1970, les remplacements sont autorisés quelle qu'en soit la raison. Les équipes ont alors le droit de faire entrer deux joueurs remplaçants. En phase finale, le premier remplacement a lieu entre Viktor Serebryanikov et Anatoli Puzach qui entre à la place de son compatriote soviétique à la 46e minute lors d'une rencontre du 31 mai 1970 opposant l'URSS au Mexique. Le nombre de remplacements autorisés passe ensuite à trois, puis en 2018 à quatre si le match se poursuit avec des prolongations, puis à cinq en 2022 (six si prolongations).
La victoire à trois points est mise en place lors de la Coupe du monde 1994, alors que historiquement elle valait deux points. La passe en retrait au gardien est interdite pour la Coupe du monde 1994 afin de limiter son abus. Le but de cette interdiction est de développer le jeu offensif. Les effectifs des équipes qualifiées pour la phase finale de la compétition passent de 22 à 23 joueurs pour l'édition 2002 de la Coupe du monde.
En 2010, la FIFA impose que le drapeau de la FIFA, le drapeau FIFA Fair-play, le drapeau de la confédération et les drapeaux des deux associations en lice soient hissés dans le stade lors de chaque match de la compétition. L’hymne de la FIFA doit être joué pendant que les deux équipes pénètrent sur le terrain. Comme pour les autres rencontres internationales, les hymnes nationaux des deux sélections en lice sont ensuite joués une fois les équipes alignées. Les joueurs serrent ensuite la main de leurs adversaires et des arbitres.

### Cérémonies d'ouverture
Avant 1970, les cérémonies sont simples avec la présentation de représentants des pays qualifiés pour la phase finale. Depuis 1970, elles sont de plus en plus colorées et vivantes. Cette transformation des cérémonies d'ouverture commence en 1970. Cette édition marque un tournant, la cérémonie d'ouverture est un défilé de jeunes joueurs habillés aux couleurs des nations qualifiées. Quatre ans plus tard, la RFA organise une cérémonie d'ouverture simple mais inédite. Les organisateurs disposent des ballons en fleurs qui s'ouvrent pour laisser place à des danseurs locaux de chaque pays. Les joueurs ne sont pas présents, mais d'anciennes gloires sont là comme Pelé ou Uwe Seeler.
Les cérémonies d'ouverture deviennent ensuite de plus en plus impressionnantes. En 1982, la cérémonie d'ouverture de la Coupe du monde est présidée par la famille royale d'Espagne. La Colombe de la paix de Pablo Picasso est le symbole de la cérémonie qui souhaite faire passer un message de paix. Plus de 20 000 ballons sont lâchés avant que 2 200 athlètes vêtus de blanc forment sur la pelouse du Camp Nou une colombe. Après les discours officiels du président de la FIFA et du Roi d'Espagne, la compétition commence.
La cérémonie d'ouverture de 1990 a lieu dans un stade San Siro rénové et devenu Stadio Giuseppe Meazza. Sont présents quatre chefs d'État : le président du pays organisateur, l'Italien Francesco Cossiga, le président brésilien Fernando Collor de Mello, le président camerounais Paul Biya et le président argentin Carlos Menem, ces deux derniers assistent au match d'ouverture opposant leur nation, montre l'intérêt croissant pour la cérémonie. Des gymnastes présentent les drapeaux des nations avant que des mannequins aux couleurs des cinq continents ne rentrent sur la pelouse. L'hymne de la Coupe du monde retentit ensuite avant un lâcher de ballons.
En 1998, à la veille du premier match de la Coupe du monde, une procession de quatre géants est organisée dans les rues de Paris et retransmise à la télévision. Chaque personnage d'environ vingt mètres de hauteur représente un continent : Ho pour l'Asie, Moussa pour l'Afrique, Pablo pour l'Amérique et Roméo pour l'Europe,,.
Pour la cérémonie d'ouverture de la Coupe du monde 2006, Pelé et Claudia Schiffer amènent le trophée sur le terrain. Environ 150 autres joueurs vainqueurs de la Coupe du monde sont présents pour regarder la cérémonie d'ouverture. Des danseurs et des chorégraphies en couleurs précèdent la présentation des équipes qualifiées pour la phase finale avec un drapeau de chaque pays sur le terrain.
Pour la cérémonie d’ouverture de la Coupe du monde 2022 à Doha, les organisateurs rendent hommage aux compétitions du passé. Elle est notamment consacrée aux hymnes des différentes coupes du monde. Le prince du Qatar, Tamim ben Hamad al-Thani, apparaît avec son père Hamad ben Khalifa al-Thani. Ghanim al-Muftah, une star des réseaux sociaux au Qatar, tient la vedette avec Morgan Freeman dans un dialogue appelant à la tolérance et au respect,,,.

### Stades
| Année | Stade                                      |
| ----- | ------------------------------------------ |
| 1930  | Stade Centenario (Montevideo)              |
| 1934  | Stadio Nazionale del PNF (Rome)            |
| 1938  | Stade olympique Yves-du-Manoir (Colombes)  |
| 1950  | Stade Maracanã (Rio de Janeiro)            |
| 1954  | Stade du Wankdorf (Berne)                  |
| 1958  | Stade Råsunda (Solna)                      |
| 1962  | Stade national du Chili (Santiago)         |
| 1966  | Stade de Wembley (Londres)                 |
| 1970  | Stade Azteca (Mexico)                      |
| 1974  | Stade olympique de Munich (Munich)         |
| 1978  | Stade Monumental (Buenos Aires)            |
| 1982  | Stade Santiago-Bernabéu (Madrid)           |
| 1986  | Stade Azteca (Mexico) (2)                  |
| 1990  | Stade olympique de Rome (Rome)             |
| 1994  | Rose Bowl (Los Angeles)                    |
| 1998  | Stade de France (Saint-Denis)              |
| 2002  | Stade international de Yokohama (Yokohama) |
| 2006  | Stade olympique de Berlin (Berlin)         |
| 2010  | Soccer City Stadium (Johannesbourg)        |
| 2014  | Stade Maracanã (Rio de Janeiro) (2)        |
| 2018  | Stade Loujniki (Moscou)                    |
| 2022  | Stade de Lusail (Lusail)                   |
| 2026  | MetLife Stadium (New York)                 |

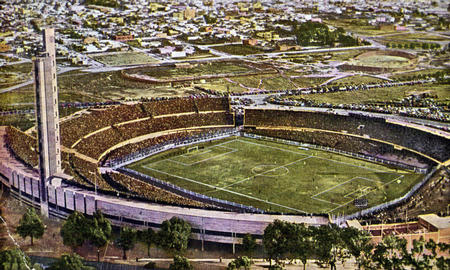
En 1930, le stade Centenario accueille la première finale de la Coupe du monde.

La première édition de la Coupe du monde se déroule en 1930 dans trois stades de Montevideo, capitale de l'Uruguay. D'une capacité de plus de 80 000 personnes, le Stade Centenario, qui est le plus grand des trois, n'est pas prêt pour le début de la compétition. Les premiers matchs de la compétition sont donc joués dans deux autres stades : l'Estadio Pocitos et l'Estadio Gran Parque Central. La plus faible affluence de la Coupe du monde est une rencontre entre la Roumanie et le Pérou à l'Estadio Pocitos en 1930 où seulement 300 spectateurs se regroupent. La première finale de l'histoire de la compétition est finalement jouée au Stade Centenario. Quatre ans plus tard, la compétition se déroule en Italie. La Coupe du monde se joue dans huit stades différents. La finale a lieu à Rome au Stadio Nazionale del PNF. Le stade de Turin, qui peut accueillir la plus grande affluence avec 70 000 personnes, est renommé Stadio Benito Mussolini. En 1938, la France porte la contenance du stade de Colombes à 60 000 places afin de répondre aux attentes de la FIFA qui espère que l'affluence soit aussi haute que quatre ans auparavant. L'organisation française rénove et agrandit les huit autres stades, 374 937 spectateurs assistent à la compétition. Pour l'édition de 1950, le stade du Maracanã est construit pour accueillir la compétition et permet de battre des records d'affluence. Avec officiellement 199 854 spectateurs, le match décisif entre le Brésil et l'Uruguay disputé au Maracanã en 1950 est l'affluence la plus élevée pour un match de football disputé dans le cadre de la Coupe du monde.

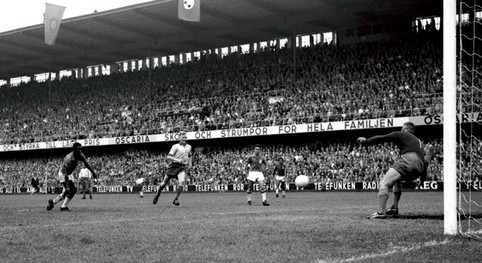
Pelé marque en finale de la Coupe du monde 1958 dans le stade Råsunda.

En 1954, la Suisse met six stades à disposition pour le bon déroulement de la compétition. La finale de la Coupe du monde 1954 se dispute dans le stade du Wankdorf de Berne. Pour la campagne suédoise en 1958, les organisateurs construisent pour l'occasion de nouveaux stades à Malmö et Göteborg. Le stade Råsunda de Stockholm est rénové pour pouvoir contenir plus de 50 000 personnes. Au total, 821 363 spectateurs assistent à la Coupe du monde en Suède. En 1962, la Coupe du monde se joue dans seulement quatre stades : l'Estadio Carlos Dittborn d'Arica, l'Estadio Braden Cooper Co. de Rancagua, l'Estadio Sausalito de Viña del Mar et le stade national du Chili de Santiago du Chili. La finale se déroule dans ce dernier qui, d'une capacité de 75 000 spectateurs, accueille également presque tous les matchs du pays hôte, le Chili, et la petite finale.
La Coupe du monde 1966 se dispute sur le sol où le football a été créé : l'Angleterre. Le stade de Wembley construit en 1923 est la principale enceinte, elle est le lieu de la finale. L'Angleterre a le privilège de jouer toutes ses rencontres dans ce stade jusqu'à la victoire finale des joueurs anglais. Les autres principaux stades sont Goodison Park, Roker Park ou encore le Hillsborough. Pour l'édition 1970, les cinq stades de la compétition sont construits ou modernisés. Il s'agit du stade Jalisco, du stade Nou Camp, du stade Cuauhtémoc, du stade Nemesio Díez et du stade Azteca. Ce dernier, d'une capacité d'accueil de plus de 105 000 spectateurs, est construit pour l'événement et pour recevoir la finale de la Coupe du monde 1970. Situé dans la ville de Mexico, il accueille dix matchs en 1970 et neuf autres en 1986, ce qui consiste un record de rencontres de Coupe du monde jouées dans un même stade.

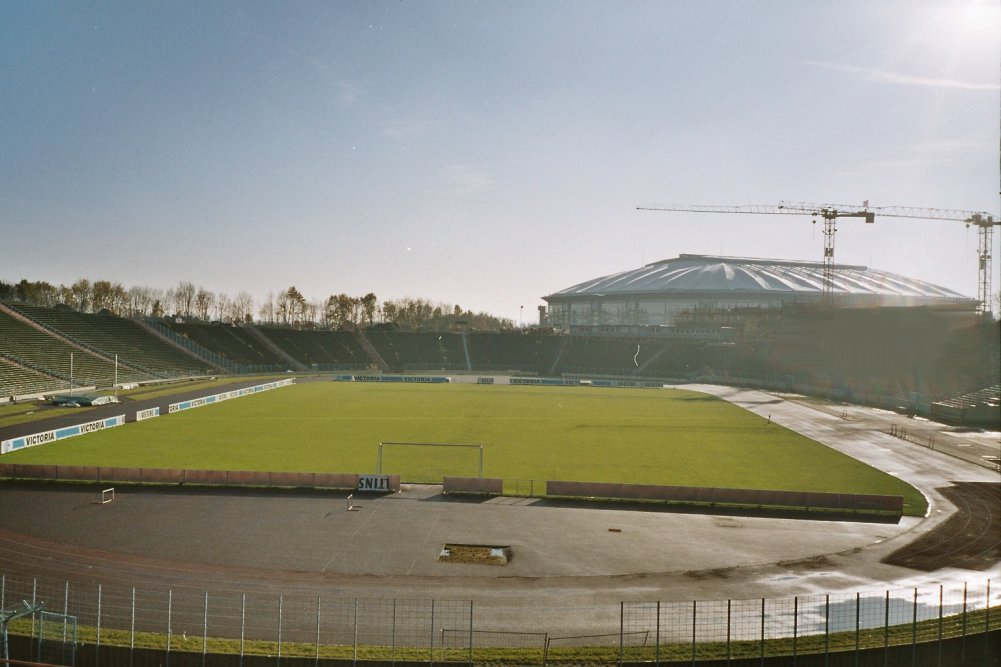
Le Parkstadion est construit à l'occasion de l'édition 1974.

En 1974, l'Allemagne fédérale choisit d'organiser la compétition dans neuf différents stades. Deux sont construits à cette occasion, le Parkstadion et le Westfalenstadion, les autres sont rénovés. Un nouveau record de spectateurs présents dans les stades est établi avec 1 774 022 spectateurs L'Argentine ne bat pas le record d'affluence en 1978 avec 1 729 292 personnes présentes dans les stades, mais vend 88 % des billets disponibles contre 72 % en RFA quatre années plus tôt.

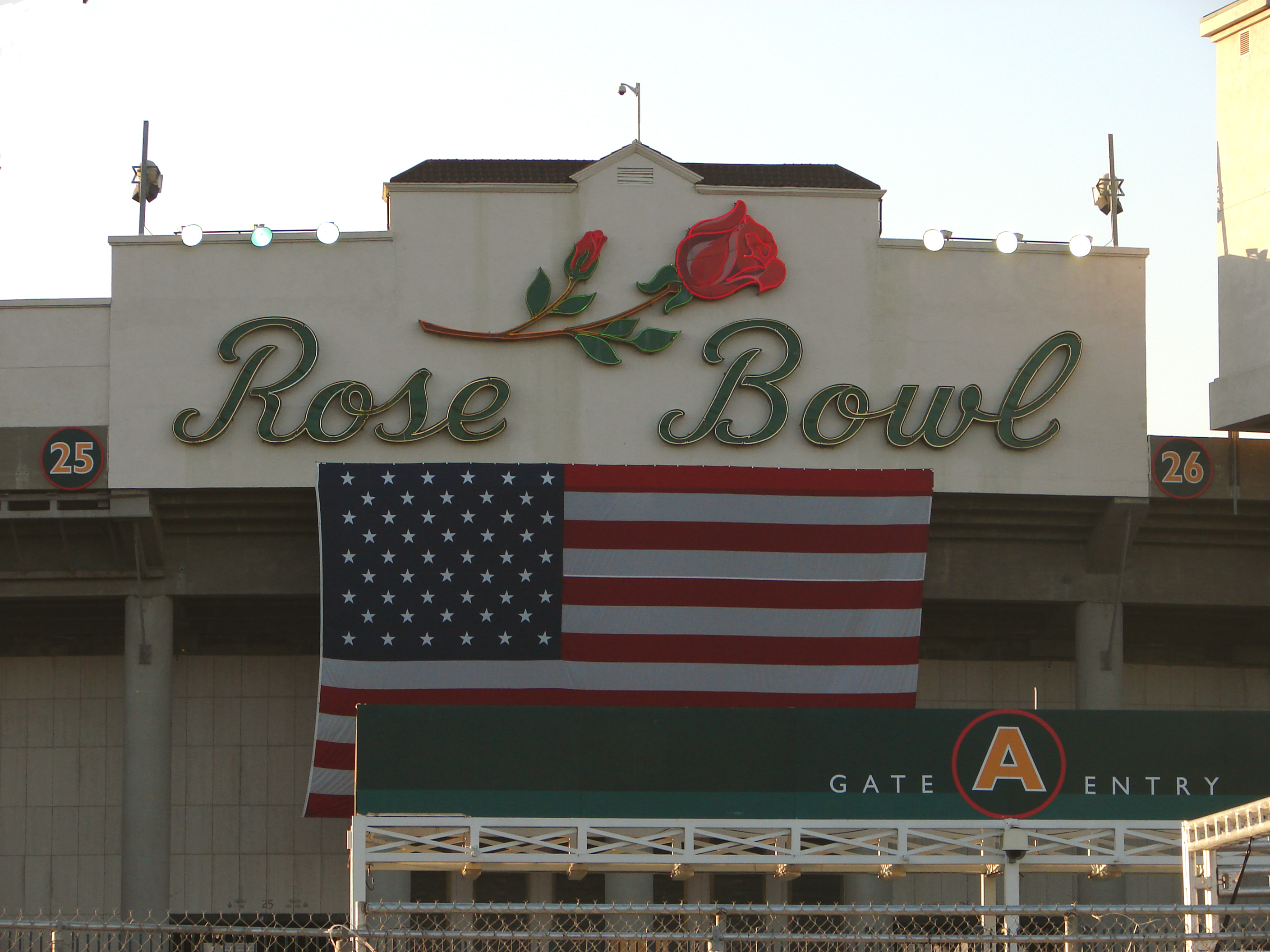
Le Rose Bowl est le lieu de la finale 1994, l'édition américaine détient toujours le record d'affluence total.

La Coupe du monde 1982 se déroule en Espagne. L'organisation espagnole détient alors le record du nombre de stades dans lesquels la compétition se déroule avec 17 stades répartis dans tout le pays. La finale a lieu dans le stade Santiago-Bernabéu où le Real Madrid est le club résident. La plupart des enceintes sportives mexicaines utilisées pour la Coupe du monde 1986 sont les mêmes qu'en 1970, le stade Azteca accueille à nouveau la finale de la compétition. Les stades italiens sont les hôtes des matchs de la Coupe du monde 1990. Le stade olympique de Rome est le stade désigné pour accueillir la finale de la compétition, 73 606 spectateurs s'y réunissent pour assister à la victoire allemande.
Les États-Unis reconvertissent des stades de football américain en stades de football pour la Coupe du monde 1994. Cela leur permet de battre l'affluence record d'une épreuve de Coupe du monde avec 3 587 538 spectateurs pour voir les 52 rencontres soit une moyenne record de 68 991 spectateurs par match. La finale a lieu au Rose Bowl Stadium devant 94 194 personnes. En 1998, la France construit le stade de France pour accueillir la finale de la compétition. Les autres stades sont modernisés. Neuf autres stades sont rénovés à l'occasion de cet événement. La capacité du stade Vélodrome, qui accueille une demi-finale, est portée à 60 000 spectateurs. La petite finale se dispute au Parc des Princes. La Coupe du monde de 2002 se dispute dans 20 stades différents divisés équitablement entre les deux pays organisateurs, la Corée du Sud et le Japon. La plupart des stades utilisés sont construits pour la compétition et mis en service peu avant la tenue de l'édition. Le Yokohama International Stadium accueille la finale et les 69 029 spectateurs présents à cette occasion. À l'occasion de la Coupe du monde 2006, douze stades allemands sont construits ou rénovés pour la Coupe du monde. La Allianz Arena ou Munich Arena est construite. La finale de l'édition se dispute au stade olympique de Berlin, rénové à cette occasion. Pour la compétition en Afrique du Sud quatre ans plus tard, quatre des dix des stades sont construits pour l'occasion.

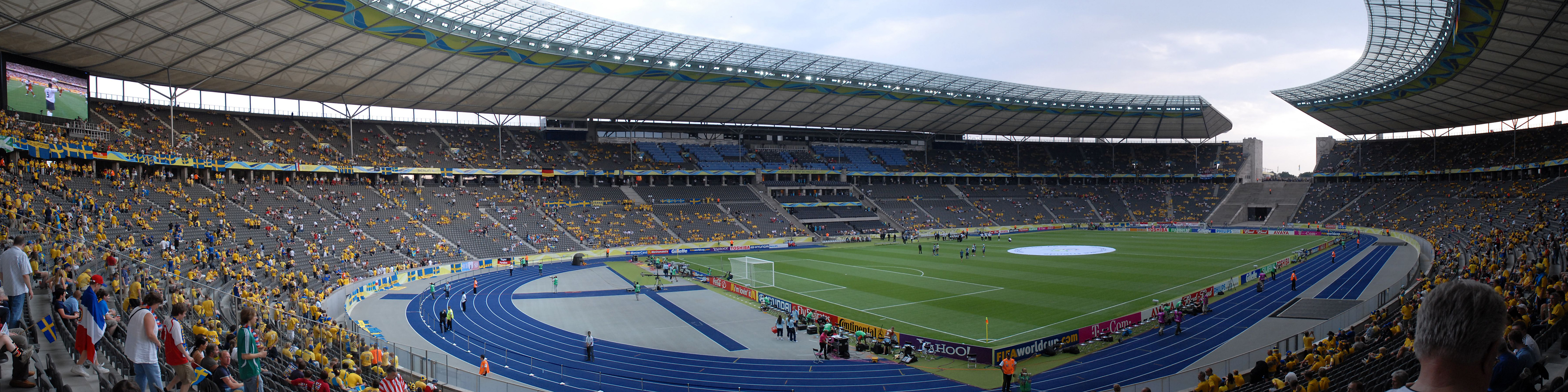
Le stade olympique de Berlin lors du match de football Suède-Paraguay en 2006.

Dans les années 2000, la construction de stades est soumise à un cahier des charges très précis édicté par la FIFA afin que les stades soient homologués pour accueillir la phase finale de la compétition. Les affluences de la Coupe du monde sont chronologiquement croissantes. Le Maracanã fait de l'édition 1950 la plus suivie dans les tribunes avant que la Coupe du monde n'ait lieu en Angleterre et son stade de Wembley. Le dernier pic majeur se produit en 1994 lorsque les États-Unis transforment les stades de football américain pour la Coupe du monde.
Parfois, la faible utilisation des stades après la compétition est critiquée comme le Maracanã à Rio, trop grand, qui est tombé en ruine et a dû être reconstruit. Cependant, de nombreux stades comme les stades allemands ont permis aux clubs locaux de bénéficier d'un stade plus moderne après la compétition.

### Ballons officiels

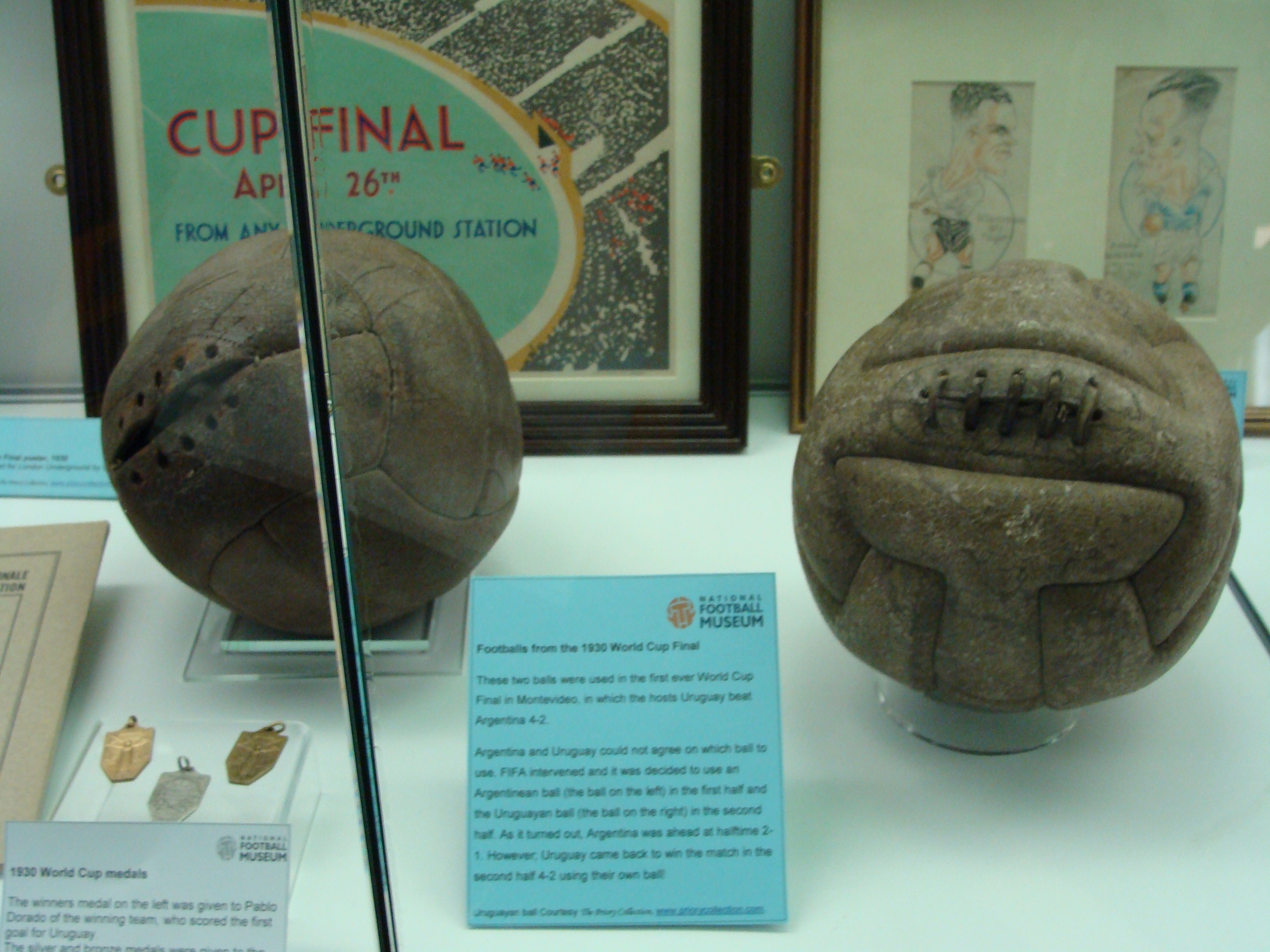
Ballons utilisés lors de la première Coupe du monde en 1930.

Lors de la première finale de la Coupe du monde, chaque équipe apporte son ballon et l'arbitre, John Langenus, doit tirer au sort le terrain, mais également le ballon pour jouer la rencontre. Le ballon argentin est choisi par le hasard. Dès l'édition 1934, un même modèle de ballon est utilisé pour toutes les rencontres d'une même phase finale. Allen fournit ainsi les ballons en 1938. En 1962, Adidas est choisi comme fournisseur et sort son édition Santiago. Après la pause de 1966 où les ballons sont des Slazenger, Adidas devient fournisseur exclusif de la Coupe du monde. L'équipementier allemand sort un nouveau modèle de ballon à chaque édition auquel il donne un nom. Tango est utilisé pour les Coupes du monde 1978 et 1982. Azteca en 1986 est le premier ballon de la compétition totalement en synthétique. Le ballon de l'édition 1990 est nommé l'Estrusco Unico. Le Questra en 1994 est apprécié par les joueurs et décrié par les gardiens de but. Le ballon Tricolore pour l'édition 1998 arbore les couleurs du pays organisateur, la France, avec un ballon bleu et blanc. Il est fabriqué au Maroc. Le Fevernova en 2002 est de couleur or avec des flammes rouges. La couche de mousse qui le compose est améliorée par des micro-billes de gaz, permettant selon Adidas des frappes plus précises. Le ballon Teamgeist en 2006 est un ballon innovant. Il est imperméable ce qui lui permet de garder le même poids du début à la fin de la partie quelles que soient les conditions météorologiques. Adidas nomme Jabulani, qui signifie « célébrer » en zoulou, le ballon utilisé pour la 2010. Il est moulé dans une seule pièce, et équipé d'un nouveau concept appelé « Grip'n'Groove » pour un contrôle optimal, des trajectoires stables et une accroche parfaite. Cependant, le ballon de la Coupe du monde 2010 est très critiqué par les gardiens de but pour sa trajectoire flottante. Ces critiques sont prises en compte par Adidas lors de la Coupe du monde 2014, les trajectoires de Brazuca, dont la conception a duré deux ans, sont moins aléatoires.

### Arbitrage

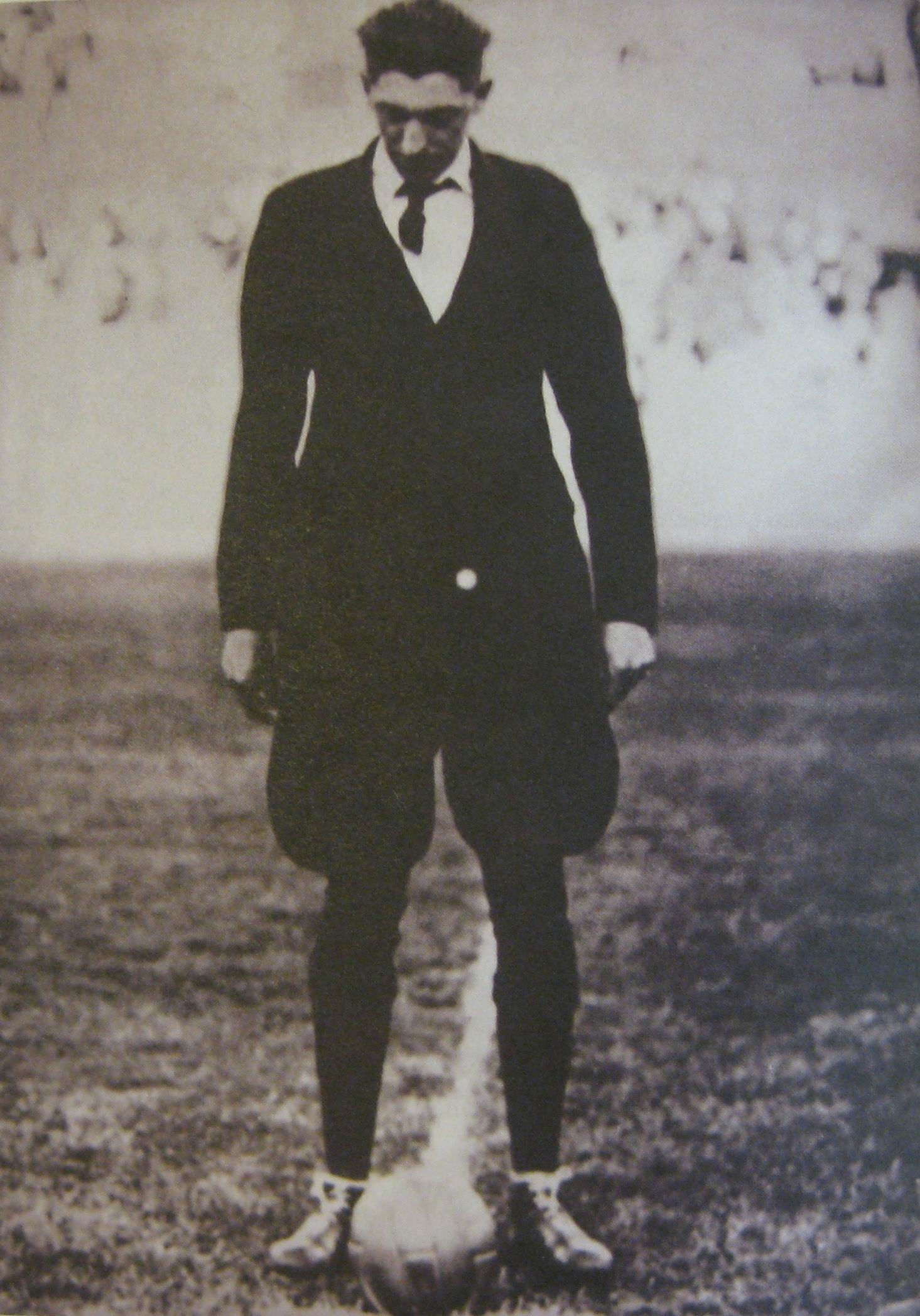
John Langenus, arbitre la première finale de la Coupe du monde en 1930.

Les débuts de l'arbitrage en Coupe du monde sont difficiles. L'opposition de cultures est également présente pour les arbitres. Dès la première édition en 1930, des bagarres générales éclatent. Les cartons n'existent pas, les arbitres peuvent seulement exclure des joueurs. Arbitre de la première finale de la Coupe du monde, le Belge John Langenus le constate lors du match entre l'Argentine et le Chili : « En Europe, j'aurais exclu les vingt-deux joueurs. En Amérique, on trouvait ça presque naturel. Finalement, après intervention de la police montée, le match put se terminer normalement. ». L'interprétation des règles diverge selon les arbitres et cause des problèmes d'équité.
Les cartons jaunes et rouges sont mis en place à l'occasion de la Coupe du monde de la FIFA 1970, quatre ans après l'affaire avec le capitaine argentin Antonio Rattín qui ne voulait pas sortir du terrain comme le lui demandait alors l'arbitre. Le dimanche 31 mai 1970, l'arbitre allemand Kurt Tschenscher gratifie Evgeny Lovchev, le no 6 de l'équipe d'Union soviétique, du premier carton jaune de l'histoire de la Coupe du monde de football lors du match de premier tour à Mexico entre le Mexique et l'Union soviétique qui se solde par un 0-0. Le premier carton rouge est sorti par l'arbitre turc Doğan Babacan pour le Chilien Carlos Caszely lors d'un match contre l'Allemagne de l'Ouest le 14 juin 1974.
L'arbitrage est souvent au cœur de controverses. En finale de l'édition 1966, Geoffrey Hurst tape le ballon sur la barre à la 100e minute de la rencontre, en prolongation. Le ballon rebondit alors sur la pelouse et sort des buts. L'arbitre suisse Gottfried Dienst valide le but après avoir consulté son assistant Tofik Bakhramov,. Cependant, le doute persiste et une étude anglaise a confirmé que le ballon n'est pas rentré. À la dernière minute de cette rencontre, Hurst marque son troisième but personnel alors que des supporters sont sur le terrain. L'« arbitrage maison » est souvent critiqué, l'arbitre prenant des décisions favorables aux pays hôtes.
Certaines éditions de la Coupe du monde sont marqués par des erreurs aux conséquences lourdes. Lors de la demi-finale de la Coupe du monde 1982, Harald Schumacher agresse Patrick Battiston. L'arbitre Charles Corver ne siffle pas de faute alors que Battiston doit être hospitalisé. Schumacher et la RFA s'imposent par la suite aux tirs au but. Quatre années plus tard, la Coupe du monde est à nouveau marquée par une erreur flagrante de l'arbitre. Le Tunisien Ali Bennaceur ne voit pas Diego Maradona marquer de la main en quart-de-finale de la Coupe du monde, but resté célèbre comme la « main de Dieu ». En finale de la Coupe du monde 1990, l'Argentine et Maradona subissent les décisions de l'arbitre Edgardo Codesal Méndez, qui fait basculer la rencontre en expulsant Pedro Monzón puis en sifflant un pénalty contestable à cinq minutes de la fin de match.
En 2002, plusieurs décisions arbitrales avantagent la Corée du Sud, pays organisateur, en phase finale. En quart de finale, l'arbitre égyptien Gamal Al-Ghandour refuse deux buts à l'Espagne pour des raisons litigieuses. Lors de la Coupe du monde suivante en Allemagne, le joueur de l'équipe de Croatie Josip Šimunić reçoit trois cartons jaunes par Graham Poll avant d'être exclu lors d'une rencontre de premier tour contre l'Australie.
La FIFA ajoute l'assistance vidéo à l'arbitrage (VAR) lors de la Coupe du monde 2018 en Russie. Elle a pour la première fois une influence sur une décision arbitrale lors de la rencontre entre l'Australie et la France avec un pénalty accordé à l'équipe française à l'issue du visionnage des images depuis le bord du terrain. Les arbitres sont également équipés d'un dispositif électronique installé au poignet pour leur confirmer ou non le franchissement de la ligne de but par le ballon. Quatre ans plus tard, la FIFA ajoute une nouvelle technologie au dispositif d'assistance vidéo pour détecter de manière semi-automatisée le hors-jeu.

### Trophée
Le trophée remis aux champions du monde de 1930 à 1970 est une statuette en or qui repose sur un socle de pierres fines. Commandée par Jules Rimet avant la première édition de l'épreuve, elle a été réalisée par le sculpteur français Abel Lafleur. La statuette, appelée « Victoire ailée », représente la déesse de la victoire tenant un calice octogonal au-dessus d'elle. En 1946, en hommage au président de la FIFA, le trophée, qui à l'origine s'appelait simplement « Coupe du Monde de Football Association », est officiellement baptisé « Coupe Jules-Rimet ».
Pendant la Seconde Guerre mondiale, le vice-président de la FIFA, l'Italien Ottorino Barassi garde le trophée caché sous son lit dans une boîte à chaussures, afin d'éviter que les nazis ne s'en emparent.
En 1966, l'organisation incombe à l'Angleterre qui devient, de fait, gardienne du trophée pour la durée de la compétition. Le trophée est dérobé et des forces importantes de Scotland Yard sont déployées pour retrouver la statuette avant la fin de la compétition. Finalement, un petit chien nommé Pickles trouve l'objet dans un paquet emballé dans du papier journal, déposé dans une poubelle d'un jardin public, que son maître remet à la police.
En 1970, la sélection brésilienne remporte le titre mondial pour la troisième fois (après avoir déjà été sacré en 1958 et 1962) et acquiert ainsi le droit de conserver la Coupe Jules-Rimet définitivement. Mais, en 1983, le trophée est volé dans les locaux de la fédération brésilienne. Les autorités pensent que les voleurs l'ont refondu. Une réplique de la Coupe Jules-Rimet est alors réalisée.

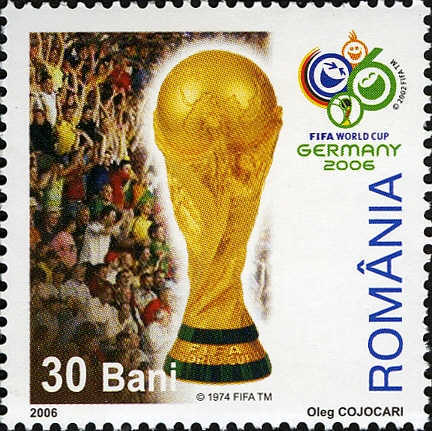
Timbre roumain représentant le nouveau trophée.

En 1974, un nouveau trophée est donc mis en jeu. Portant le nom de la Fédération Internationale de Football Association, la FIFA World Cup (ou Coupe du Monde de la FIFA en français) a été dessinée par Silvio Gazzaniga et produite par Bertoni à Milan. La statuette (sans son socle) représente deux athlètes soulevant la terre. Elle mesure 36,5 cm de haut et pèse 6,175 kg dont 75 % d'or (18 carats). La base de 13 cm de diamètre contient deux morceaux de malachite. Les noms des pays ayant gagné le tournoi sont gravés sous la coupe. Seuls huit noms peuvent être gravés sur la coupe elle-même, ce qui signifie que la plaque où sont gravées les équipes victorieuses peut contenir le nom des vainqueurs jusqu'en 2038.
Avant chaque compétition, le trophée est exposé dans de nombreux endroits à travers le monde avant d'arriver dans le pays organisateur. Dérobée à plusieurs reprises, la Coupe du monde est désormais très protégée. Seuls les champions du monde et les chefs d'État peuvent la toucher. Le trophée est propriété de la FIFA, même si sa surveillance est confiée au pays tenant du titre.

### Étoile sur le maillot

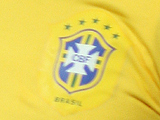
Les cinq étoiles du maillot de la sélection brésilienne depuis 2002.

Le vainqueur de la Coupe du monde peut disposer, sur son maillot, une étoile par trophée gagné. Ces étoiles font leur apparition sur le maillot du Brésil en 1974. L'Italie, alors ancien triple vainqueur de la compétition, adopte ce système au début des années 1990 et l’Allemagne à la fin de la décennie. À la suite de la victoire de l'équipe de France en 1998, le maillot des Bleus arbore une étoile. Dès lors, les autres pays vainqueurs d'une Coupe du monde qui n'ont pas encore d'étoile sur le maillot (Angleterre, Argentine, Uruguay) adoptent l'utilisation de l'étoile en hommage au ou aux sacres mondiaux. Seul l'Uruguay a plus d'étoiles que de nombre de victoires en Coupe du monde. En plus des deux étoiles représentant les succès en Coupe du monde, deux autres étoiles sont sur le maillot uruguayen pour les deux victoires lors des tournois olympiques de 1924 et 1928 co-organisés par la FIFA, à l'époque où la Coupe du Monde n'existait pas encore (les JO étaient alors la compétition internationale la plus importante). Chaque pays brode sur son maillot la ou les étoiles dans les couleurs de son choix. Ainsi, les étoiles espagnole, allemandes, italiennes, uruguayennes et argentines sont en or alors que celles du maillot brésilien sont vertes (cf. image de gauche), que l'étoile anglaise se fond avec la couleur du maillot et que les françaises sont blanches. La couleur des étoiles a pu évoluer, l’étoile française fut un temps dorée et les étoiles allemandes, avant le quatrième sacre, furent aux couleurs du drapeau national (noir, rouge, jaune). Les couleurs des étoiles peuvent également varier selon le design du maillot.

### Badge de Champions de la FIFA

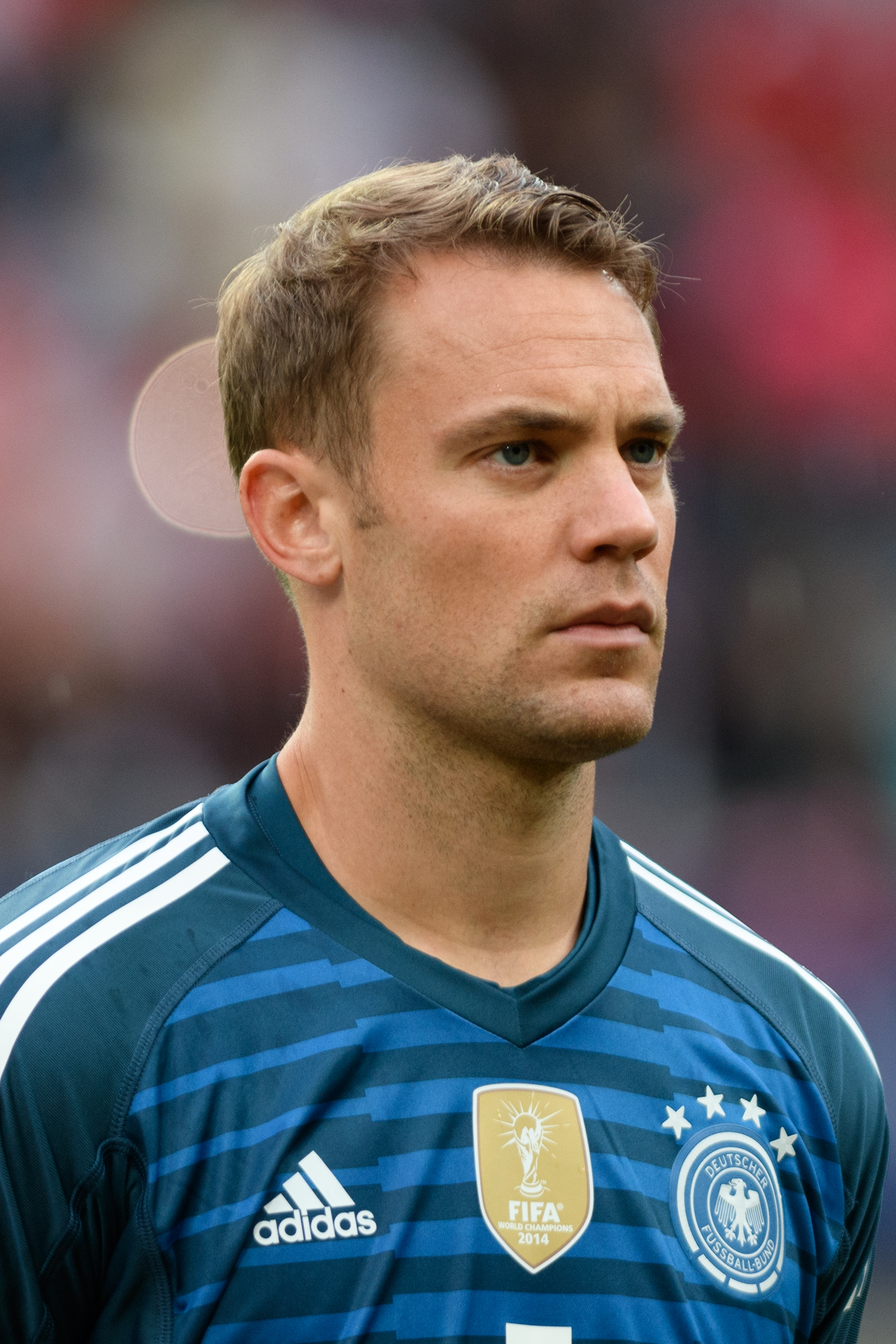
Le badge FIFA Champions sur le maillot du gardien de but allemand Manuel Neuer.

Instauré en 2008 par la FIFA, le FIFA Champions Badge est un badge de couleur dorée ou blanche. Il est composé d'une représentation du trophée de la Coupe du monde, et de l'écrit "FIFA World Champions" avec l'année du titre indiqué sur le bas du badge. Ce dernier apparait sur les maillots de l'équipe championne en titre. L'Italie a été la première nation à apposer ce badge sur son maillot entre 2008 et 2010.
Il a depuis été porté par tous les champions en titres : l'Espagne (2010-2014), l'Allemagne (2014-2018), la France (2018-2022) et actuellement l'Argentine. Le badge peut être porté lors de tous les matchs effectués par la sélection durant ces 4 années de tenante du titre, que ce soit lors de sa compétition continentale ou n'importe quelle autre type de rencontres.

### Mascottes

World Cup Willie, première mascotte de la Coupe du monde.

La Coupe du monde se dote d'une mascotte officielle à partir de 1966. La première mascotte de l'histoire de la Coupe du monde est World Cup Willie, un lion footballeur portant un maillot de l'Union Jack. Quatre ans plus tard, la mascotte du mondial mexicain est un garçon habillé avec un sombrero et aux couleurs du Mexique : le vert et le blanc. Il est nommé Juanito (Jeannot en espagnol). En 1974, la mascotte allemande est constituée de deux hommes différents, Tip und Tap, se tenant par les épaules et portant des T-shirts sur lesquels sont inscrits « WM » et « 74 ». En 1978, l'Argentine choisit comme mascotte Gauchito, un garçon argentin de la pampa avec un chapeau, un foulard et une cravache. Il s'agit de la dernière mascotte représentant un humain.
La mascotte suivante pour l'édition 1982 disputée en Espagne est l'innovante orange espagnole Naranjito avec un visage, un ballon et des crampons. En 1986, la mascotte est Pique, un piment mexicain de nouveau avec un sombrero. En 1990, l'Italie choisit un objet-design nommé Ciao représentant un footballeur avec une tête en ballon de football et un corps aux couleurs de l'Italie. Les États-Unis reviennent aux animaux en 1994 avec un chien habillé en tenue de football rouge, blanche et bleue avec les mots « USA 94 ». Pour la Coupe du monde 1998, les organisateurs choisissent un coq bleu appelé Footix, son nom est choisi par les téléspectateurs français parmi trois propositions. En 2002, le Japon et la Corée du Sud choisissent trois mascottes, les sphériks Kaz, Nik et Ato, inspirées des mangas. Goleo VI, un lion en peluche, accompagné d'un ballon parlant nommé Pille, est la mascotte retenue par les Allemands en 2006. La mascotte de la Coupe du monde 2010 s'appelle Zakumi. Il s'agit d'un léopard avec des cheveux verts. Son nom vient de « ZA », abréviation internationale de l'Afrique du Sud, et « kumi », mot qui signifie « dix » dans diverses langues africaines en rapport à l'année de la compétition. La mascotte de la Coupe du monde 2018 s'appelle Zabivaka, ce qui signifie "celui qui marque" en russe. C'est un loup jeune et rusé, qui possède des lunettes oranges lui permettant de mieux contrôler ses frappes pour que le ballon rentre dans les cages.

## Aspects socio-économiques

### Audience à la télévision
D'un point de vue mondial, il est difficile de quantifier le nombre de téléspectateurs total. La FIFA estime régulièrement son audience autour de 3,2 milliards pour la compétition, et entre 1 et 1,5 milliard de téléspectateur pour la finale. Avant la coupe du monde 2010, la FIFA a changé son mode de calcul : auparavant, l'association donnait le chiffre total d'audience cumulé, celui-ci tournait autour de 26 milliards de téléspectateurs depuis l'édition 1990.
|      | Audience des Finales (en France)               |
| ---- | ---------------------------------------------- |
| 1998 | 20,6 millions                                  |
| 2002 | 12,2 millions                                  |
| 2006 | 22,2 millions                                  |
| 2010 | 14,1 millions                                  |
| 2014 | 13,6 millions                                  |
| 2018 | 20,08 millions (+5 millions dans les fan-zone) |
| 2022 | 25,08 millions                                 |

### Violences conjugales
Pendant une Coupe du monde le nombre de violences conjugales augmente. Une étude britannique réalisée en 2014 a démontré que les violences conjugales augmentent de 26 % pendant la compétition. En cas de défaite de l'équipe nationale ce chiffre atteint même les 38 %. La faute ne revient pas seulement au sport : la consommation d'alcool exacerbée pendant ce type d'évènement, ainsi que les penchants violents préexistants chez les auteurs des violences sont aussi à prendre en compte. Toutefois, il est admis que ce type de compétitions entretient un environnement propice aux violences. En 2013, une étude aux États-Unis avait montré des résultats similaires concernant le football américain.
Pour tenter de pallier ce problème de nombreuses campagnes publicitaires alertent à ce sujet pendant la Coupe du monde. En 2018, le Center for Domestic Violence révèle une campagne choc mettant en scène des visages de femmes où les coups portés dessinent le drapeau d'un pays jouant en Russie,.

### Coût de la compétition
Le coût de la Coupe du monde est en augmentation constante depuis des décennies. Les évaluations des coûts varient selon le périmètre de ce qui est pris en considération (intégrant par exemple, l'amélioration des infrastructures de transport et les coûts liés à la sécurité intérieure) À titre d'exemple, la Cour des Comptes a évalué le coût total de l'organisation de la Coupe du monde de 1998 en France à près de 10 milliards de francs (1,56 milliard d'euros) dont environ 7 milliards d'investissements (1,1 milliard d'euros) dans des infrastructures sportives et de dessertes, et 3 milliards (460 millions d'euros) de dépenses d'organisation. Le financement direct est assuré par un comité d'organisation local qui bénéficie d'un appui financier de la FIFA. Des fonds publics (État, collectivités locales et entreprises publiques) interviennent sur les infrastructures et des sociétés privées, mécènes de l'opération sur des aspects liés à l'organisation sportive. Cette aide financière est aussi une vitrine pour ces sociétés privées qui en espérer des retombées économiques positives.
Le site Mondial de football évalue pour sa part le coût de la coupe du monde française en 1998 à 360 millions d’euros ; celui de l’Allemagne quatre ans après à 430 millions d’euros ; puis plus de 3 milliards pour l'Afrique du sud, 8 milliards pour le Brésil, et 21 milliards pour la Russie . La mise aux normes de stades de football, imposée par la Fifa, affecte plus fortement les pays dont les stades étaient vétustes ou trop petits pour l'événement.

### Effet sur l'économie
L'organisation de la Coupe du monde de football n'est pas sans conséquence économique pour le pays hôte. Les investissements qui concernent d'abord principalement les villes organisatrices, s'étendent maintenant dans tout le pays organisateur. Des infrastructures non sportives comme les hôtels sont également concernées. Les coûts croissants pour organiser une Coupe du monde provoquent cependant de plus en plus de critiques. Celles-ci ont été particulièrement fortes au Brésil où les investissements importants dans les équipements sportifs ont été critiqués par une partie de la population. De nombreux manifestants souhaitent que l'argent soit utilisé pour l'amélioration des équipements publics (hôpitaux, écoles) et pour diminuer le coût de la vie.
Certains travaux soulignent que la victoire en Coupe du monde est un facteur positif pour la croissance. À la suite du succès de l'équipe de France en 1998, le Produit Intérieur Brut (PIB) français s'est maintenu à un bon niveau de progression. Il progresse de seulement 2,3 % en 1997, contre 3,5 % en 1998 et 3,0 % en 1999. L'impact de l'événement est difficile à évaluer du fait de la multitude d'autres facteurs rentrant en compte dans l'évolution du PIB.
Il existe des faillites liées à la Coupe du monde. La société qui produit la mascotte Goleo a dû déposer le bilan deux semaines avant le début de la Coupe du monde de football 2006. Les économistes allemands ne prévoyaient d'ailleurs qu'une hausse de 0,3 % du PIB.
L'organisation de la Coupe du monde peut n'avoir que peu d'effet sur le volume des investissements sur le pays organisateur. Il ne représente qu'environ 1 % seulement des flux annuels d'investissement en Allemagne à l'édition 2006.
Certains secteurs bénéficient de l'événement pour connaître une croissance rapide. Les secteurs des équipements sportifs et des appareils télévisuels connaissent une forte hausse des ventes au moment de la Coupe du monde.
Pour le pays hôte, le gain vient en premier lieu de l’afflux de visiteurs étrangers, eux-mêmes sources de devises (500 000 millions d'euros pour l'Allemagne selon les prévisions de Standard & Poor's). Pour les pays réalisant des performances remarquables, l’effet de la hausse du moral au sein de la population suscite à la fois une stimulation de la demande intérieure et une meilleure productivité du travail. D'après l'Insee, l'effet de la Coupe du monde sur la consommation en Allemagne n'est toutefois qu'un soutien temporaire à une tendance ayant d'autres explications. Les victoires et les défaites suscitent par ailleurs des variations boursières sur les marchés nationaux.
Certaines études ont montré une relative concordance dans les pays en développement entre les périodes d’expansion économique et les bons résultats en Coupe du monde. L'analyse la plus répandue consiste à dire que la victoire suscite l’expansion. Cependant, certaines analyses, fondées sur le fait qu’historiquement les renversements de tendance économique précèdent les bons ou mauvais résultats sportifs, avancent que c’est la croissance économique qui favorise les chances de victoire d’une équipe.
Pour le pays hôte, l’organisation de l’événement est le plus souvent considérée comme positive. Si la hausse de la consommation nationale est modeste, progressant par exemple en Allemagne que de 0,3 % pendant le trimestre de la Coupe du monde, elle peut être renforcée par un élan national comme en France en 1998. De plus, la consommation supplémentaire se transforme en partie en importations de produits étrangers et pas seulement en consommation de produits nationaux. Ainsi la Coupe du monde de 2006 suscite un engouement pour les écrans plats produits en Asie.

### Effet sur le développement local
Le marché de l'événementiel est un facteur de développement local. Toutes les villes qui accueillent des matchs de la Coupe du monde et donc des supporters venus du monde entier enregistrent un surplus de consommation sur leur territoire : certains chercheurs parlent d'une « économie présentielle » ou d'une « économie résidentielle ». À l'occasion de cet événement, les pays construisent des infrastructures. D'abord, la Coupe du monde permet de développer les stades du pays organisateur. En plus, les nations hôtes bénéficient de l'occasion pour développer les moyens de transport. En 2010, de nombreux moyens sont mis en œuvre pour déplacer les spectateurs entre les villes avec des navettes et des trains.
L'organisation d'une Coupe du monde dope le tourisme,. Les touristes ou « résidents non déclarés » doivent se loger, se nourrir, se distraire et donc dépensent de l'argent. Cette manne irrigue le tissu économique local qui réalise des ventes supérieures à l'ordinaire. Les autorités publiques allemandes, bien conscientes de ce potentiel économique, ont d'ailleurs autorisé les commerçants à prolonger plus tardivement l'ouverture des magasins lors de la Coupe du monde 2006 et même le dimanche.
En Allemagne, on parle de 50 000 emplois tandis qu'en Afrique du Sud ce sont près de 159 000 emplois qui sont annoncés. Les emplois créés par et pendant la Coupe du monde ne sont pas toujours durables. On estime pour l'Allemagne qu'un tiers seulement des emplois seront conservés à l'issue de la compétition de 2006. En effet les principaux secteurs d'embauche que sont la sécurité, la restauration et la vente de produits dérivés, ne perdurent pas après la compétition.

### Sources de revenus

#### Billetterie
Jadis source de revenus quasi-unique, la billetterie ne représente désormais qu'une modeste partie des revenus générés par la Coupe du monde. La billetterie est prise en charge par la FIFA pour la phase finale de la compétition. Le marché parallèle, légal dans certains pays, peut multiplier par vingt le prix des places initialement prévu.
Sécurité supplémentaire pour la version 2006, les billets sont équipés de puces électroniques permettant de désactiver immédiatement des blocs de billets perdus ou volés.
| Type de Match       | Catégorie 1 | Catégorie 2 | Catégorie 3 | Catégorie 4 |
| ------------------- | ----------- | ----------- | ----------- | ----------- |
| Match d'ouverture   | 450 $       | 300 $       | 200 $       | 490 R       |
| Matches de groupe   | 160 $       | 120 $       | 80 $        | 140 R       |
| Huitièmes de finale | 200 $       | 150 $       | 100 $       | 350 R       |
| Quarts de finale    | 300 $       | 200 $       | 150 $       | 525 R       |
| Demi-finales        | 600 $       | 400 $       | 250 $       | 700 R       |
| Petite finale       | 300 $       | 200 $       | 150 $       | 525 R       |
| Finale              | 900 $       | 600 $       | 400 $       | 1 050 R     |

#### Sponsors

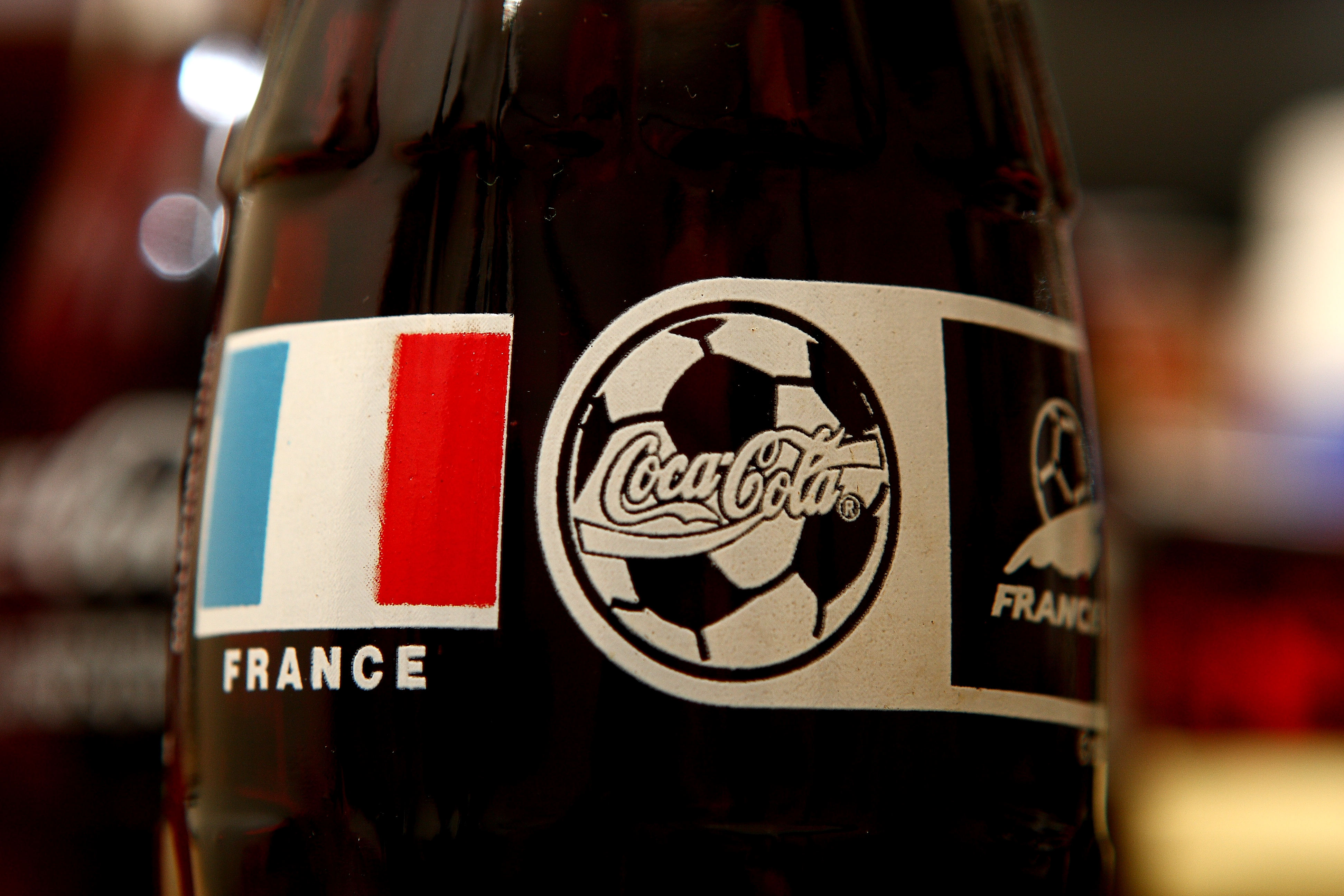
Coca-Cola utilise l'image de la Coupe du monde de la FIFA sur ses bouteilles.

L'augmentation d'affluence dans les stades et devant la télévision a permis à la Coupe d'attirer des sponsors permettant à la FIFA d'augmenter ses profits. En 1982, les revenus liés au sponsoring s'élèvent à 2 milliards de dollars pour augmenter régulièrement et atteindre plus de 16 milliards de dollars aujourd'hui. Le titre de Sponsor officiel se monnaie 40 millions de dollars tandis qu'un sponsor d'équipe dépensera 10 millions de dollars. Sans compter que la nouveauté de l'édition 2006 est de faire financer la construction des stades par les sponsors eux-mêmes. Par contre, lors de la Coupe du monde, la FIFA qui n'accepte pas d'autres noms que ceux des sponsors officiels, a fait renommer tous les stades sponsorisés par « Stade FIFA de ... ».
Les sponsors historiques de la FIFA sont Coca-Cola, Fujifilm ou encore Philips. Coca-Cola est sponsor officiel de toutes les éditions de la Coupe du monde depuis 1978 et a un contrat jusqu'en 2022.
Les principaux équipementiers sportifs se disputent à l'occasion de la Coupe du monde de football une guerre économique afin de bénéficier au maximum des effets économiques de la compétition. Les campagnes publicitaires débutent de plus en plus tôt, suivant les matchs amicaux de près. Les enjeux sont énormes pour certains équipementiers sportifs. Le match entre Adidas et Nike prend toute son ampleur avec les équipes nationales. Nike est le sponsor du Brésil et de la France alors qu'Adidas est l'équipementier de formations telles que l'Allemagne et l'Espagne. Les recettes commerciales se préparent bien avant la Coupe du monde.

#### Couverture médiatique

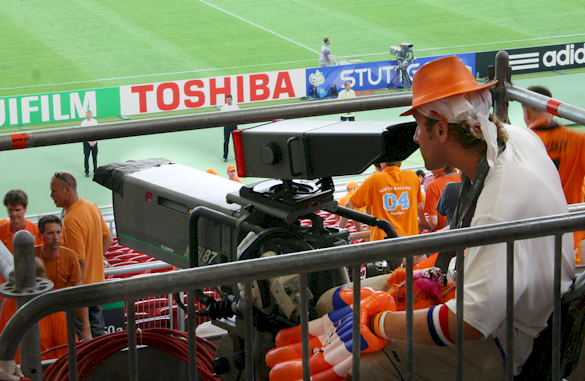
Les caméras présentes dans les stades de la compétition permettent la télédiffusion des rencontres dans plus de 200 pays.

Les journaux sont les premiers médias à aborder le thème de la Coupe du monde. La radio suit, et retransmet la Coupe du monde dès les premières éditions, bien avant l'apparition de la télévision qui révolutionne la couverture médiatique de la compétition même si celle-ci est toujours retransmise à la radio. En 2010, les stations RMC et Radio Alfa en France, BBC Radio 5 Live au Royaume-Uni et ESPN aux États-Unis notamment retransmettent la Coupe du monde.
Les premières diffusions de matchs de la Coupe du monde en direct datent de 1954 via l'Eurovision. La Coupe du monde de la FIFA de 1974 est la première à être retransmise à la télévision en couleurs. Depuis la première épreuve retransmise, seule l’édition qui s’est déroulée en 1962 au Chili ne bénéficie pas d’une retransmission en direct.
La Coupe du monde de football est le deuxième événement planétaire le plus télédiffusé, derrière les Jeux olympiques et devant le Tour de France. La FIFA estime l'audience cumulée télévisuelle à 26 288 753 000 téléspectateurs lors des 73 072 heures de retransmission de la compétition dans le monde pour l'édition de 2006. L'épreuve est diffusée dans 213 pays en 2002, aussi, les enjeux pour les chaînes de télévision sont importants.
En France, le maximum enregistré est de 30 millions de téléspectateurs devant leur écran de télévision lors de la demi-finale 1982 entre la France et Allemagne selon l'audimat, cinq millions de plus que le match de premier tour entre la France et l'Angleterre lors de cette même édition. Plus récemment, Médiamétrie mesure que les sept meilleures audiences de l'année 2006 en France sont des matchs de la Coupe du monde 2006, la huitième étant la remise du trophée aux joueurs italiens. La demi-finale contre le Portugal est, depuis la création de Médiamétrie en 1989, l'audience la plus élevée en France de l'histoire de la télévision avec en moyenne 22,2 millions de téléspectateurs. Pour la finale quatre jours plus tard, 22,1 millions de téléspectateurs regardent la rencontre avec un pic à 25 millions à 22 h 28.
| Année | Droits TV                                 | Audience mondiale cumulée         |
| ----- | ----------------------------------------- | --------------------------------- |
| 1990  | 95 millions de francs suisses (60M €)     | 26,7 milliards de téléspectateurs |
| 1994  | 110 millions de francs suisses (70M €)    | 32,1 milliards de téléspectateurs |
| 1998  | 135 millions de francs suisses (86M €)    | 33,4 milliards de téléspectateurs |
| 2002  | 1 300 millions de francs suisses (830M €) | 28,8 milliards de téléspectateurs |
| 2006  | 1 500 millions de francs suisses (957M €) | 35,6 milliards de téléspectateurs |

La presse spécialisée bénéficie de la tenue de l'événement pour augmenter ses ventes. En 1998, la victoire de la France permet au quotidien L'Équipe de réaliser son record de ventes avec 1,6 million d'exemplaires contre 500 000 en moyenne. Le quotidien La Gazzetta dello Sport atteint, au lendemain de la victoire italienne en 2006, le sommet de ses ventes avec 1,7 million d'exemplaires, son tirage moyen étant habituellement de 400 000.
La Coupe du monde est également l'occasion d'utiliser l'image des joueurs de football célèbres pour louer une marque.

### Supporters

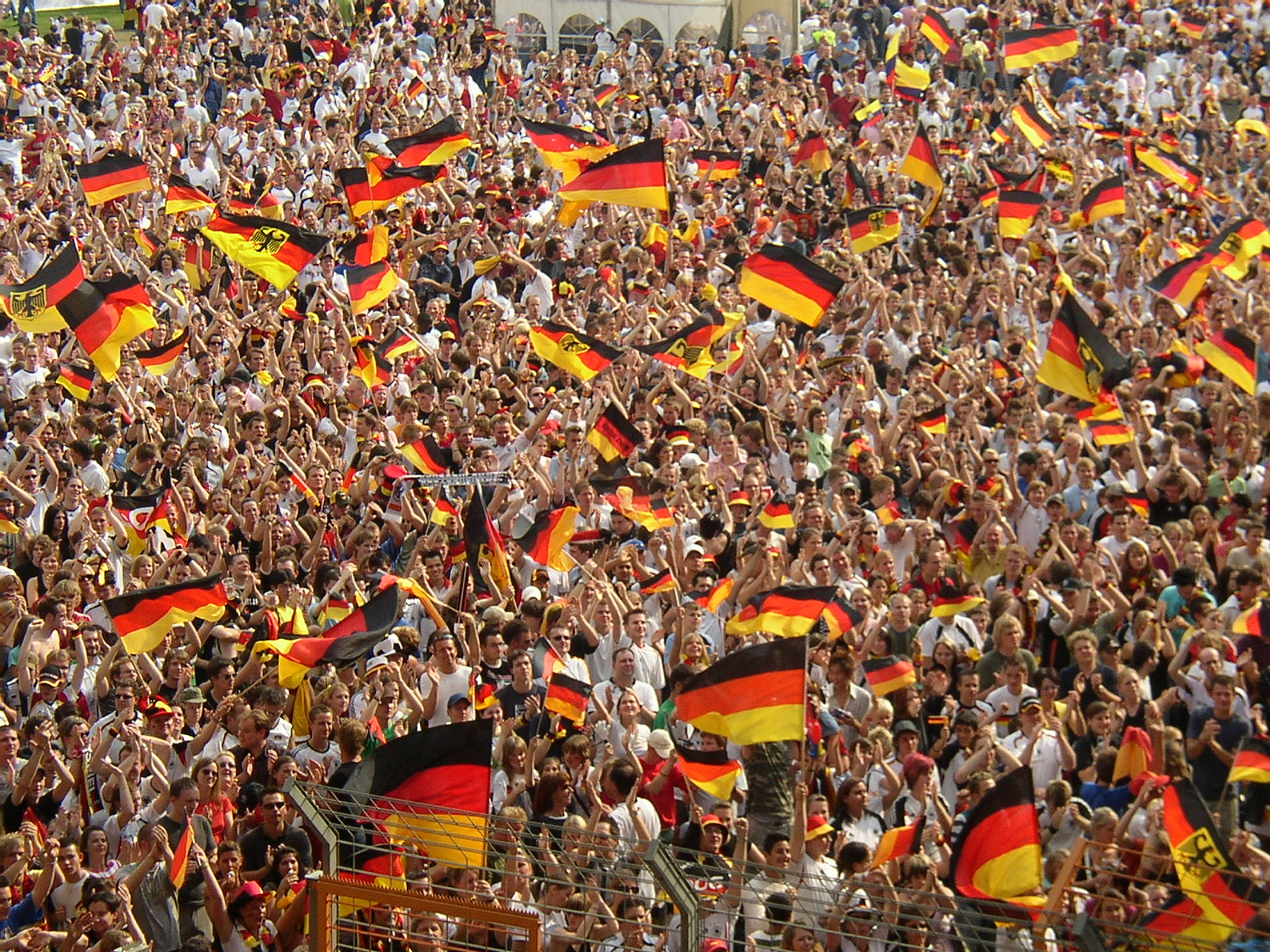
Supporters de l'Allemagne dans les rues pendant la Coupe du monde 2006.

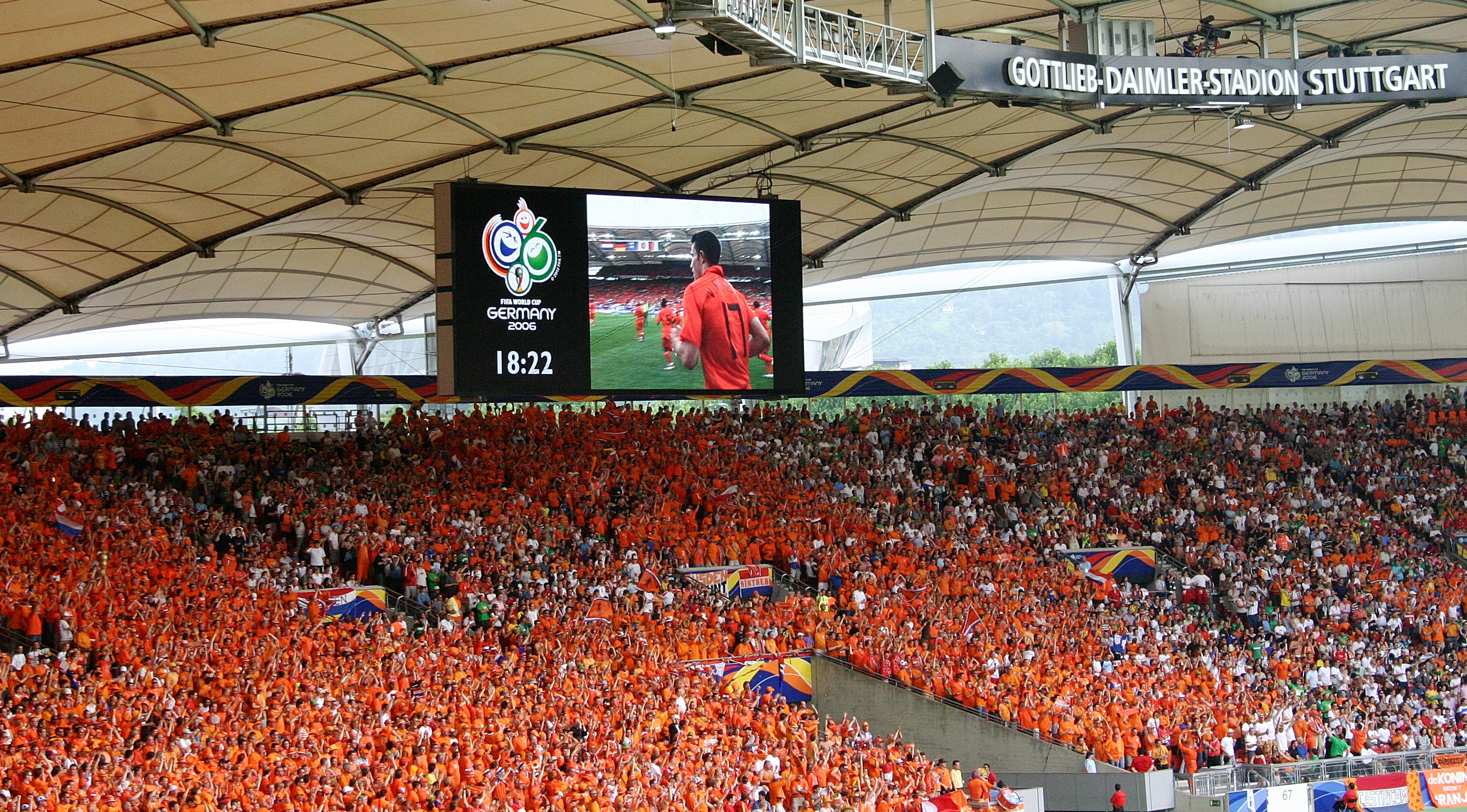
Tribune de supporters des Pays-Bas à la Coupe du monde en 2006.

La Coupe du monde étant la compétition majeure du football, les supporters sont particulièrement concernés par ce mois de compétition. Dès la première édition, les supporters uruguayens et argentins sont particulièrement présents. Le tourisme sportif commence en 1934, des voyages avec le déplacement, la pension et l'accès aux stades sont offerts aux supporters.
Les premiers déplacements massifs de supporters de différents pays remontent à 1982. À cette occasion, les fans anglais s'illustrent surtout par leurs hooligans. Malgré ces agissements d'une minorité des supporters, la phase finale reste une grande fête pour les fans. Les supporters de certains pays véhiculent même l'image de fans sympathiques. Lors de la Coupe du monde de 1998 en France, la fête est au rendez-vous malgré des dérapages à Marseille et à Lens où le gendarme Daniel Nivel est agressé par des hooligans allemands.

## Aspect politique

### Pacification
En 1954, la victoire ouest-allemande a un effet allant bien au-delà d'un succès sportif. Neuf ans après la Seconde Guerre mondiale, une grande partie des Allemands - surtout en RFA, mais aussi en RDA - se considère acceptée pour la première fois depuis longtemps. Plusieurs historiens ont même appelé le 4 juillet 1954 « la vraie heure de naissance de la RFA, en particulier pour l'amour-propre du peuple allemand ».
Tous les stades portent l'emblème de la FIFA et des Nations unies avec la légende « Football pour la paix - année de la paix », « Football for peace - Peace Year » lors de la Coupe du monde 1986 au Mexique après que les Nations unies déclarent l'année 1986 comme année de la paix.
Dès 2006, la FIFA s'associe avec l'UNICEF pour promouvoir la paix et les actions de l'UNICEF dans le monde. Lors de la cérémonie d'ouverture de la Coupe du monde 2006, le président fédéral d'Allemagne Horst Köhler dit pendant son discours que le souhait de l'organisation est d'avoir « des matches passionnants, de nombreux buts et du fair-play » mais également « que le football puisse réunir les peuples ».
La Coupe du monde permet parfois de diminuer les tensions entre les pays.
En 1998, un match de la Coupe du monde oppose l'Iran aux États-Unis. Ce match est un symbole de la reprise des relations diplomatiques entre les deux pays, interrompues depuis 1978.
En 2008, le président turc Abdullah Gül se rend à Erevan à la suite de l'invitation de son homologue arménien, Serge Sarkissian, pour assister à la rencontre de football opposant l'Arménie à la Turquie dans le cadre des éliminatoires de la Coupe du monde 2010,.
Malgré le climat de guerre présente dans le pays, les acteurs politiques irakiens se sont engagés à favoriser un climat de confiance pour les amateurs de football pendant la Coupe du monde.

### Propagande
La Coupe du monde sert à une grande propagande fasciste lors de la Coupe du monde 1934 disputée en Italie. Les joueurs allemands font le salut fasciste, tout comme l'équipe italienne. L'équipe d'Allemagne affiche deux drapeaux, l'un aux couleurs nationales et l'autre frappé d'une croix gammée. Le maillot allemand comporte alors l'écusson du Reich. L'Italie remporte la compétition devant Benito Mussolini. Le président de la Fédération d'Italie de football, le général Giorgio Vaccaro, affirme que « le but ultime de la manifestation sera de montrer à l'univers ce qu'est l'idéal fasciste du sport. ». Mussolini utilise la victoire de l'équipe italienne pour promouvoir ses idées politiques.

### Forfaits
Pour la première Coupe du monde, l'édition 1930 en Uruguay, la plupart des équipes européennes déclarent forfait ou déclinent l'invitation en raison du coût élevé et la longueur du voyage en bateau jusqu'en Amérique du Sud. Quatre années plus tard, la compétition a lieu en Italie, forfait en 1930. En représailles, l'Uruguay, pourtant tenante du titre, refuse de participer à la compétition. L'Argentine aligne une équipe de joueurs amateurs et le Brésil envoie en Europe une équipe de joueurs de second plan. En 1938, pourtant inscrits, la Colombie, le Costa Rica, le Salvador, les États-Unis, la Guyane Néerlandaise, le Japon et le Mexique déclarent forfait avant le tirage au sort du tour préliminaire. L’Argentine décide de ne pas participer à la suite de la décision de la FIFA d'organiser le tournoi en France et non en Argentine. Le Brésil est obligé d'organiser une tombola pour avoir assez de fonds pour payer le voyage vers la France. L'Autriche est contrainte en dernière minute par l'Allemagne nazie de déclarer forfait contre la Suède lors de la Coupe du monde de football 1938 à cause de l'Anschluss.
La Coupe du monde de football 1950 ne se joue qu'à 13 pays au lieu de 16 à la suite des forfaits de la Turquie, de l'Écosse, de l'Inde et de la France (forfait après avoir été repêchée à la suite du forfait de l’Écosse) Selon la légende l'Inde déclare forfait à la suite du refus d'obtenir la dérogation de jouer pieds nus pour ses joueurs. En réalité il semble que c'est surtout par manque de motivation que l'Inde a renoncé à faire le long voyage en Amérique du sud. Les Indiens considéraient en effet que le tournoi olympique (auquel ils avaient participé en 1948) était bien plus prestigieux qu'une Coupe du monde dont ils ignoraient l'envergure réelle. En 1966, 16 nations africaines déclarent forfait lors des éliminatoires en raison du nouveau règlement de la FIFA n'accordant pas de place qualificative ferme au continent africain. L'Afrique obtient gain de cause lors de la Coupe du monde suivante.
Lors des phases de qualifications de la Coupe du monde 1974, l'URSS refuse, à la suite de l'arrivée au pouvoir de Pinochet, de se rendre au Chili pour jouer le match retour du barrage l'opposant au pays sud-américain. L'équipe du Chili se présente seule sur le terrain à l'heure du coup d'envoi du match et est déclarée vainqueur par forfait, se qualifiant ainsi pour la phase finale, tandis que l'URSS se voit notifier une disqualification par la FIFA. La Coupe du monde de football 1978 soulève une polémique politique car l'Argentine (pays hôte) est alors dirigée par le général Jorge Rafael Videla qui s'est emparé du pouvoir deux ans plus tôt et qui depuis mène dans son pays une répression politique. Certaines nations appellent au boycott et critiquent ouvertement le régime en place. Un couvre-feu est mis en place pendant toute la compétition. Longtemps il a été pensé que le capitaine néerlandais Johan Cruyff choisit de ne pas disputer la compétition par protestation politique mais en 2008 il affirme que sa retraite internationale est due à une agression personnelle, toutefois l’équipe des Pays-Bas refuse les félicitations officielles de Videla pour sa deuxième place. La Coupe du monde de football 1986 doit avoir lieu en Colombie mais cette dernière, socialement et économiquement en difficulté, décide en fin d'année 1982 de déclarer forfait car elle ne s'estimait plus en mesure d'assurer l'organisation d'un tournoi passé entre-temps de 16 à 24 équipes. La FIFA se replie alors sur le Mexique (organisateur en 1970) qui disposait déjà des infrastructures nécessaires pour un tournoi agrandi.

### Violences et oppositions

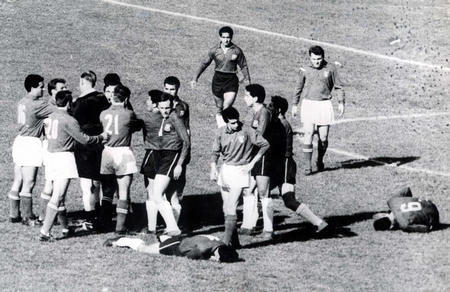
Scène de la « Bataille de Santiago ».

Lieu de rencontres, la Coupe du monde de la FIFA reflète également les oppositions internationales.
La Coupe du monde de football a entraîné quelques affrontements, et a développé certaines rivalités entre pays, celle entre l'Angleterre et l'Argentine après 1966 ou celle entre la France et l'Allemagne après la demi-finale de 1982 par exemple. La violence est plus fréquente sur le terrain que dans les tribunes. Le match entre le Pérou et la Roumanie en 1930, la Bataille de Santiago en 1962 ou plus récemment la rencontre entre les Pays-Bas et le Portugal en 2006, sont des exemples de matchs violents. La violence est également présente en dehors des pelouses, dans les villes où se disputent les rencontres de la Coupe du monde. En 1998, de violents affrontements entre Tunisiens et Anglais ont lieu dans les rues de Marseille. Les phases qualificatives ne sont pas exemptes de violences autour des rencontres comme lors des matchs de qualification entre l'Égypte et l'Algérie pour la Coupe du monde 2010.
En 1969, le match Honduras-Salvador en phase de qualification du Mondial mexicain est le catalyseur du conflit latent entre les deux pays. La défaite finale du Honduras débouche sur la guerre de cent heures qui fait plus de 5 000 morts. En 1994, le joueur colombien Andrés Escobar est assassiné, à la sortie d'un bar en Colombie, pour avoir inscrit un but contre son camp qui scelle l'élimination de la Colombie, dès le premier tour de la Coupe du monde, pourtant citée dans les favoris de la compétition.
La Coupe du monde de football ne fait pas toujours l'unanimité, de nombreux opposants dénoncent le coût de l'organisation de l’événement ainsi que les dérives engendrées par la Coupe (augmentation de la dette extérieure, expulsions, nettoyage social, augmentation des dépenses sécuritaires, vastes opérations immobilières, instrumentalisation au profit de dictateurs, etc.). Certaines villes ou villages des pays organisateurs tentent d'éloigner les touristes étrangers potentiellement créateurs de troubles.

## La Coupe du monde dans la culture populaire

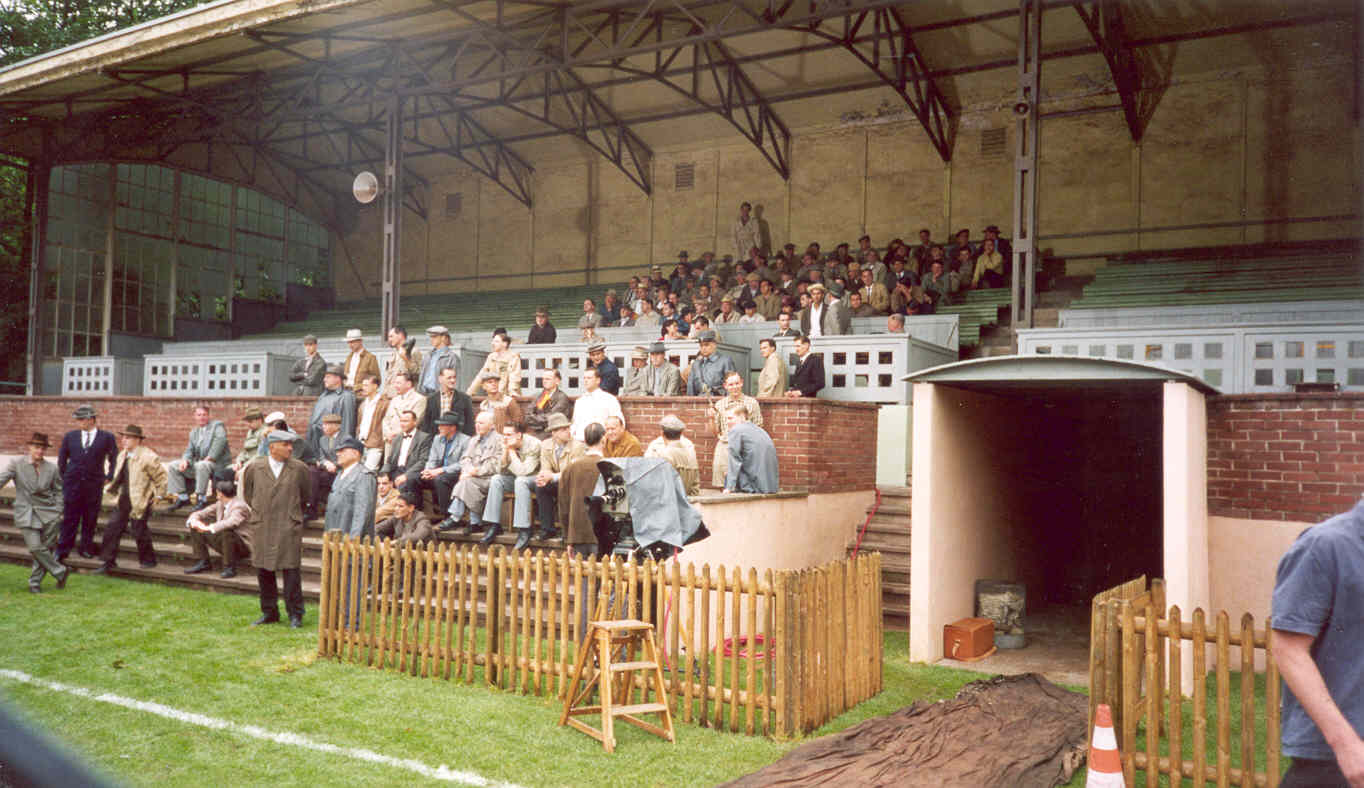
Photographie prise pendant le tournage d'une scène de foule pour le film Le Miracle de Berne.

Outre de nombreux films documentaires et même un film officiel de la Coupe du monde produit par la FIFA à l'occasion de chaque édition depuis 1938, la Coupe du monde a également inspiré le film allemand Le Miracle de Berne (2003) qui revient sur la victoire de la Mannschaft en 1954 et le film américain Le Match de leur vie (2005) décrivant la victoire de l'équipe des États-Unis en 1950 face à l'équipe d'Angleterre. La Coupe du monde sert également de cadre à des films comme La Coupe (1999), Les Collègues (1999), The Van (1996) ou Sixty Six (2006), notamment. Des étudiants allemands ont même réalisé un film d'animation, Helden 06, mettant en scène des personnages Lego jouant un match de football.
Les points de connexion entre la Coupe du monde et la musique ou la chanson populaire sont nombreux. Chaque sélection a un hymne et de nombreux morceaux en lien avec l'équipe nationale ou avec la compétition voient le jour. Certaines de ces chansons sont inspirées de faits de jeu comme France-Allemagne 82 signée par Bartone en 2005 en référence au fameux match de Séville, ou encore Coup de boule en 2006 à la suite du coup de tête de Zidane sur Materazzi. En 1998, en France, la chanson I Will Survive de Gloria Gaynor fait l'unanimité auprès des spectateurs soutenant l'équipe de France.
De nombreux produits dérivés sont créés, produits et vendus pour chacune des éditions de la Coupe du monde. Des séries de timbres sont éditées dans différents pays et représentent la Coupe du monde. Des pièces de monnaies sont gravées pour l'occasion comme en 1998 et 2002. Chaque Coupe du monde est l'occasion de sortir un jeu vidéo officiel de l'édition. World Cup Italia '90 est le premier à sortir. Coupe du monde 98, Coupe du monde : FIFA 2002, FIFA World Cup: Germany 2006, Coupe du monde de la FIFA : Afrique du Sud 2010 et Coupe du monde de la FIFA : Brésil 2014 complètent cette série. C'est EA Sports qui réalise la série de jeux.